# アカネ科
アカネ科（アカネか、学名：Rubiaceae）は、リンドウ目に属する被子植物の科の一つ。アカネなどを含む。クロンキスト体系ではアカネ目に分類されていた。

## 形態
草本または低木で、熱帯に特に多いが温帯にも草本がある。約600属10,000種以上を含む大きな分類群である。葉は単葉で対生か（見かけ上）輪生。托葉があり、アカネ属やヤエムグラ属では葉と同じ形になるため輪生に見える。ギョクシンカ属（Tarenna）のように葉にバクテリアが共生し、窒素固定を行うものも見られる。花は合弁花（ただしディアリペタラントゥス・フスケスケンス Dialypetalanthus fuscescens は離弁花）で5裂するもののほか4裂するものも多い。ほとんどの場合子房下位であり、それと関連して早くから合弁花が形成されるのがほかのリンドウ目と異なる点である。虫媒花で虫を誘引するさまざまな機構が見られ、美しい花冠をつけるもの、小さい花が多数集合するもの、強い芳香を出すもの、蜜を分泌する花盤が発達したものが多く、基本的には両性花であるが、中にはコプロスマ属・Galopina属・ヤマトグサ属のように花が縮小し同科としては異例の風媒花を発達させた属も存在する。また、開花前に受粉を終え自家受粉する種もまれに存在する。花序は円錐花序か集散花序、あるいは密な頭状花序である。

## 人間との関係

### 食用
本科で世界的にもっとも有名な食用種はコーヒー豆をとるコーヒーノキ属（学名：Coffea）である。コーヒー豆はコーヒーノキ属の種子である。コーヒーノキの果実から果肉を落として種子を取り出し、焙煎のち粉砕し湯や水で抽出したものがコーヒーとして飲まれている。コーヒーノキ属には数十～120種程度が知られるが、商業的に利用されているのはわずか3種であり、それぞれアラビカコーヒーノキ（Coffea arabica）、ロブスタコーヒーノキ（C. canephora）、リベリカコーヒーノキ（C. liberica）と呼ばれる。コーヒーは樹の種類や産地、焙煎時間や程度、抽出温度や方法など様々な条件によって味が変化し、楽しみ方も含めて世界各地で様々なコーヒー文化がある。
所属する種の多さのわりにコーヒーを除いて広く食用とされるものは少ない。日本で見かけるのは健康食品などとしてヤエヤマアオキ（Morinda citrifolia、ノニという呼び名が有名）の果実くらいである。アフリカに分布するVangueria属（和名未定）などは救荒食物として利用されることもあるという。クチナシの果実は古くから食品用着色料として用いられている。

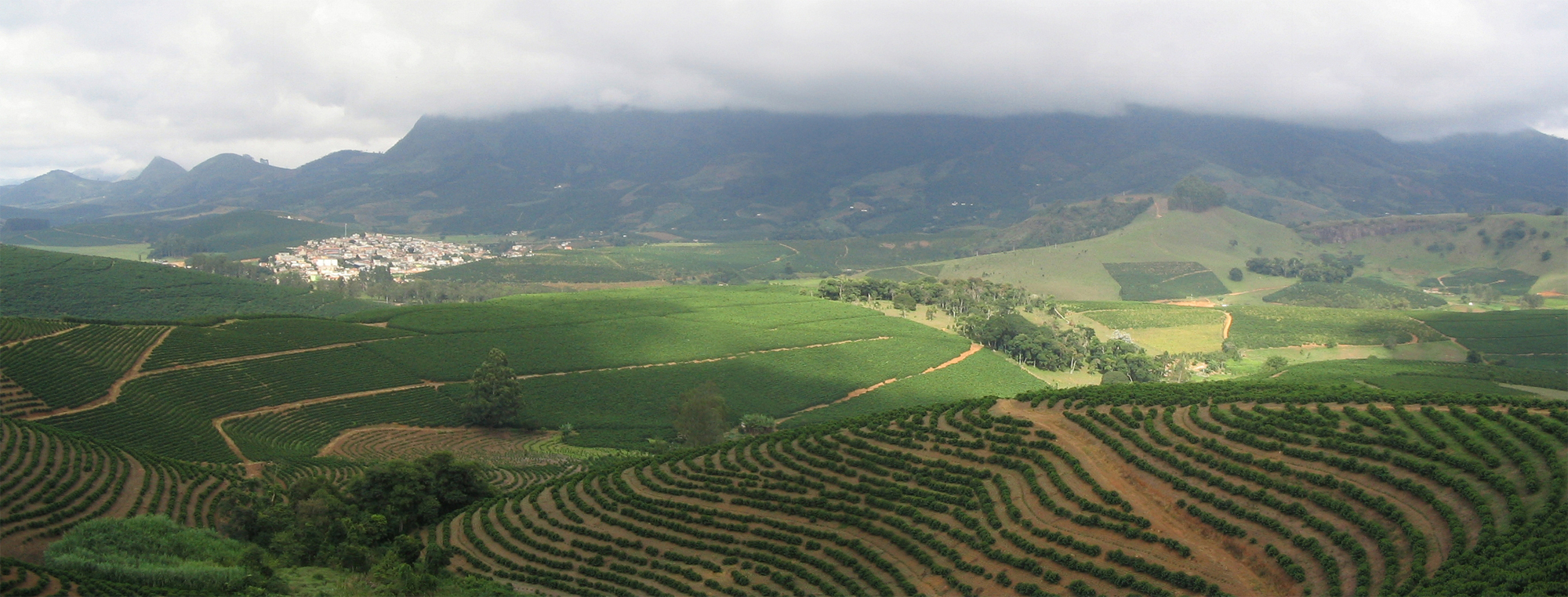
ブラジルにおけるコーヒーノキのプランテーション
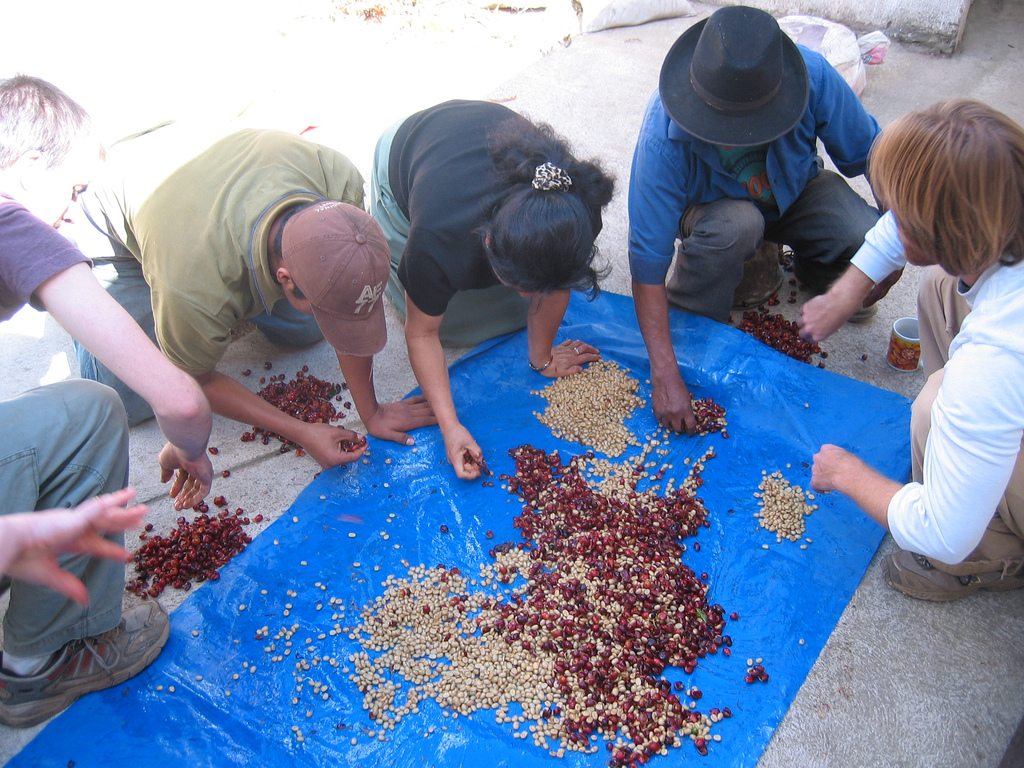
果実から種子（コーヒー豆）を取り出す工程の人々
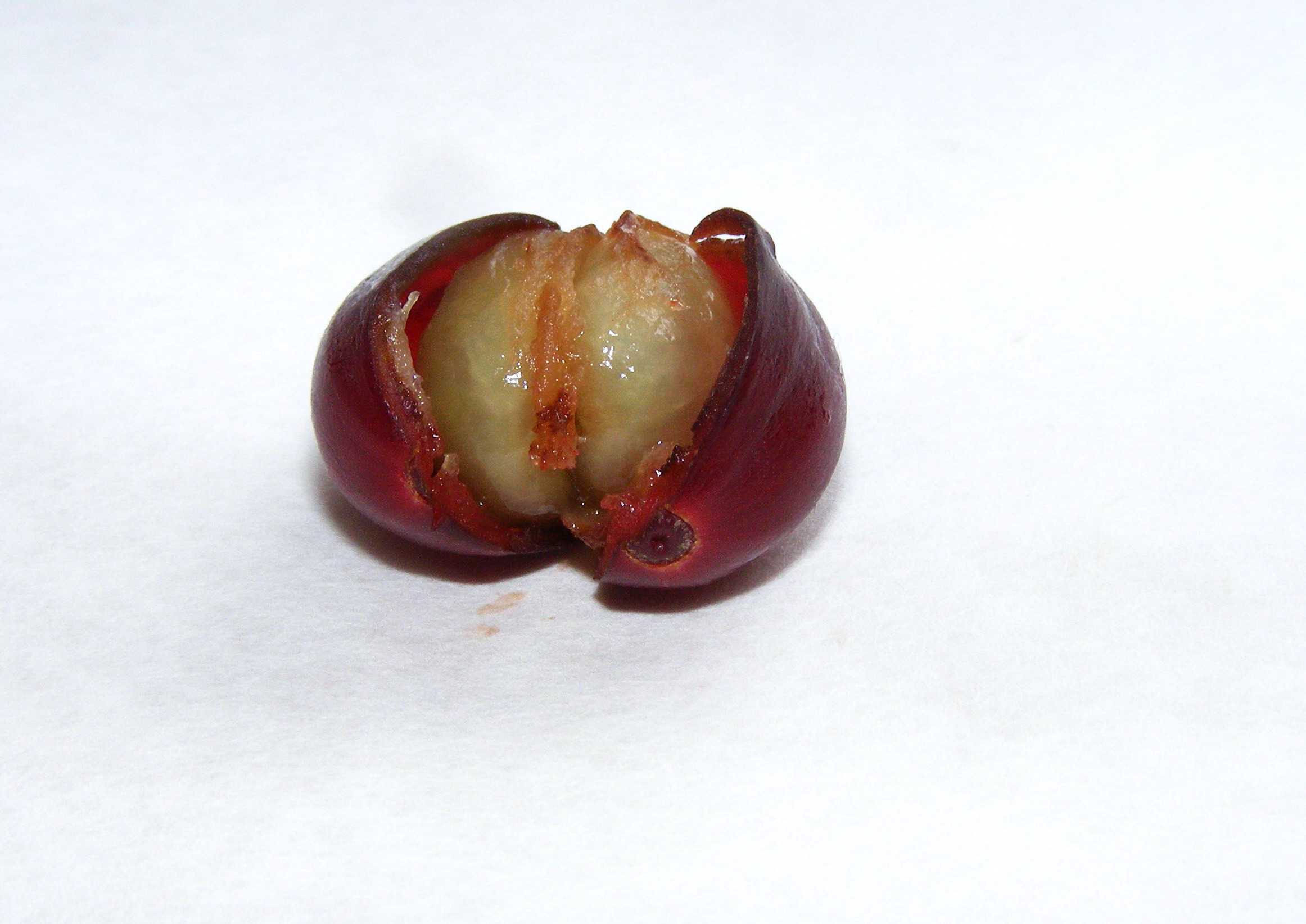
果肉と種子（コーヒー豆の生豆）。生豆は白っぽい
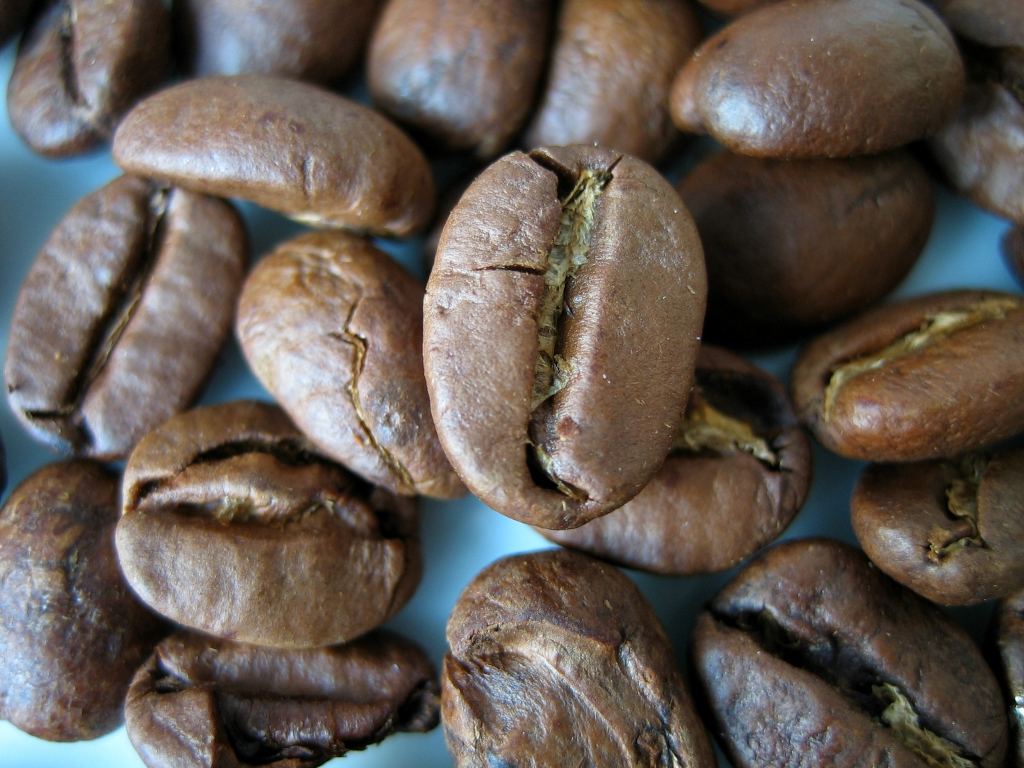
焙煎され茶色くなったコーヒー豆
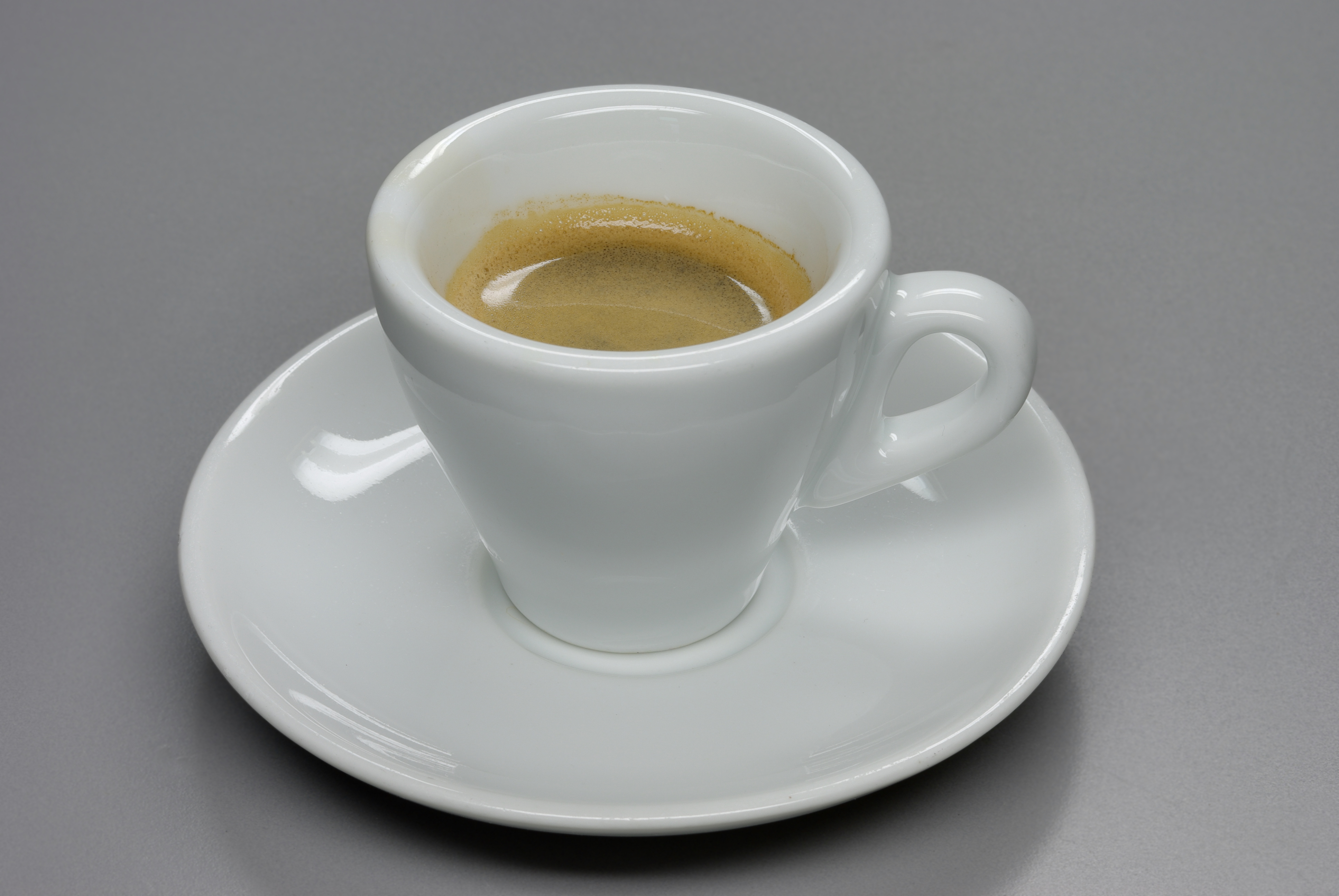
濃厚な少量のコーヒーを楽しむエスプレッソ
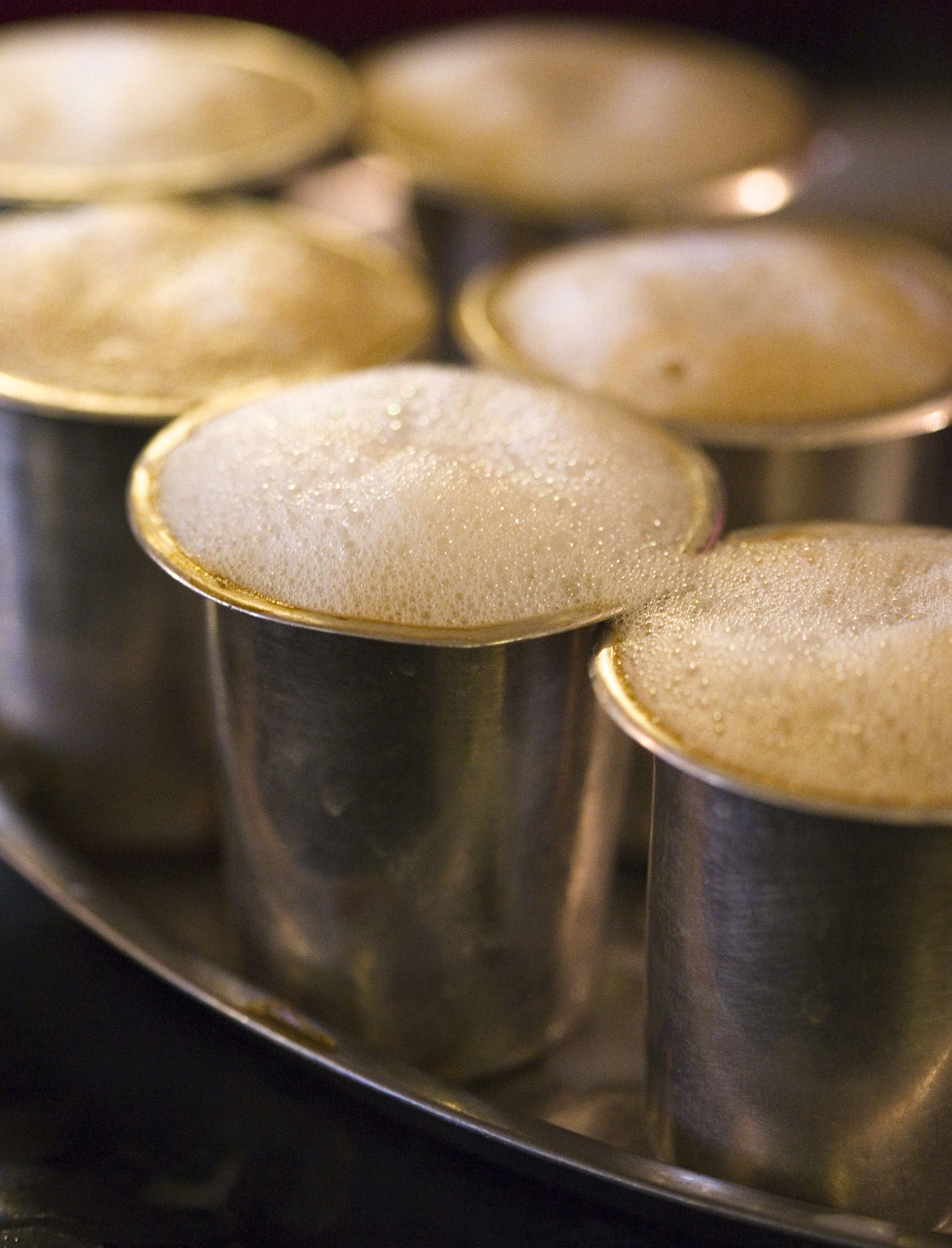
泡を立てるように淹れて金属の器で飲むインドのコーヒー
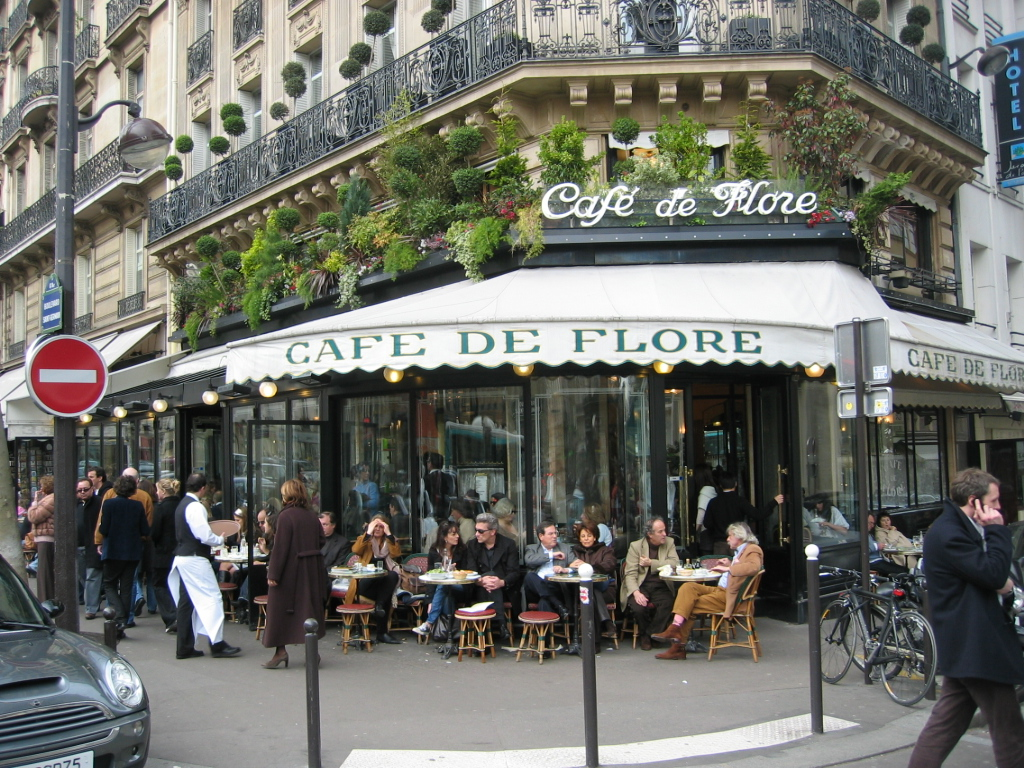
カフェでコーヒーを楽しむ人々（フランス・パリ）
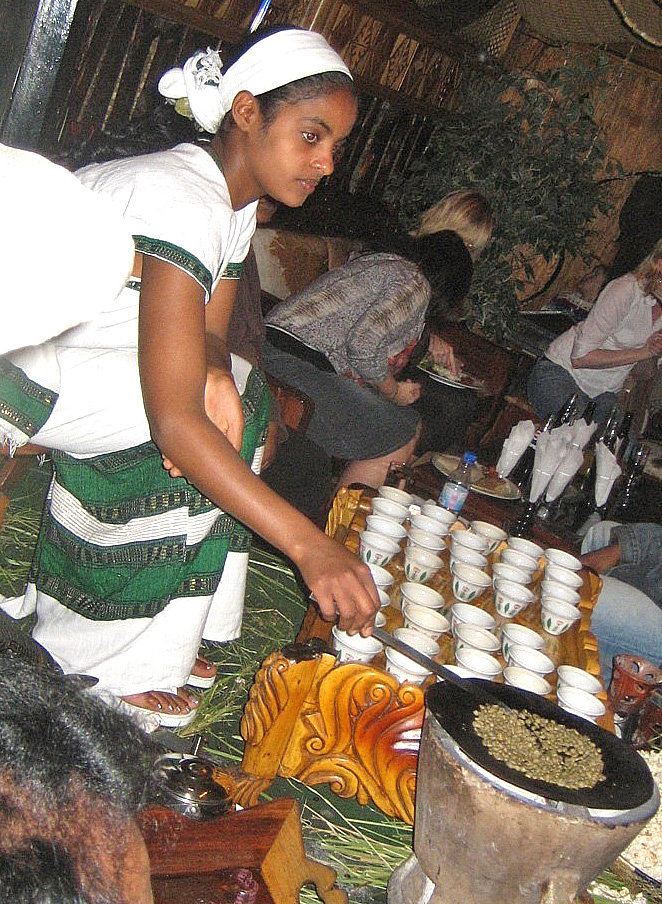
茶道のように皆で回し飲みをするエチオピアのコーヒー・セレモニー

### 香料
Leptactina senegambica Hook.f. の花から、カロ・カロンデアブソリュートを得る。

### 薬用
熱帯アジア産のアヘンボク（Mitragyna speciosa）の葉はタイでは嗜好品とされているが麻薬成分を含み、日本では取り締まりの対象とされている（参照: ミトラガイナ属#薬用）。

### 木材
熱帯アフリカ産のバイヤ（Mitragyna ledermannii）の材が有用となる（参照: ミトラガイナ属#木材）。

## 分類
アカネ科には大きく3つの系統群が認められ、これらのまとまりは亜科として認められてきたが、基部における系統群の分岐関係については精度が不十分で、ニオイザクラ属（Luculia）やヒョウタンカズラ属（Coptosapelta）のように系統的な位置付けが未確定の属も少数見られる。新エングラー体系で独立の科とされていたヘンリクェジア科（Henriqueziaceae）はクロンキスト体系以降でアカネ科とされている。またAPG植物分類体系ではディアリペタラントゥス科（Dialypetalanthaceae）とヤマトグサ科もアカネ科に含められている。以下に主な亜科・属を示す。連と属の関係性は Stevens (2001-)、分布情報に関してはシノニムに関してはキュー植物園系の POWO (2023) もしくは Govaerts et al. (2022)、ミズーリ植物園系の Taylor et al. (2023)、リオデジャネイロ植物園系の Flora e Funga do Brasil (2023) による。

### subfamily Cinchonoideae (キナノキ亜科)
キナノキ亜科（Cinchonoideae）。次の10連、約100属1700種を含む。

#### tribe Chiococceae
Chiococceae。和名未定の連。27属230種程度が知られる。

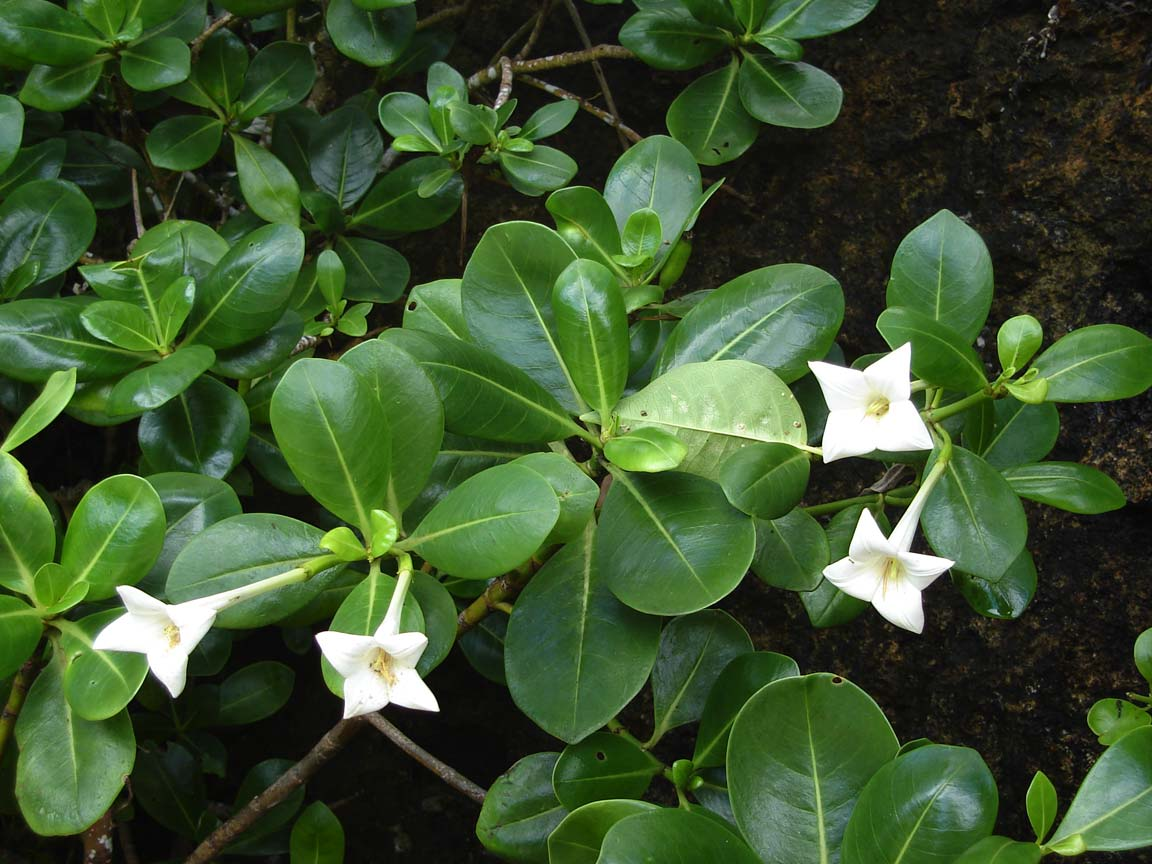
マリアナクチナシモドキ（キナノキ亜科、Chiococceae）

- Adolphoduckea Paudyal & Delprete

2018年に新設された属であり、南アメリカ西部からブラジル北部にかけて分布する Adolphoduckea maynensis (Poepp. & Endl.) Paudyal & Delprete（シノニム: Exostema maynense Poepp.）1種のみが知られる。
- Badusa A.Gray

和名未定の属。フィリピンからパプアニューギニアにかけて3種が知られる。
- Badusa corymbifera (G.Forst.) A.Gray - ニューギニアから太平洋南西部にかけて自生。
- Badusa palauensis Valeton ギョクシンカモドキ -  カロリン諸島のパラオ固有種。
- Badusa palawanensis Ridsdale - フィリピンのパラワン島固有種。

- Bikkia Reinw. ex Blume クチナシモドキ属[10]

フィリピンから太平洋西部に10種が知られる。幹の火付きがよく蝋燭や松明として使われるという。
- Bikkia palauensis Valeton パラオクチナシモドキ - カロリン諸島のパラオ固有種。
- Bikkia tetrandra (L.f.) A.Rich.（シノニム: B. mariannensis Brongn.） マリアナクチナシモドキ - ニューギニアから太平洋西部にかけて自生。

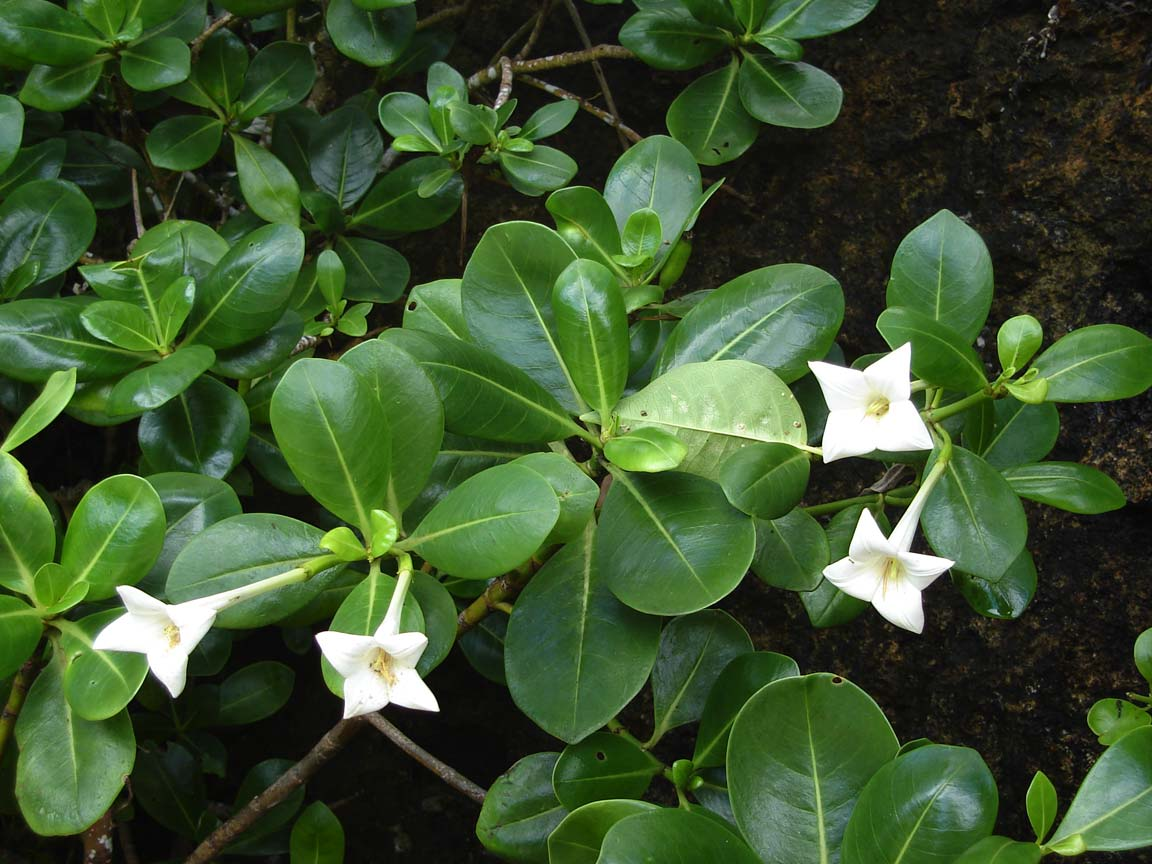
マリアナクチナシモドキ（Bikkia tetrandra）の花と葉

- Catesbaea L.（シノニム: Phyllacanthus Hook.f.）

アメリカ合衆国南部のフロリダキーズからカリブ海地域にかけて18種程度が知られる。茎に鋭いとげを持つ灌木。
- Catesbaea spinosa L. カテスベア - バハマおよびキューバに自生。

- Ceratopyxis Hook.f.

キューバ西部にのみ見られる Ceratopyxis verbenacea (Griseb.) Hook.f. 1種のみが知られる。
- Chiococca P.Browne

熱帯アメリカおよび亜熱帯アメリカに 25種程度が知られる。
- Coutaportla Urb.

少なくとも2種が知られる。
- Coutaportla ghiesbreghtiana (Baill.) Urb. - メキシコのプエブラ州およびオアハカ州にのみ見られる。
- Coutaportla pailensis Villarreal - メキシコのコアウイラ州にのみ見られる。

- Coutarea Aubl., nom. rej. prop.

少なくとも2種が知られる。
- Coutarea alba Griseb. - ベネズエラからアルゼンチン北西部にかけて自生。
- Coutarea hexandra (Jacq.) K.Schum. - メキシコ南部から熱帯アメリカにかけて自生。

- Cubanola Aiello

2種が知られる。
- Cubanola daphnoides (Graham) Aiello - キューバにのみ見られる。
- Cubanola domingensis (Britton) Aiello - ドミニカ共和国にのみ見られる。

- Eosanthe Urb.

キューバ北東部（シエラ・デル・クリスタル）産の Eosanthe cubensis Urb. 1種のみが知られる属。
- Erithalis P.Browne

フロリダ州南部からカリブ海地域、メキシコ南部からガイアナに分布。
- Exostema (Pers.) Bonpl., nom. cons. prop.

フロリダ州、メキシコから熱帯アメリカにかけて分布し、10種前後が知られる。
- Hintonia Bullock

少なくとも3種が知られる。
- Hintonia latiflora (DC.) Bullock - メキシコからエルサルバドルにかけて分布。
- Hintonia lumana (Baill.) Bullock - メキシコ（ベラクルス州、チアパス州）から中央アメリカにかけて分布。
- Hintonia octomera (Hemsl.) Bullock - メキシコ南東部（コスメル島含む）からグアテマラにかけて分布。

- Isidorea A.Rich ex DC.

キューバ東部からイスパニョーラ島にかけて分布し、17種程度が知られる。
- Lorencea Borhidi

メキシコ（ベラクルス州、チアパス州）からホンジュラス北部にかけて自生する Lorencea guatemalensis (Standl.) Borhidi（シノニム: Coutaportla guatemalensis (Standl.) Lorence）
- Motleyothamnus Paudyal & Delprete

2018年に新設された属であり、ペルー産の Motleyothamnus corymbosus (Ruiz & Pav.) Paudyal & Delprete（シノニム: Exostema corymbosum (Ruiz & Pav.) Spreng.）1種のみが知られる。
- Nernstia Urb.

メキシコ（サン・ルイス・ポトシ州、イダルゴ州）Nernstia mexicana (Zucc. & Mart. ex DC.) Urb. 1種のみが知られる属。
- Osa Aiello

コスタリカ東部からパナマ北西部にかけて分布する Osa pulchra (D.R.Simpson) Aiello 1種のみが知られる属。
- Phialanthus Griseb.

米国フロリダ州からカリブ海地域にかけて分布し、22種程度が知られる。
- Portlandia P.Browne ポルトランディア属[12]

6種が知られるが、その全てがジャマイカに自生する。
- Portlandia coccinea Sw.
- Portlandia grandiflora L.
- Portlandia harrisii Britton
- Portlandia microsepala Urb.
- Portlandia platantha Hook.f.（シノニム: P. albiflora Britton & Harris ex Standl.） ポートランディア・プラタンタ
- Portlandia proctorii (Aiello) Delprete

- Ramonadoxa Paudyal & Delprete

2018年に新設された属で、キューバ東部産の Ramonadoxa cubensis (Urb.) Paudyal & Delprete（シノニム: Chiococca cubensis Urb.）1種のみが知られる。
- Salzmannia DC.

4種が知られる。
- Salzmannia arborea J.G.Jardim - 2015年に新種記載されたブラジル（バイア州）産の種。
- Salzmannia naiguatensis (Steyerm.) Paudyal & Delprete - 1970年代初頭にChiococca属の種として記載され、2018年にSalzmannia属に組み替えられたベネズエラ北部産のもの。
- Salzmannia nitida DC. - 1830年に記載されたブラジル北東部産のタイプ種。
- Salzmannia plowmannii (Delprete) Paudyal & Delprete - 2005年にChiococca属の種として記載され、2018年にSalzmannia属に組み替えられた。

- Schmidtottia Urb.（シノニム: Ceuthocarpus Aiello）

17種が知られるが、その全てがキューバ東部にのみ見られる。
- Scolosanthus Vahl

カリブ海地域に分布し、28種が知られる。
- Shaferocharis Urb.

3種が知られるが、その全てがキューバ産である。
- Shaferocharis cubensis Urb.
- Shaferocharis multiflora Borhidi & O.Muñiz
- Shaferocharis villosa Borhidi & Bisse

- Siemensia Urb.

キューバ西部産の Siemensia pendula (C.Wright ex Griseb.) Urb. 1種のみが知られる属。
- Solenandra Hook.f.

メキシコから中央アメリカ、カリブ海地域に分布し、少なくとも14種が知られる。
- Thiollierea Montrouz.（シノニム: Morierina Vieill.）

ニューカレドニアにのみ分布し、20種足らずが知られる。
- Thogsennia Aiello

キューバ東部、ドミニカ共和国 に分布する Thogsennia lindeniana (A.Rich.) Aiello 1種のみが知られる。

#### tribe Cinchoneae (キナノキ連)
キナノキ連（Cinchoneae）。

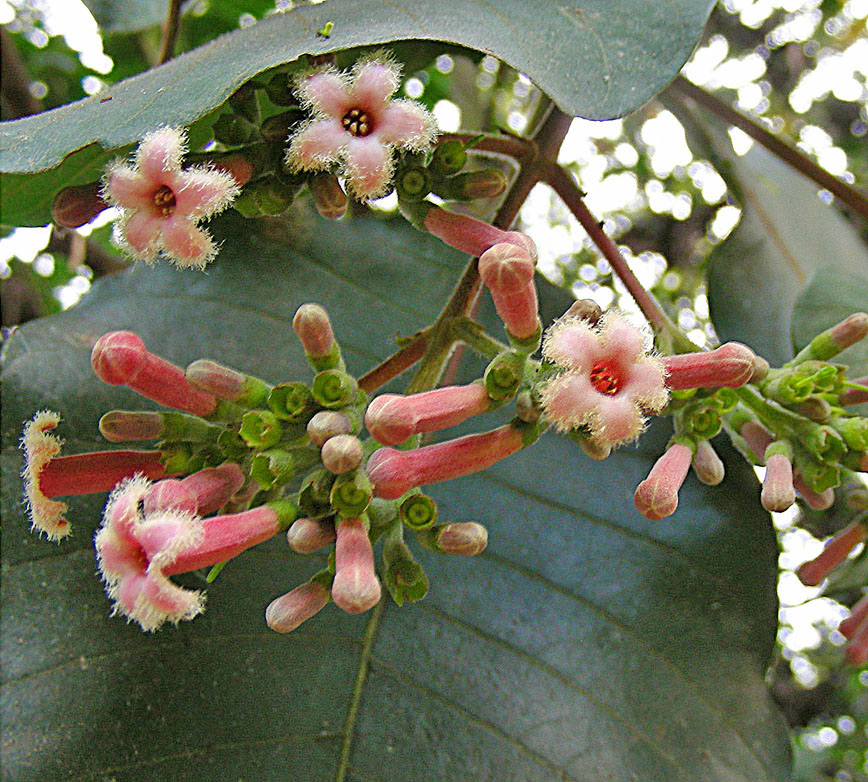
アカキナノキ（キナノキ亜科キナノキ連）

- Ciliosemina Antonelli

2種。
- Ciliosemina pedunculata (H.Karst.) Antonelli - ベネズエラ南部からペルーにかけて分布する高木。
- Ciliosemina purdieana (Wedd.) Antonelli - コロンビアに見られる高木。

- Cinchona L. キナノキ属[7]

コスタリカから南アメリカ西部にかけて20種以上が自生。
- Cinchona calisaya Wedd. カリサヤキナノキ（シノニム: C. ledgeriana Bern.Moens ex Trimen ボリビアキナ(ノキ)） - ペルー中央部からボリビア中央部にかけて自生。
- Cinchona pubescens Vahl（シノニム: C. succirubra Pav. ex Klotzsch） アカキナ(ノキ) - コスタリカから南アメリカ西部にかけて自生。

- Cinchonopsis L.Andersson

アマゾン盆地に分布する高木 Cinchonopsis amazonica (Standl.) L.Andersson 1種のみの属。
- Joosia H.Karst.

コスタリカからベネズエラ北西およびボリビアに分布、20種足らずが知られる。
- Ladenbergia Klotzsch

コスタリカから熱帯アメリカ南部にかけて分布し、40種足らずが知られる。
- Maguireocharis Steyerm.

ベネズエラ南部（セロ・デ・ラ・ネブリナ）からブラジル（セラ・ピラプク Serra Pirapucú）にかけて分布する木本 Maguireocharis neblinae Steyerm.(Wikispecies) 1種のみの属。
- Pimentelia Wedd.

南アメリカ西部に分布する木本 Pimentelia glomerata Wedd. 1種のみの属。
- Remijia DC.

熱帯アメリカ南部に分布し、40種以上が知られる。
- Stilpnophyllum Hook.f.(Wikispecies)

4種が知られる。
- Stilpnophyllum grandifolium L.Andersson(Wikispecies) - エクアドルに分布する高木。
- Stilpnophyllum lineatum Hook.f. - ペルーに分布。
- Stilpnophyllum oellgaardii L.Andersson(Wikispecies) - コロンビアからペルーにかけて分布する木本。
- Stilpnophyllum revolutum L.Andersson(Wikispecies) - エクアドルからペルーにかけて分布する高木。

#### tribe Guettardeae (ハテルマギリ連)

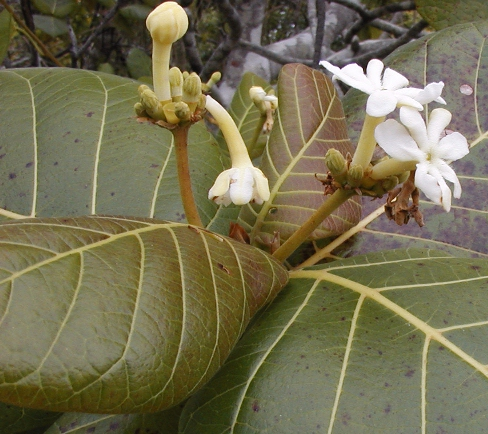
ハテルマギリ（キナノキ亜科ハテルマギリ連）

ハテルマギリ連（Guettardeae）。14属750種程度を含む
- Antirhea Comm. ex A.Juss.

4種。
- Antirhea bifida (Lam.) I.M.Johnst. - マスカレン諸島に分布。
- Antirhea bifurcata (Desr.) Benth. & Hook.f. - モーリシャスにのみ見られる。
- Antirhea borbonica J.F.Gmel. - マスカレン諸島、マダガスカルに分布。
- Antirhea madagascariensis Chaw - マダガスカル東中央部にのみ見られる。

- Arachnothryx Planch.（シノニム: Javorkaea Borhidi & Jarai-Koml.）

メキシコからペルーおよびトリニダード島にかけて分布し、100種以上が知られる。
- Arachnothryx leucophylla (Kunth) Planch. パナマローズ - メキシコに分布。

- Bobea Gaudich.

5種。
- Bobea brevipes A.Gray - ハワイ諸島（カウアイ島、オアフ島）にのみ見られる。
- Bobea gaudichaudii (Cham. & Schltdl.) H.St.John & Herbst - ハワイ諸島にのみ見られる。
- Bobea myrtoides (F.Muell.) Valeton - オーストラリアのクイーンズランド州東部にのみ見られる。
- Bobea sandwicensis (A.Gray) Hillebr. - ハワイ諸島にのみ見られる。
- Bobea timonioides (Hook.f.) Hillebr. - ハワイ諸島（ハワイ島、マウイ島）にのみ見られる。

- Chomelia Jacq., nom. cons.

メキシコから熱帯アメリカにかけて分布し、80種足らずが知られる。
- Gonzalagunia Ruiz & Pav.

メキシコから熱帯アメリカにかけて分布し、40種以下が知られる。
- Guettarda L. ハテルマギリ属[8]

熱帯および亜熱帯に分布し、150種足らずが知られる。
- Guettarda speciosa L. ハテルマギリ（別名: シマハビロ）

- Guettardella Champ. ex Benth.

中国南東部から海南省、タイから太平洋地域南西部にかけて分布し、30種足らずが分布。
- Hodgkinsonia F.Muell.

クイーンズランド州南東部からニューサウスウェールズ州北東部にかけて分布する Hodgkinsonia ovatiflora F.Muell. 1種のみの属。
- Machaonia Bonpl.（シノニム: Allenanthus Standl.）

メキシコから熱帯アメリカにかけて分布し、30種以上が知られる。
- Malanea Aubl.

中央および南部熱帯アメリカからトリニダード島にかけて分布し、40種が知られる。
- Neoblakea Standl.

2種。
- Neoblakea ecuadorensis C.M.Taylor - エクアドルにのみ見られる。
- Neoblakea venezuelensis Standl. - ベネズエラにのみ見られる。

- Ottoschmidtia Urb.

キューバからイスパニョーラ島にかけて分布する Ottoschmidtia microphylla (Griseb.) Urb. 1種のみの属。
- Pittoniotis Griseb.

3種。
- Pittoniotis protracta (Bartl. ex DC.) Griseb. - メキシコ南部から中央アメリカ、カリブ海地域南西部にかけて分布。
- Pittoniotis rotata C.M.Taylor - エクアドル（ピチンチャ県）にのみ見られる。
- Pittoniotis trichantha Griseb. - 中央アメリカからベネズエラ北部にかけて分布。

- Rogiera Planch.

メキシコからコロンビアにかけて分布し、15種足らずが知られる。
- Stenostomum C.F.Gaertn.（シノニム: Neolaugeria Nicolson）

メキシコ南部から熱帯アメリカにかけて分布し、50種足らずが知られる。
- Timonius Rumph. ex DC. シマカイノキ属[7]

セイシェル、熱帯アジア、亜熱帯アジアから太平洋地域にかけて分布し、190種足らずが知られる。金平 (1933:381) では「かいのき属」とされているが、ウルシ科のPistacia属もカイノキ属と呼ばれることがある。
- Timonius albus Volkens ヤツプカイノキ - カロリン諸島のミクロネシア連邦ヤップ島にのみ見られる。
- Timonius corymbosus Valeton ヒシバカイノキ - カロリン諸島のパラオにのみ見られる。
- Timonius flavescens (Jacq.) Baker（シノニム: T. peduncularis (Wall. ex G.Don) Ridl.） アカスジチモニ - セイシェル、スリランカからインドシナおよびマレー群島区系西部、パプアシア（Papuasia）にかけて分布。
- Timonius korrensis Kaneh. コロルカイノキ - パラオにのみ見られる。
- Timonius ledermannii Valeton ナガメカイノキ - カロリン諸島にのみ見られる。
- Timonius mollis Valeton ケカイノキ - パラオにのみ見られる。
- Timonius ponapensis Valeton ポナペカイノキ - ミクロネシア連邦ポンペイ島（ポナペ島）にのみ見られる。
- Timonius subauritus Valeton ミミバカイノキ - パラオにのみ見られる。

- Tinadendron Achille

2種。
- Tinadendron kajewskii (Guillaumin) Achille - バヌアツにのみ見られる。
- Tinadendron noumeanum (Baill.) Achille - ニューカレドニアにのみ見られる。

#### tribe Hamelieae

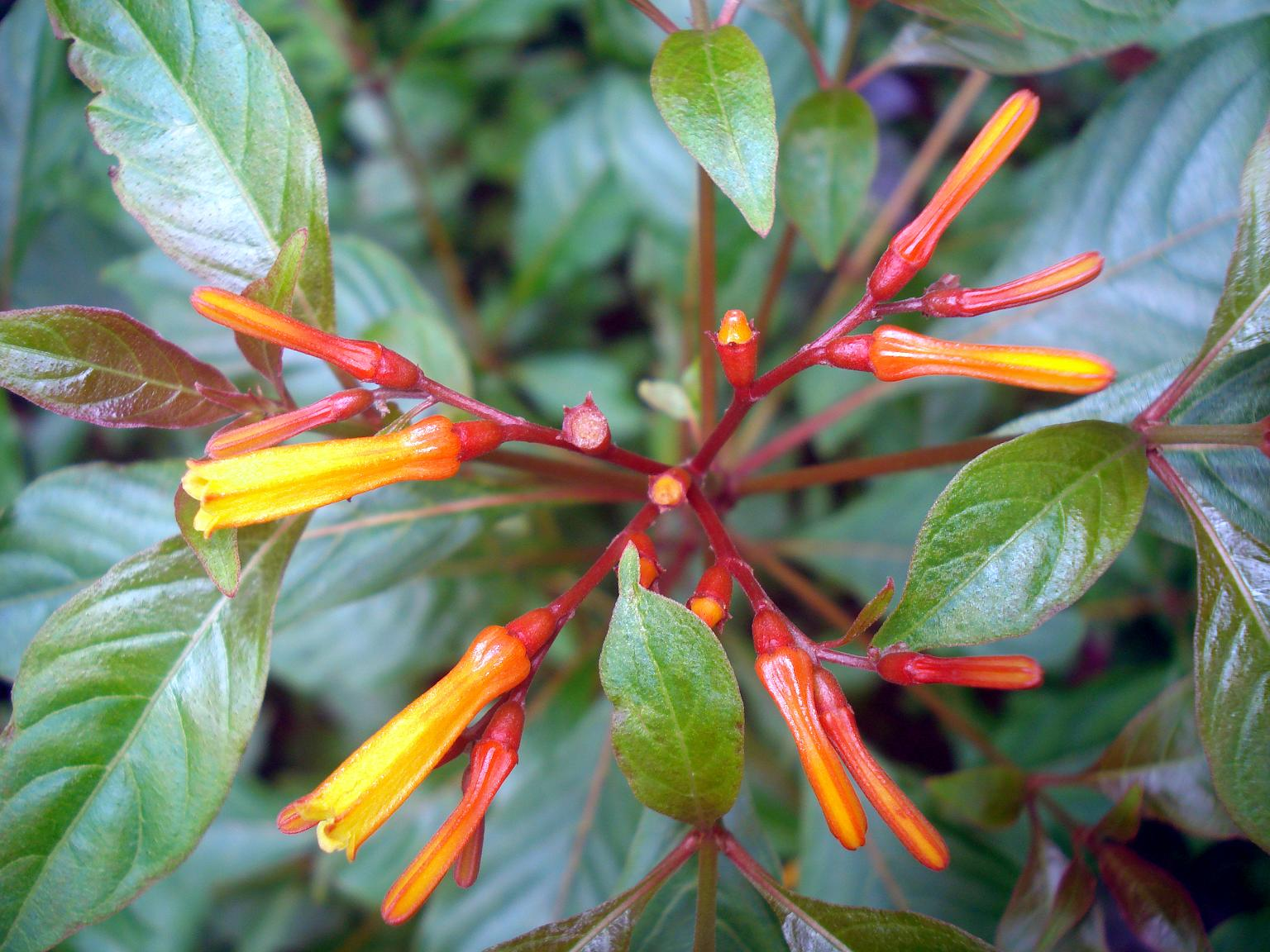
ハメリア・パテンス（キナノキ亜科、Hamelieae）

6属170種程度を含む
- Cosmocalyx Standl.

メキシコ南部からベリーズにかけて分布する Cosmocalyx spectabilis Standl. 1種のみからなる属。
- Deppea Schltdl. & Cham.

メキシコから中央アメリカにかけて、ブラジルからアルゼンチン北東部にかけて39種が分布する。
- Hamelia Jacq. ハメリア属[24][1]

熱帯および亜熱帯アメリカに16種が分布する。
- Hamelia patens Jacq. ハメリア・パテンス - 熱帯および亜熱帯アメリカに分布する。

- Hoffmannia Sw. ホフマンニア属[12]

115種程度。分布はメキシコから熱帯アメリカにかけて。
- Hoffmannia discolor (Lem.) Hemsl.（シノニム: H. refulgens (W.Bull ex J.Dix) Hemsl. ホフマニア・レフルゲンス）- メキシコ南部からホンジュラスにかけて分布。
- Hoffmannia ghiesbreghtii (Lem.) Hemsl. ホフマニア・ギースブレヒティー - メキシコ南部からグアテマラにかけて分布。

- Omiltemia Standl.

3種。
- Omiltemia guerrerensis Lozada-Pérez & J.Rojas - メキシコのゲレロ州にのみ見られる。
- Omiltemia longipes Standl. - メキシコのゲレロ州およびオアハカ州に見られる。
- Omiltemia parvifolia Borhidi & K.Velasco - オアハカ州にのみ見られる。

#### tribe Hillieae
Hillieae。3属30種程度を含む。
- Balmea Martínez

メキシコ中央部からエルサルバドルにかけて自生する Balmea stormiae Martínez 1種のみからなる属で、この種はアカネ科植物としては唯一ワシントン条約の附属書に掲載されている種（附属書I）。
- Cosmibuena Ruiz & Pav.

4種。
- Cosmibuena grandiflora (Ruiz & Pav.) Rusby - 熱帯アメリカ中央部および南部に分布。
- Cosmibuena macrocarpa (Benth.) Klotzsch ex Walp. - ニカラグアからエクアドルにかけて自生。
- Cosmibuena matudae (Standl.) L.O.Williams - メキシコ（チアパス州）から中央アメリカにかけて自生。
- Cosmibuena valerioi (Standl.) C.M.Taylor - コスタリカからパナマにかけて自生。

- Hillia Jacq.

熱帯アメリカに分布する25種からなる属。

#### tribe Hymenodictyeae (キナモドキ連)

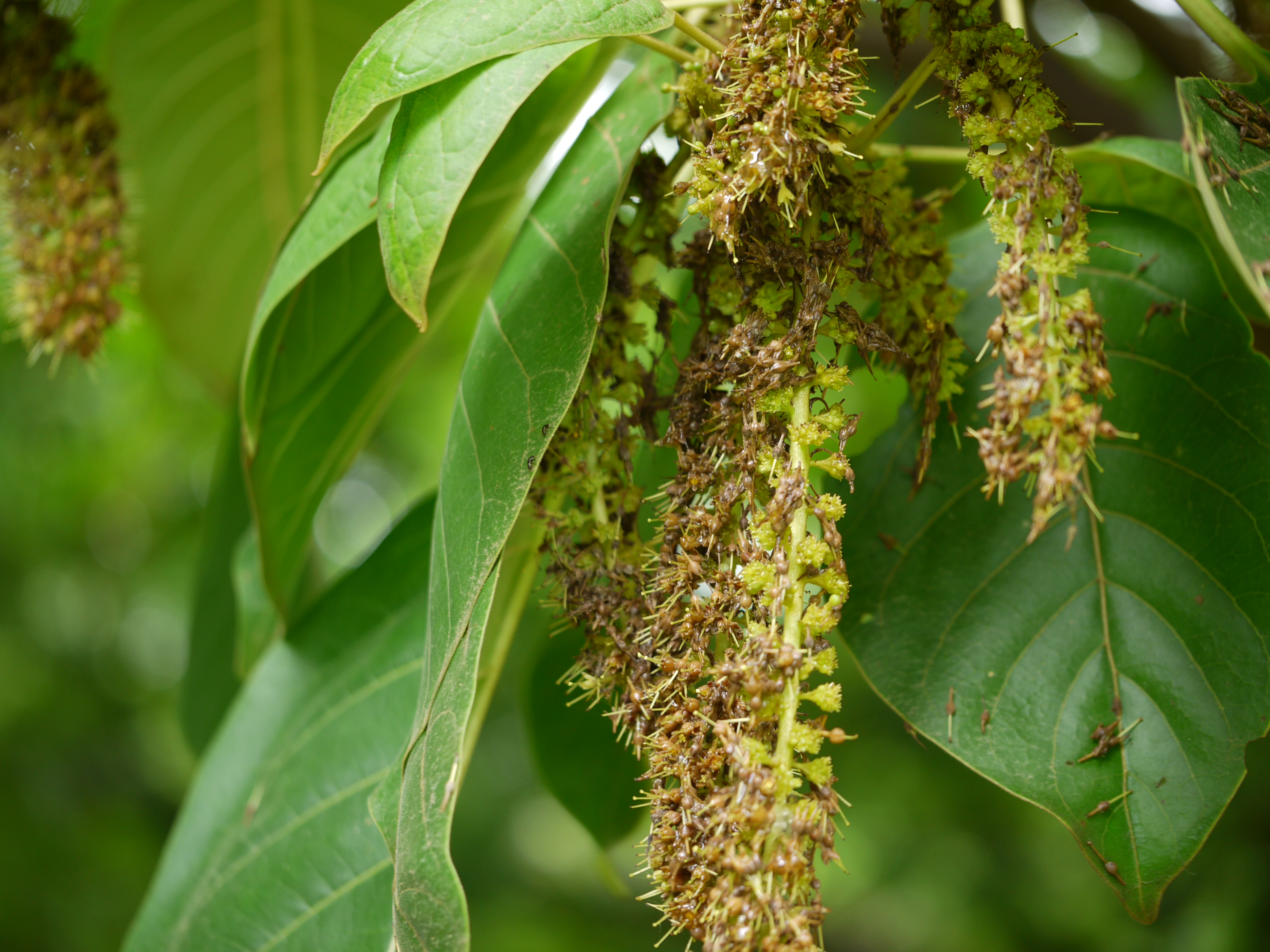
キナモドキ（キナノキ亜科キナモドキ連）

キナモドキ連（Hymenodictyeae）。高木、穂状花序から総状花序。2属25種程度を含む。
- Hymenodictyon Wall. キナモドキ属[7]

熱帯および南部アフリカ、マダガスカル、中国南部から熱帯アジアにかけて25種が分布する。
- Hymenodictyon orixense (Roxb.) Mabb.（シノニム: H. excelsum (Roxb.) Wall.） キナモドキ - インド亜大陸から中国南中央部およびインドシナにかけてとフィリピンに分布。

- Paracorynanthe Capuron (2 spp.)

#### tribe Isertieae
Isertieae。2属15種程度を含む。
- Isertia Schreb. (14 sp)
- Kerianthera J.H.Kirkbr. (2 sp)

#### tribe Naucleeae (タニワタリノキ連)

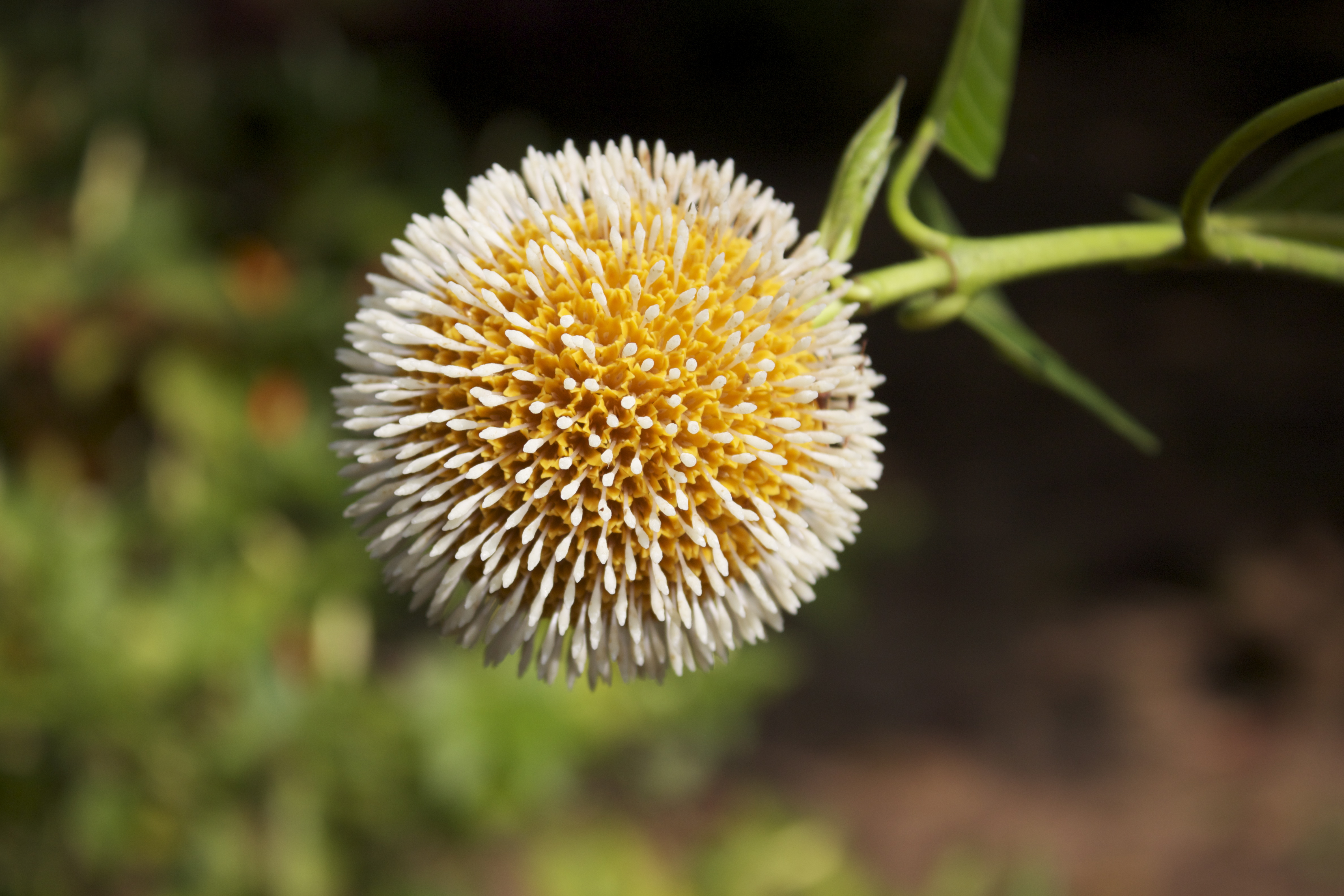
クビナガタマバナノキ（キナノキ亜科タニワタリノキ連）

タニワタリノキ連（Naucleeae）。基本的に木本だが曲がった腋生の刺を持つつる植物もあり、頭状花序を特徴とする。2014年5月に17属がここに属すとされた。詳細は左記リンク先を参照。

#### tribe Rondeletieae (ベニマツリ連)

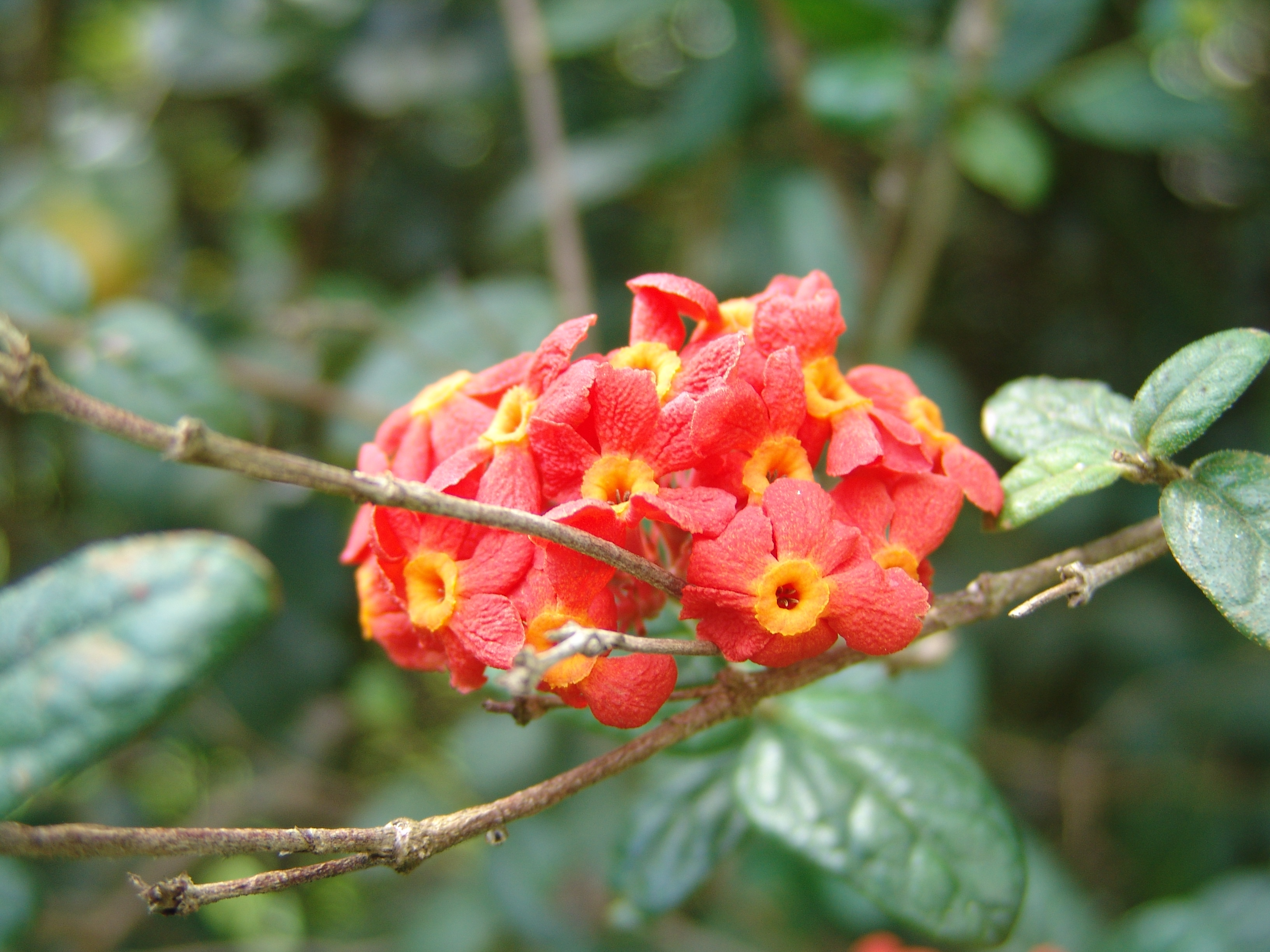
ベニマツリ（キナノキ亜科ベニマツリ連）

ベニマツリ連（Rondeletieae Burnett）。山崎 (1989) ではアカミズキ属（Wendlandia）がここに置かれており「アカミズキ連」の和名が与えられているが、Stevens (2001-) はアカミズキ属を Augusteae という連に置いている。8属180種程度を含む。
- Acrosynanthus Urb.

カリブ海地域に分布し、7種が知られる。
- Acunaeanthus Borhidi, Komlódi & Moncada

キューバ産の Acunaeanthus tinifolius (Griseb.) Borhidi 1種のみが知られる。
- （Ariadne Urb. …… Mazaea属を参照。）
- Blepharidium Standl.

メキシコ南東部からホンジュラスにかけて分布する Blepharidium guatemalense Standl. 1種のみが知られる属。
- Mazaea Krug & Urb.

少なくともキューバ西部産の Mazaea phialanthoides (Griseb.) Krug & Urb. 1種がここに属す。キューバ北東部（オルギン州）産の Mazaea shaferi (Standl.) Delprete はシノニムの Ariadne shaferi (Standl.) Urb. ともされる。
- Phyllomelia Griseb.

キューバ西部産の Phyllomeria coronata Griseb. 1種のみが知られる属。
- Rachicallis DC.

メキシコ南東部、カリブ海地域に分布する Rachicallis americana (Jacq.) Kuntze 1種のみが知られる属。
- Roigella Borhidi & M.Fernández

キューバ西部（フベントゥド島）産の Roigella correifolia (Griseb.) Borhidi & M.Fernández 1種のみが知られる属。
- Rondeletia L. ベニマツリ属[7]

158種程度が知られる。分布域はメキシコ南部からペルー、カリブ海地域から南アメリカ北部にかけて。
- Rondeletia americana L. - この属の種として初めて記載されたもので、ウィンドワード諸島のセントビンセント島にのみ見られる。
- Rondeletia odorata Jacq. ベニマツリ - キューバ原産。

- Rovaeanthus Borhidi

以下の2種が知られる。
- Rovaeanthus strigosus (Benth.) Borhidi - メキシコ（ベラクルス州、オアハカ州、チアパス州）から中央アメリカにかけて分布する登攀性低木。
- Rovaeanthus suffrutescens (Brandegee) Borhidi - メキシコ（チアパス州）からグアテマラ南西部にかけて分布する登攀性低木。

- Suberanthus Borhidi & M.Fernández

キューバからイスパニョーラ島にかけて7種が知られる。
- Tainus Torr.-Montúfar, H.Ochot. & Borsch

2017年に新設された属で、木本である Tainus pitreanus (Urb. & Ekman) Torr.-Montúfar, H.Ochot. & Borsch 1種のみが知られる。

#### tribe Strumpfieae

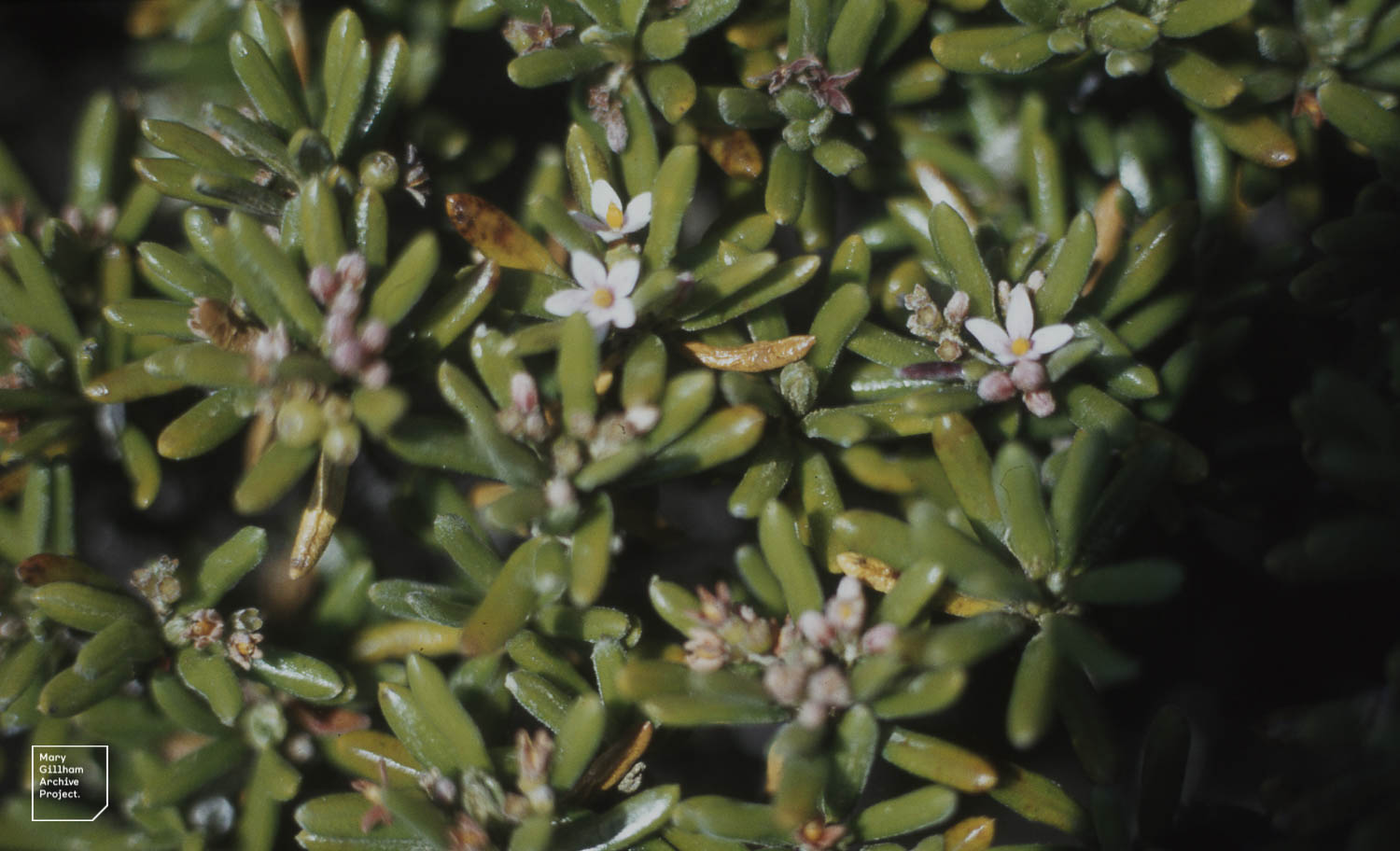
（キナノキ亜科、Strumpfieae）

ヒースのような総状花序の低木。次の1属だけを含む単型の連である。
- Strumpfia Jacq.

アメリカ合衆国フロリダ州南部からベネズエラ北部にかけて分布する Strumpfia maritima Jacq. 1種だけからなる単型の属である。

#### 連階級なし
- Chione DC.

メキシコからペルー、カリブ海地域にかけて分布する Chione venosa (Sw.) Urb. 1種のみからなる属。
- Glionnetia Tirveng.

セイシェル（Mahé, Silhouette）にのみ見られる Glionnetia sericea (Baker) Tirveng. 1種のみからなる属。
- ?Hyptianthera Wight & Arn.

ネパールから中国（雲南省）およびインドシナにかけて分布する Hyptianthera stricta (Roxb. ex Sm.) Wight & Arn. 1種のみの属。
- Pubistylus Thoth.

アンダマン諸島およびニコバル諸島に自生する Pubostylus andamanensis Thoth. 1種のみからなる属。

### subfamily Ixoroideae (サンタンカ亜科)
サンタンカ亜科（Ixoroideae; シノニム: Dialypetalanthoideae）。27連4000種を含む。
Rydin, Wikström & Bremer (2017) のミトコンドリア遺伝子の解析によれば、キナノキ亜科の Isertieae やキナノキ連（Cinchoneae）がサンタンカ亜科の系統に含まれる。

#### tribe Airospermeae
単系統群 'Coffeae alliance' の一つ。
- Airosperma Lauterb. & K.Schum.(Wikispecies)

6種。
- Airosperma fuscum S.Moore(Wikispecies) - パプアニューギニアにのみ見られる。
- Airosperma grandifolia Valeton(Wikispecies) - ニューギニア固有の木本。
- Airosperma psychotrioides Lauterb. & K.Schum.(Wikispecies) - パプアニューギニアにのみ見られる。
- Airosperma ramuensis Lauterb. & K.Schum.(Wikispecies) - パプアニューギニアにのみ見られる。
- Airosperma trichotomum (Gillespie) A.C.Sm.(Wikispecies) - フィジー（ビティレブ島）にのみ見られる木本。
- Airosperma vanuense S.P.Darwin(Wikispecies) - フィジー（バヌアレブ島、タベウニ島）にのみ見られる木本。

- Boholia Merr.

フィリピンや小スンダ列島に見られる低木 Boholia nematostylis Merr. 1種のみの属。

#### tribe Alberteae (テイオウサンダンカ連)

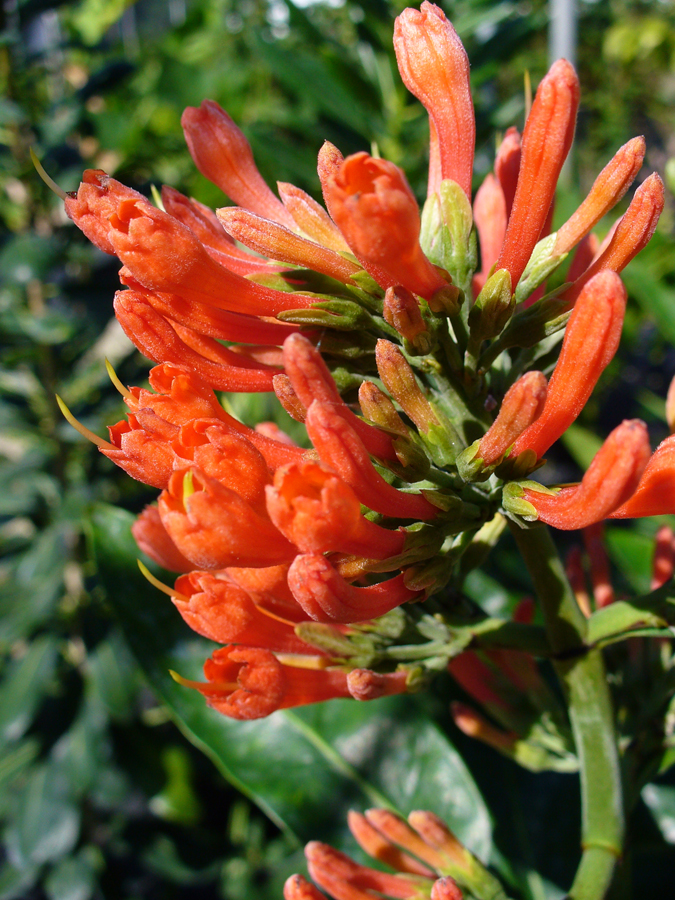
アルベルタ・マグナ（テイオウサンダンカ連）

テイオウサンダンカ連（Alberteae）。単系統群 'Coffeae alliance' の一つ。3属からなる。
- Alberta E.Mey. テイオウサンダンカ属[7]

南アフリカ共和国のクワズール・ナタール州にのみ自生する Alberta magna E.Mey. アルベルタ・マグナ（別名: テイオウサンダンカ、アルベルタ）1種のみからなる。
- Nematostylis Hook.f.

マダガスカルに自生する Nematostylis anthophylla (A.Rich. ex DC.) Baill. 1種のみからなる属。
- Razafimandimbisonia Kainul. & B.Bremer

5種が知られるが、その全てがマダガスカルにのみ自生する。
- Razafimandimbisonia humblotii (Drake) Kainul. & B.Bremer - マダガスカル中央部および東部に自生。
- Razafimandimbisonia minor (Baill.) Kainul. & B.Bremer - マダガスカル北部および南中央部に自生。
- Razafimandimbisonia orientalis (Homolle ex Cavaco) - マダガスカル南東部に自生。
- Razafimandimbisonia regalis (Puff & Robbr.) Kainul. & B.Bremer - マダガスカル南東部のVohimavo山にのみ見られる。
- Razafimandimbisonia sambiranensis (Homolle ex Cavaco) Kainul. & B.Bremer - マダガスカル南東部に自生。

#### tribe Aleisanthieae
単系統群 'Vanguerieae alliance' の一つ。

#### tribe Augusteae (アカミズキ連)

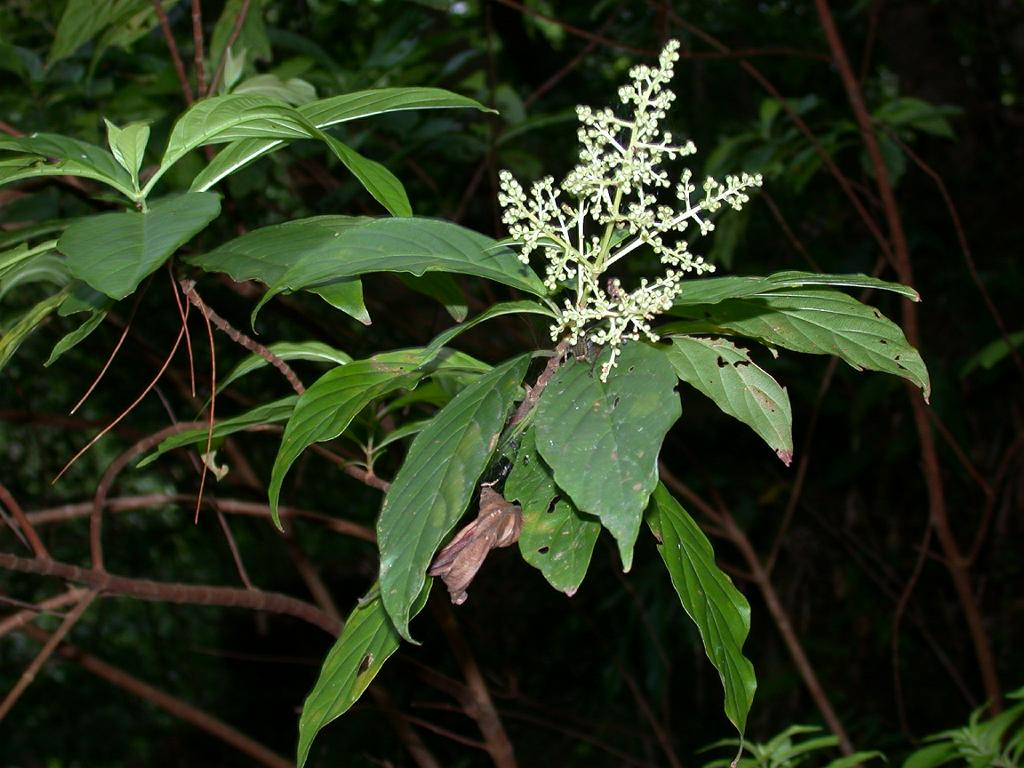
アカミズキ（アカミズキ連）

アカミズキ連（Augusteae）。単系統群 'Coffeae alliance' の一つ。
- Wendlandia Bartl. ex DC. アカミズキ属[8]

熱帯アフリカ北東部、熱帯アジアおよび亜熱帯アジアから豪州クイーンズランド州にかけて分布。
- Wendlandia formosana Cowan アカミズキ - 中国南部からベトナム、日本の南西諸島から台湾にかけて分布。

#### tribe Coffeeae (コーヒーノキ連)

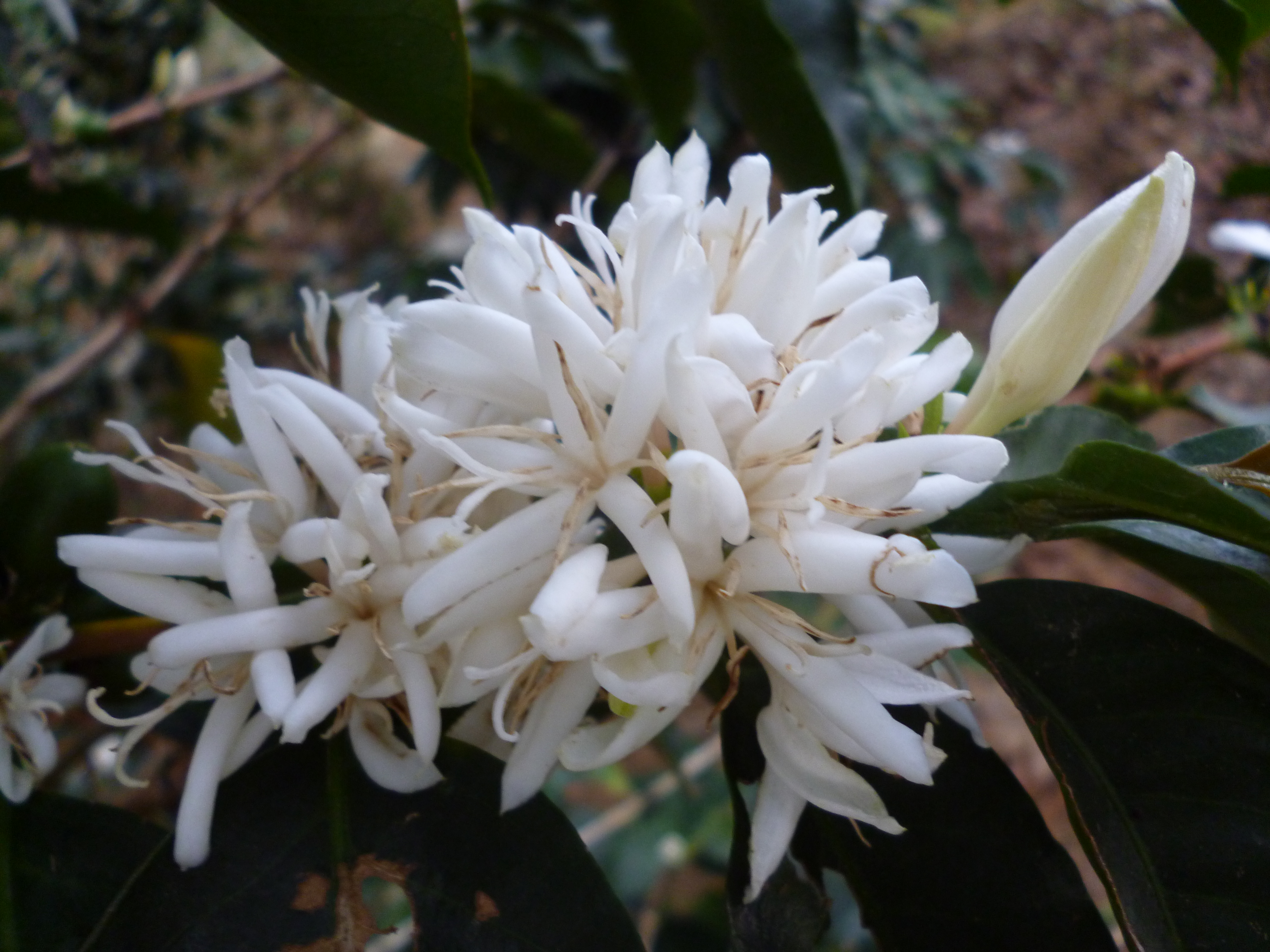
アラビカコーヒーノキ（コーヒーノキ連）

コーヒーノキ連（Coffeeae）。葉にバクテリアを含むこぶが見られる場合がある。単系統群 'Coffeae alliance' の一つ。
- Calycosiphonia Pierre ex Robbr.

2種。
- Calycosiphonia macrochlamys (K.Schum.) Robbr. - ガーナ、熱帯アフリカ西中央部に分布。
- Calycosiphonia spathicalyx (K.Schum.) Robbr. - 熱帯アフリカに分布。

- Coffea コーヒーノキ属[12]
- Diplospora DC. シロミミズ属[30][7]

熱帯および亜熱帯アジアに23種が分布。
- Diplospora dubia (Lindl.) Masam.（シノニム: Tricalysia dubia (Lindl.) Ohwi） シロミミズ - 中国南部からベトナム、南西諸島から台湾にかけて分布。

- Discospermum Dalzell

インドからフィリピンにかけて13種が分布。
- Nostolachma T.Durand

6種。
- Nostolachma crassifolia (Gamble) Deb & Lahiri - 南インド固有種。
- Nostolachma densiflora (Blume) Bakh.f. - スマトラからジャワ西部にかけて自生。
- Nostolachma jenkinsii (Hook.f.) Deb & Lahiri - アッサム地方からビルマ北部にかけて分布。
- Nostolachma odorata (Pierre ex Pit.) J.-F.Leroy(Wikispecies) - インドシナに分布。
- Nostolachma triflorum (Korth.) R.Kr.Singh - ブータンからバングラデシュ、マレー群島区系西部にかけて分布。
- Nostolachma viridiflora (Ridl.) J.-F.Leroy ex A.P.Davis(Wikispecies) - マレー半島にのみ見られる。

- Tricalysia A.Rich. ex DC.[注 4]

熱帯アフリカおよび南部アフリカ、インド洋地域西部に分布。
- Tricalysia angolensis A.Rich. ex DC.(Wikispecies) - アンゴラにのみ見られる。この属として初めて記載された種（タイプ種）。

#### tribe Cordiereae
Cordiereae。
- Agouticarpa C.H.Perss.

2003年に新設された属であり、コスタリカから熱帯アメリカ南部にかけて7種が知られる。
- Alibertia DC.

メキシコから熱帯アメリカにかけて分布。
- Amaioua Aubl.

メキシコから熱帯アメリカにかけて分布。
- Botryarrhena Ducke

2種が報告されていれる。
- Botryarrhena pendula Ducke - コロンビアからベネズエラおよびブラジル北部にかけて分布。
- Botryarrhena venezuelensis Steyerm. - ベネズエラ（アマゾナス州）からペルー北部にかけて分布。

- Cordiera A.Rich. ex DC.

コスタリカから熱帯アメリカ南部にかけて分布。
- Fosbergia Tirveng. & Sastre

4種。
- Fosbergia alleizettii Tirveng. & Sastre - ベトナム北部にのみ見られる。
- Fosbergia petelotii Merr. ex Tirveng. & Sastre - 中国雲南省からベトナム北部にかけて分布。
- Fosbergia shweliensis (J.Anthony) Tirveng. & Sastre（中: 瑞丽茜树）- 雲南省西部にのみ見られる。
- Fosbergia thailandica Tirveng. & Sastre - 雲南省からタイ北部にかけて分布。

- Glossostipula Lorence

以下の3種が知られる。
- Glossostipula blepharophylla (Standl.) Lorence - メキシコ（ナヤリット州、シナロア州南部）に分布する木本。
- Glossostipula concinna (Standl.) Lorence - メキシコからホンジュラスにかけて分布する高木。
- Glossostipula strigosa Lorence - ホンジュラス産の木本。

- Kutchubaea DC.

熱帯アメリカ南部に分布。
- Melanopsidium Colla

ブラジル（バイア州からリオデジャネイロ州）に分布する Melanopsidium nigrum Colla 1種のみが知られる属。
- Riodocea Delprete

ブラジル（バイア州南東部からエスピリトサント州）に分布する Riodocea pulcherrima Delprete 1種のみが知られる属。
- Stachyarrhena Hook.f.

パナマから熱帯アメリカにかけて分布。

#### tribe Cremasporeae
Cremasporeae は1属のみの連。
- Cremaspora Benth.

2種。
- Cremaspora thomsonii Hiern - ナイジェリアから熱帯アフリカ西中央部にかけて分布。
- Cremaspora triflora (Thonn.) K.Schum. - カーボベルデ、熱帯アフリカ、コモロ、マダガスカルに分布。

#### tribe Crossopterygeae
Crossopterygeae は1属のみの連。単系統群 'Vanguerieae alliance' の一つ。
- Crossopteryx Fenzl

熱帯アフリカおよび南部アフリカに分布する Crossopteryx febrifuga (Afzel. ex G.Don) Benth. 1種のみからなる属。

#### tribe Dialypetalantheae
Dialypetalantheae Reveal（シノニム: Calycophylleae、Condamineeae）。米倉 (2019:201) では「クチナシモドキ連」の名が与えられているが、同書で「クチナシモドキ属」とされたBikkia属は Chiococceae の下に置かれている。

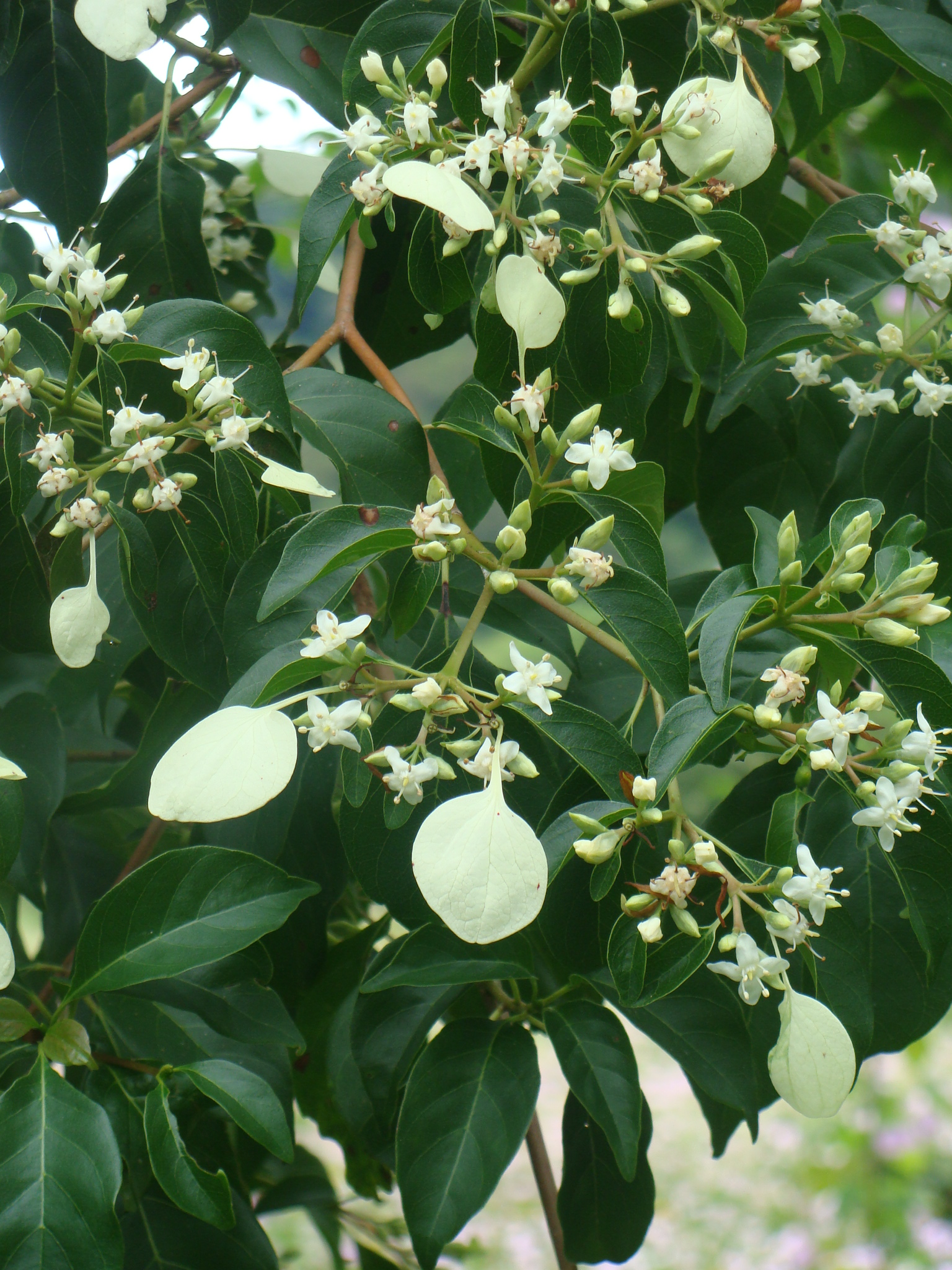
Calycophyllum candidissimum（通称: レモンウッド; Dialypetalantheae）

- Alseis Schott(Wikispecies)

メキシコ南部から熱帯アメリカ南部にかけて20種足らずが知られる。
- Bathysa C.Presl(Wikispecies)

10種程度が知られる。
- Bothriospora Hook.f.

熱帯アメリカ南部に分布する Bothriospora corymbosa (Benth.) Hook.f. 1種のみが知られる。
- Calycophyllum DC.(Wikispecies)

メキシコから熱帯アメリカにかけて10種程度が分布する。
- Calycophyllum candidissimum (Vahl) DC. 通称: デガメ、レモンウッド - メキシコ中央部からエクアドル北東部、キューバ、コロンビア北東部からトリニダード島にかけて分布。
- Calycophyllum multiflorum Griseb. パロブランコ（パラグアイおよびアルゼンチンのスペイン語: palo blanco） - ブラジル西中央部からアルゼンチン北部にかけて分布。
- Calycophyllum spruceanum (Benth.) Hook.f. ex K.Schum. パウムラト（ブラジルポルトガル語: pau mulato） - 南アメリカ西部からブラジルにかけて分布。

- Capirona Spruce

熱帯アメリカ南部に分布する Capirona macrophylla (Poepp.) Delprete（シノニム: C. decorticans Spruce）1種のみの属。
- Chimarrhis Jacq.(Wikispecies)

熱帯アメリカに10を超す種が知られる。
- Condaminea DC.
- Dialypetalanthus Kuhlm. ディアリペタラントゥス属

ペルーからボリビアおよびブラジルにかけて分布する Dialypetalanthus fuscescens Kuhlm. ディアリペタラントゥス・フスケスケンス 1種のみからなる属。
- Dioicodendron Steyerm.

南アメリカ西部からベネズエラ北西部にかけて分布する Dioicodendron dioicum (K.Schum. & K.Krause) Steyerm. 1種のみが知られる属。
- Dolichodelphys K.Schum. & K.Krause

南アメリカ西部からベネズエラ北部にかけて分布する Dolichodelphys chlorocrater K.Schum. & K.Krause 1種のみが知られる属。
- Dolicholobium A.Gray

マレー群島区系中央部から太平洋地域南西部にかけて分布し、30種程度が知られる。
- Elaeagia Wedd.(Wikispecies)

メキシコから熱帯アメリカにかけて20種程度が知られる。
- Emmenopterys Oliv.

中国中央部および南部からベトナムにかけて分布する Emmenopterys henryi Oliv. 1種のみの属。
- Ferdinandusa Pohl(Wikispecies) フェルディナンドサ属[12]

熱帯アメリカに20種前後が知られる。
- Ferdinandusa speciosa (Pohl) Pohl フェルディナンドサ・スペキオーサ - ボリビア北東部からブラジルにかけて分布する。

- Hippotis Ruiz & Pav.

中央アメリカおよび熱帯アメリカ南部に20種足らずが知られる。
- Holtonia Standl.

コスタリカからベネズエラ北西部およびボリビアに分布する Holtonia myriantha (Standl.) Standl.（シノニム: Elaeagia myriantha (Standl.) C.M.Taylor & Hammel）
- Lintersemina Humberto Mend., Celis & M.A.González

2020年にコロンビア産の Lintersemina chucuriensis Humberto Mend., Celis & M.A.González の新種記載と共に新設された属。
- Macbrideina Standl.

コロンビアからボリビア西部にかけて分布する Macbrideina peruviana Standl.(Wikispecies) 1種のみの属。
- Macrocnemum P.Browne

熱帯アメリカに分布し、5種以上が知られる。
- Macrocnemum humboldtianum (Schult.) Wedd. - エクアドル産。
- Macrocnemum jamaicense L. - ジャマイカ産。
- Macrocnemum roseum (Ruiz & Pav.) Wedd. - コスタリカから熱帯アメリカ南部にかけて分布。
- Macrocnemum tortuosum Herzog - ボリビア産。

- Mastixiodendron Melch.(Wikispecies)

モルッカ諸島北部からフィジーにかけて7種が分布する。
- Mastixiodendron pachyclados (K.Schum.) Melch. ガロガロ（パプアニューギニア名: garo garo） - モルッカ諸島からパプアシア（Papuasia）にかけて分布。
- Mastixiodendron stoddardii(Wikispecies) Merr. & L.M.Perry カカラファ（ソロモン諸島名: kakarafua） - パプアニューギニア領ビスマルク諸島からソロモン諸島にかけて自生。1944年以前にソロモン諸島のバニカ島（Banika）に駐留していた米国海軍大尉C・H・スタッダード（C. H. Stoddard）が採取した標本第12番を基に1945年に記載された（ホロタイプ (正基準標本) はアーノルド樹木園 に所蔵、A00096411）。

- Mussaendopsis Baill.

以下の2種が知られる。
- Mussaendopsis baccariana Baill. - マレー群島区系西部に分布。
- Mussaendopsis celebica Bremek. - スラウェシ南部産。

- Parachimarrhis Ducke

アマゾン川流域に見られる Parachimarrhis breviloba Ducke 1種のみが知られる属。
- Pentagonia Benth.(Wikispecies)

熱帯アメリカ中央部および南部に分布し、40種以上が知られる。
- Pinckneya Michx.

アメリカ合衆国南東部産の Pinckneya pubens Michx.（シノニム: P. bracteata (W.Bartram) Raf.）1種のみが知られる属。
- Pogonopus Klotzsch(Wikispecies)

以下の3種が知られる。
- Pogonopus exsertus (Oerst.) Oerst. - メキシコ（チアパス州）からコロンビア西部にかけて分布。
- Pogonopus speciosus (Jacq.) K.Schum. - コロンビアからベネズエラ北部にかけて分布。
- Pogonopus tubulosus (A.Rich. ex DC.) K.Schum. - ペルーからアルゼンチン北西部にかけて分布。

- Rustia Klotzsch(Wikispecies)

熱帯アメリカに分布し、20種足らずが知られる。
- Schizocalyx Wedd.

コスタリカから熱帯アメリカ南部にかけて10種足らずが知られる。
- Simira Aubl.

メキシコから熱帯アメリカ南部にかけて分布し、30種以上が知られる。
- Simira rubescens (Benth.) Bremek. ex Steyerm.（シノニム: Sickingia tinctoria  K.Schum.） アラリバ（ブラジルポルトガル語: arariba） - 熱帯アメリカ南部に分布。
- Simira salvadorensis (Standl.) Steyerm.（シノニム: Sickingia salvadorensis (Standl.) Standl.） 通称: レッドハート、チャクテコック - メキシコ南部からホンジュラスにかけて分布。

- Sommera Schltdl.

メキシコからペルーにかけて分布し、10種以上が知られる。
- Tammsia H.Karst.

南アメリカ西部からベネズエラにかけて分布する Tammsia anomala H.Karst. 1種のみが知られる属。
- Warszewiczia Klotzsch(Wikispecies)

熱帯アメリカに7種以上が知られる。
- Warszewiczia coccinea (Vahl) Klotzsch ショウジョウトラノオ - カリブ海地域南東部、ニカラグア南部から熱帯アメリカ南部にかけて分布。

- Wittmackanthus Kuntze

パナマからガイアナおよびペルーにかけて分布する Wittmackanthus stanleyanus (M.R.Schomb.) Kuntze 1種のみの属。

#### tribe Gardenieae (クチナシ連)

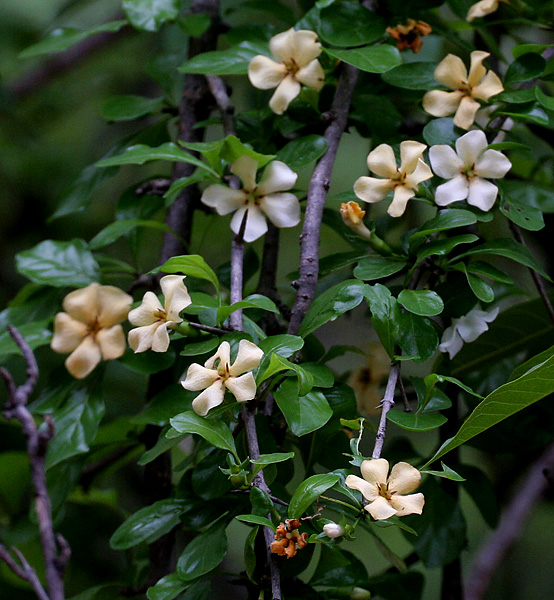
ハリザクロ（クチナシ連）

クチナシ連（Gardenieae）。単系統群 'Coffeae alliance' の一つ。
- Aidia Lour. ミサオノキ属[8]

熱帯アフリカ、熱帯および亜熱帯アジアから太平洋地域西部にかけて56種が分布。
- Aidia canthioides (Champ. ex Benth.) Masam. シマミサオノキ - 中国南部からベトナム、南西諸島から台湾北部にかけて自生。
- Aidia densiflora (Wall.) Masam.（シノニム: Randia densiflora (Wall.) Benth.）ミサヲノキモドキ
- Aidia henryi (E.Pritz.) T.Yamaz. ミサオノキ

- Aidiopsis Tirveng.

アンダマン諸島、タイからマレー群島区系西部にかけて分布する Aidiopsis orophila (Miq.) Ridsdale(Wikispecies) 1種のみの属。
- Alleizettella Pit.

2種。
- Alleizettella leucocarpa (Champ. ex Benth.) Tirveng. - 中国南東部からベトナム北部にかけて分布。
- Alleizettella rubra Pit. - ベトナム北部固有種。

- Atractocarpus Schltr. & K.Krause

フィリピンから太平洋地域にかけて29種が自生。
- Atractocarpus carolinensis (Valeton) Puttock（シノニム: Rhopalobrachium megacarpum (Kaneh.) Kaneh.） カイノキモドキ - カロリン諸島にのみ見られる。

- Benkara Adans. ヒジハリノキ属[37][7]

熱帯および亜熱帯アジアに19種が分布。
- Benkara sinensis (Lour.) Ridsdale（シノニム: Oxyceros sinensis Lour.、Randia sinensis (Lour.) Schult.） ヒジハリノキ（別名: シナミサオノキ） - 中国南部からインドシナ、南西諸島から台湾にかけて自生。

- Brachytome Hook.f.

アッサムから中国南中央部およびマレー半島にかけて8種が分布。
- ?Burchellia R.Br. ブルケリア属[12]
  - 南部アフリカに分布する Burchellia bubalina (L.f.) Sims バーチェリア・ブバリナ[29][38] 1種のみからなる属。
- Catunaregam Wolf ハリザクロ属[39]

熱帯および南部アフリカ、熱帯および亜熱帯アフリカに14種が分布。
- Catunaregam spinosa (Thunb.) Tirveng.（シノニム: Randia dumetorum (Retz.) Poir.、Randia spinosa (Thunb.) Poir.、Xeromphis spinosa (Thunb.) Keay） ハリザクロ（別名: サボンノキ）

- Ceriscoides (Hook.f.) Tirveng.

中国海南省から熱帯アジアにかけて11種が分布する。
- Duperrea Pierre ex Pit.

中国南部からインドシナにかけて分布する Duperrea pavettifolia (Kurz) Pit. 1種のみからなる属。
- Euclinia Salisb.

2種。
- Euclinia longiflora Salisb.（シノニム: Randia macrantha (Schult.) DC.） オオバナミサオノキ - 熱帯アフリカに分布。
- Euclinia squamifera (R.D.Good) Keay - カメルーンからアンゴラ領カビンダ州にかけて自生。

- Gardenia J.Ellis クチナシ属[8]

詳細は上記リンクを参照。
- Genipa L. チブサノキ属[7]

3種。
- Genipa americana L. チブサノキ - メキシコ南部から熱帯アフリカにかけて分布。
- Genipa infundibuliformis Zappi & Semir - ブラジル南東部にのみ見られる。
- Genipa spruceana Steyerm. - 熱帯アメリカ南部に分布。

- Heinsenia K.Schum.

南スーダンからジンバブエにかけて分布する Heinsenia diervilleoides K.Schum. 1種のみの属。
- Himalrandia T.Yamaz.

2種。
- Himalrandia lichiangensis (W.W.Sm.) Tirveng.（中: 须弥茜树）- 中国（雲南省北部、四川省）にのみ見られる。
- Himalrandia tetrasperma (Wall. ex Roxb.) T.Yamaz. - アフガニスタン東部からインドのアッサム地域にかけて分布。

- Macrosphyra Hook.f.

3種。
- Macrosphyra brachysiphon Wernham - コートジボワールからナイジェリアにかけて分布。
- Macrosphyra brachystylis Hiern - ウガンダからアンゴラ北部にかけて分布。
- Macrosphyra longistyla Hook.f. ex Hiern - 熱帯アフリカ西部からエチオピア南西部にかけて分布。

- Massularia Hoyle

2種。
- Massularia acuminata (G.Don) Hoyle -
- Massularia stevartiana Sonké, E.Bidault & Droissart(Wikispecies) - 2015年に新種記載された。

- Oxyceros Lour.[注 6]

熱帯アジアに12種が分布。
- Oxyceros longiflorus (Lam.) T.Yamaz.（シノニム: Randia longiflora Lam.） トゲミサオノキ

- Porterandia Ridl.

タイの半島部からマレー群島区系西部および中央部にかけて22種が分布。
- Porterandia anisophylla (Jack ex Roxb.) Ridl.（シノニム: Randia anisophylla (Jack ex Roxb.) Benth. & Hook.f.） オオバミサオノキ - マレー半島からスマトラにかけて自生。

- Randia Houst. ex L.

1753年の Randia aculeata L.（シノニム: R. mitis L.; フロリダ州南部からカリブ海地域、メキシコから南アメリカ北部にかけて分布）の記載以来この属として世界の様々な地域から続々と新種が記載、あるいは別属として記載されていた種をこの属に組み替える動きが見られたが、1958年に Ronald William John Keay が当時 Randia spinosa (Thunb.) Poir. と分類されていたハリザクロ（Catunaregam spinosa (Thunb.) Tirveng.）を花粉の特徴や花冠・胎座・果実の形態の差異から別属とすることを主張したのを契機にアフリカやアジア産のものが別属とされ始め、現在は熱帯および亜熱帯アメリカ産の種のみがここに属す形となっている。
- Ridsdalea J.T.Pereira & K.M.Wong

2016年にクチナシ連内のRandia属の近縁属として新たに設けられたもので、中国（雲南省）からインドシナおよびニューギニアにかけて30種が自生。
- Ridsdalea schoemannii(Wikispecies) (Teijsm. & Binn.) J.T.Pereira（シノニム: Randia exaltata Griff.、Rothmannia schoemannii (Teijsm. & Binn.) Tirveng.） オオミノミサオノキ - インドシナからマレー群島区系西部にかけて分布。

- Rosenbergiodendron Fagerl.

熱帯アメリカに4種が分布。
- Rosenbergiodendron densiflorum (K.Schum.) Fagerl. - カリブ海地域南部、コロンビアから南アメリカ北部およびブラジル北部にかけて分布。
- Rosenbergiodendron formosum (Jacq.) Fagerl.（シノニム: Randia mussaenda (L.f.) DC.） クチナシミサオ - パナマからベネズエラおよびエクアドルにかけて分布。
- Rosenbergiodendron longiflorum (Ruiz & Pav.) Fagerl. - 熱帯アメリカ南部に分布。
- Rosenbergiodendron reflexum C.M.Taylor & Lorence - ペルーにのみ見られる。

- Rothmannia Thunb. ロスマニア属[43]

熱帯および南部アフリカ、セイシェルに22種が分布。
- Rothmannia capensis Thunb. ロスマニア・カペンシス - 南部アフリカに分布。
- Rothmannia globosa (Hochst.) Keay ロスマニア・グロボーサ - 南アフリカ共和国（旧ケープ州、クワズール・ナタール州、旧トランスヴァール州）にのみ見られる。
- Rothmannia longiflora Salisb. ロツマニア・ロンギフローラ - 熱帯アフリカに分布。

- Rubovietnamia Tirveng.

3種。
- Rubovietnamia coronula Alejandro & Meve - フィリピンにのみ見られる。
- Rubovietnamia nonggangensis F.J.Mou & D.X.Zhang（中: 弄岗越南茜）- 中国の旧広西省南西部にのみ見られる。
- Rubovietnamia sericantha (W.C.Chen) Y.F.Deng, Y.H.Tong, W.B.Xu & N.H.Xia - 中国（雲南省南東部、旧広西省北部および南西部）からベトナム北部にかけて分布。

- Singaporandia K.M.Wong

2016年にクチナシ連内のRandia属の近縁属として新たに設けられたもので、タイの半島部からスマトラにかけて分布する Singaporandia macrophylla(Wikispecies) (Hook.f.) K.M.Wong（シノニム: Randia macrophylla Hook.f.、Rothmannia macrophylla (Hook.f.) Bremek.） ラッパミサオ1種のみからなる属。
- Tamilnadia Tirveng.

インド亜大陸からインドシナにかけて分布する Tamilnadia uliginosa (Retz.) Tirveng. & Sastre（シノニム: Randia uliginosa (Retz.) Poir.） インドハリザクロ1種のみからなる。
- Tarennoidea Tirveng. & Sastre

2種。
- Tarennoidea axillaris (Ridl.) Tirveng. & Sastre - ボルネオにのみ見られる。
- Tarennoidea wallichii (Hook.f.) Tirveng. & Sastre - ネパールから中国南部およびオーストラリア北部にかけて分布。

#### tribe Greeneeae
Greeneeae。単系統群 'Vanguerieae alliance' の一つ。
- Greenea Wight & Arn.

インドシナからスマトラにかけて分布する9種からなる属。
- Greenea corymbosa (Jack) Voigt グリーニヤ - ニコバル諸島、ビルマ南部からマレー半島にかけて分布する。

#### tribe Ixoreae (サンタンカ連)

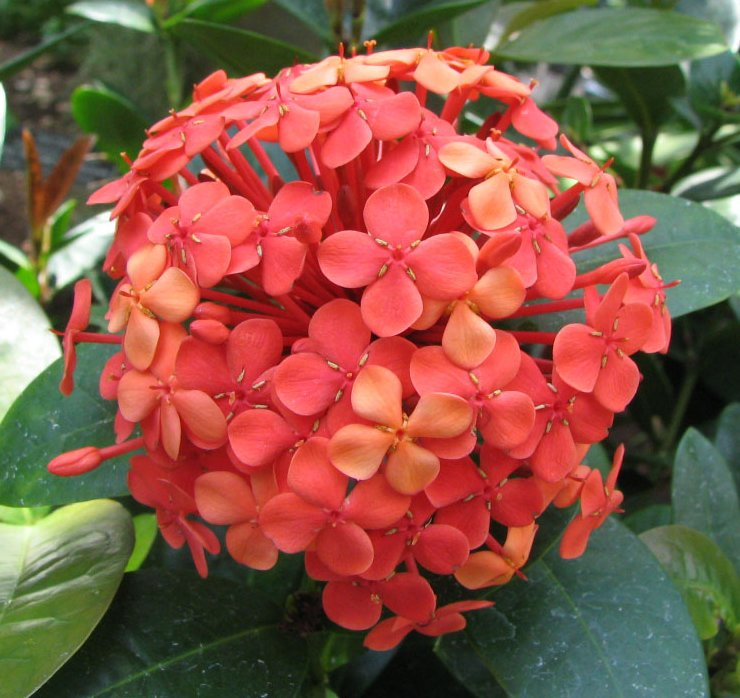
ベニデマリ（サンタンカ連）

サンタンカ連（Ixoreae）。単系統群 'Vanguerieae alliance' の一つ。
- Ixora L. サンタンカ属[8]

熱帯および亜熱帯に573種が分布。
- Ixora casei Hance - 太平洋地域北西部からキリバスにかけて分布。
  - Ixora casei var. casei（シノニム: I. conferiflora Valeton, nom. illeg.、I. pulcherrima Volkens, nom. illeg.） ナンヨウサンタンカ - キリバス（タラワ島）、カロリン諸島、マーシャル諸島原産の基本変種。
  - Ixora casei var. lanceolata（シノニム: I. pulcherrima var. lanceolata Kaneh.） ホソバナンヤウサンタンクワ - カロリン諸島でのみ確認されている変種。

- Ixora chinensis Lam. サンタンカ - 原産地は中国南東部からインドシナ、フィリピンにかけて。
- Ixora coccinea L. ベニデマリ - 原産地はインド西部および南部、スリランカ、バングラデシュからインドシナにかけて。
- Ixora finlaysoniana Wall. ex G.Don シロデマリ - 原産地はインドのアッサム地域から中国南部およびインドシナ、フィリピンにかけて。
- Ixora hookeri (Oudem.) Bremek.（シノニム: I. odorata Hook., nom. illeg.） ニオイサンダンカ - モザンビーク、マダガスカルに分布。
- Ixora javanica (Blume) DC. ジャワサンタンカ - ヒマラヤ地域東部からマレー群島区系西部にかけて分布。
- Ixora macrothyrsa (Teijsm. & Binn.) N.E.Br. - スラウェシ原産。
- Ixora narcissodora K.Schum. - ケニアから熱帯アメリカ南部にかけて分布。
- Ixora pavetta Andrews（シノニム: I. parviflora Vahl, nom. illeg.） シロバナサンダンカ - バングラデシュ、インド、スリランカ、ニコバル諸島に分布。
- Ixora scheffleri K.Schum. & K.Krause - ケニアからモザンビークにかけて分布。
  - Ixora scheffleri subsp. keniensis Bridson - ケニア山で採取された亜種。

- Ixora triantha Volkens ミツバナサンタンクワ - マリアナ諸島、カロリン諸島（ヤップ島）に自生。

#### tribe Jackieae

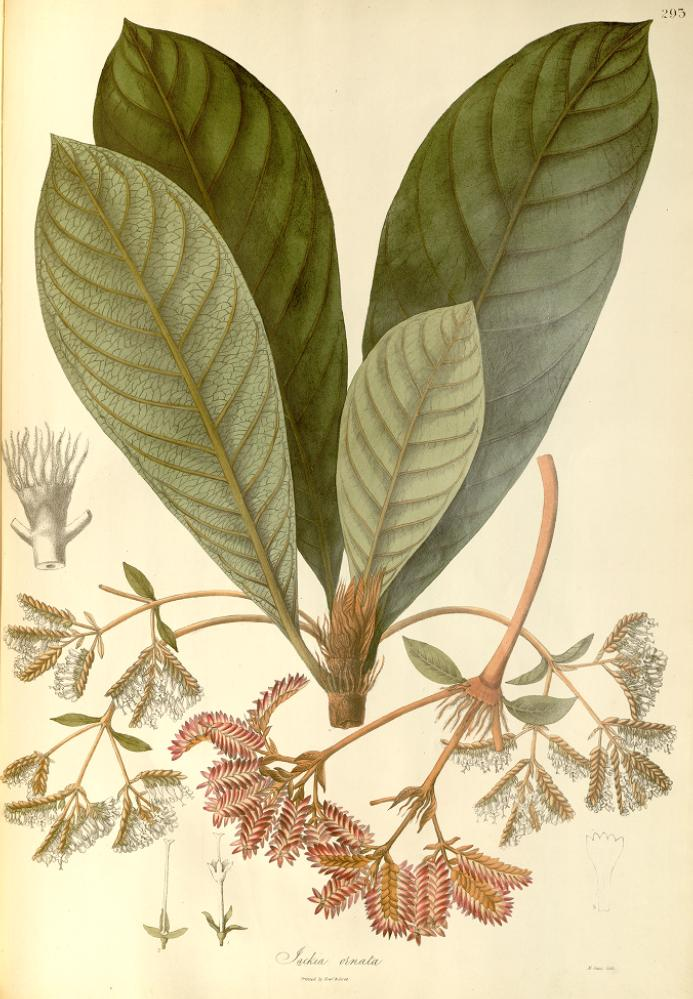
スルマル（Jackieae）

Jackieae は1属のみの連。単系統群 'Vanguerieae alliance' の一つ。
- Jackiopsis Ridsdale

マレー群島区系西部に分布する Jackiopsis ornata (Wall.) Ridsdale（シノニム: Jackia odorata Wall.） スルマル（マレー語: selumar）1種のみからなる属。

#### tribe Mussaendeae (コンロンカ連)
コンロンカ連（Mussaendeae）。
- Bremeria Razafim. & Alejandro

インド洋地域西部に18種が自生する。
- Heinsia DC.

5種。

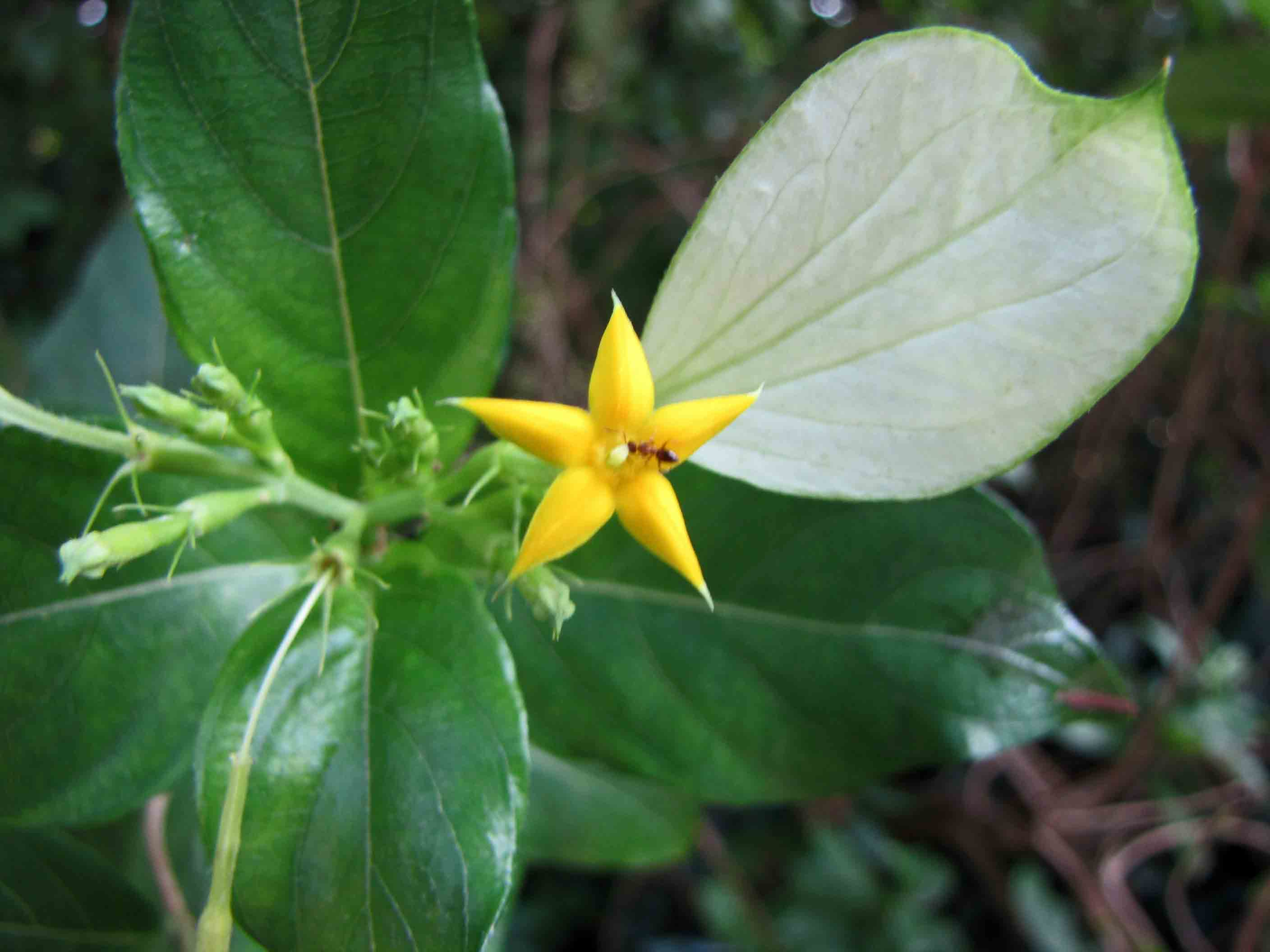
コンロンカ（コンロンカ連）

- Heinsia bussei Verdc. - タンザニア南部にのみ見られる。
- Heinsia crinita (Wennberg) G.Taylor - 熱帯アフリカおよび南部アフリカに分布。
  - Heinsia crinita subsp. crinita - 熱帯アフリカ西部からザンビア北西部にかけて分布する基本亜種。
  - Heinsia crinita subsp. parviflora (K.Schum. & K.Krause) Verdc. - ソマリア南部から南アフリカ旧北部州にかけて分布する亜種。

- Heinsia mozambicensis (Verdc.) J.E.Burrows & S.M.Burrows - モザンビーク北部にのみ見られる。
- Heinsia myrmoecia (K.Schum.) N.Hallé - カメルーン南西部からガボン北部にかけて自生。
- Heinsia zanzibarica (Bojer) Verdc. - ケニアからモザンビークにかけて分布。

- Landiopsis Capuron ex Bosser

マダガスカル北西部にのみ見られる Landiopsis capuronii Bosser 1種のみの属。
- Mussaenda Burm. ex L. コンロンカ属[8]

熱帯アフリカ、インド洋地域西部、熱帯および亜熱帯から太平洋にかけて分布。
- Mussaenda arcuata Poir.(Wikispecies) - 熱帯アフリカ、インド洋地域西部に分布。
- Mussaenda erythrophylla Schumach. & Thonn. ヒゴロモコンロンカ - 熱帯アフリカに分布。
- Mussaenda frondosa L.(Wikispecies) ケコンロンカ（シノニム: M. sericea Blume モルッカコンロンカ）- インド亜大陸からカロリン諸島にかけて分布。
- Mussaenda glabra Vahl ヒメコンロンカ - シッキムからマレー半島、ジャワにかけて自生。
- Mussaenda macophylla Wall. オオバコンロンカ - ネパールから台湾（蘭嶼）およびマレー半島にかけて分布。
- Mussaenda microdonta Wernham(Wikispecies) - 熱帯アフリカ東部に自生。
  - Mussaenda microdonta subsp. odorata (Hutch.) Bridson(Wikispecies) - 熱帯アフリカ東部に自生する亜種。

- Mussaenda monticola K.Krause - ケニアからタンザニアにかけて自生。
  - Mussaenda monticola var. monticola - ケニアからタンザニアに自生する基本変種。

- Mussaenda parviflora Miq. コンロンカ - 日本（屋久島）から台湾、中国（広東省）にかけて分布。
- Mussaenda philippica A.Rich. ムッサエンダ・フィリッピカ - フィリピン原産。
- Mussaenda pubescens Dryand. ムッサエンダ・プベスケンス - 中国の南東部からベトナム、台湾にかけて分布。別名:「ケコンロンクワ」
- Mussaenda shikokiana Makino ヒロハコンロンカ - 日本の南中央部および南部、台湾、中国南部に分布。
- Mussaenda villosa Wall. ex G.Don(Wikispecies) ナガガクコンロンカ - ニコバル諸島、タイからマレー半島にかけて自生。

- Pseudomussaenda Wernham

熱帯アフリカ産の5種からなる属。
- Pseudomussaenda angustifolia Troupin & E.M.A.Petit(Wikispecies) - コンゴ民主共和国にのみ見られる。
- Pseudomussaenda flava Verdc.(Wikispecies) - ナイジェリアからエチオピアおよびケニアにかけて分布。
- Pseudomussaenda gossweileri Wernham(Wikispecies) - アンゴラにのみ見られる。
- Pseudomussaenda monteiroi (Wernham) Wernham(Wikispecies) - アンゴラからコンゴ民主共和国にかけて自生。
- Pseudomussaenda stenocarpa (Hiern) E.M.A.Petit - 熱帯アフリカ西中央部に分布。

- Schizomussaenda H.L.Li

中国（雲南省、旧広西省）からインドシナ北部にかけて分布する Schizomussaenda henryi (Hutch.) X.F.Deng & D.X.Zhang（シノニム: S. dehiscens (Craib) H.L.Li）1種のみの属。

#### tribe Octotropideae
Octotropideae。単系統群 'Coffeae alliance' の一つ。

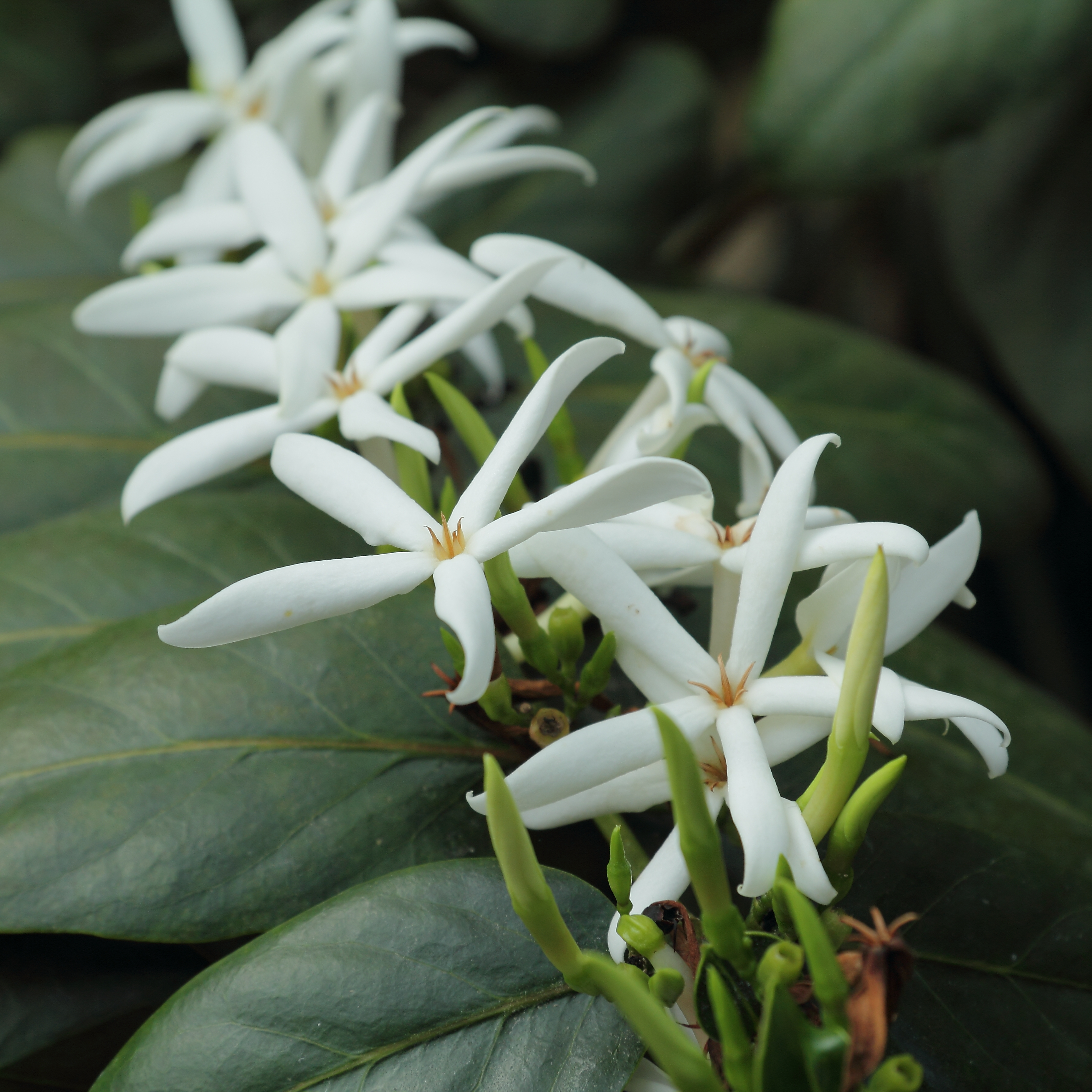
カフェマロン（Octotropideae）

- Didymosalpinx Keay

5種。
- Didymosalpinx abbeokutae (Hiern) Keay - 熱帯アフリカ西部および西中央部に分布。
- Didymosalpinx callianthus J.E.Burrows & S.M.Burrows - タンザニア南東部からモザンビークにかけて分布。
- Didymosalpinx konguensis (Hiern) Keay - 赤道ギニアからガボンに自生。
- Didymosalpinx lanciloba (S.Moore) Keay - 熱帯アフリカ西中央部からウガンダおよびアンゴラ北部にかけて分布。
- Didymosalpinx norae (Swynn.) Keay - 熱帯アフリカ東部、チマニマニ山地に分布。

- Feretia Delile

3種。
- Feretia aeruginescens Stapf - タンザニアからボツワナにかけて分布。
- Feretia apodanthera Delile -  モーリタニアからエリトリアおよびタンザニアにかけて分布。
  - Feretia apodanthera subsp. keniensis Bridson - ソマリア南部からケニア東部にかけて分布する亜種。

- Feretia virgata K.Schum. - シエラレオネにのみ見られる。

- Galiniera Delile

2種。
- Galiniera myrtoides Homolle - マダガスカルにのみ見られる。
- Galiniera saxifraga (Hochst.) Bridson(Wikispecies)（シノニム: G. coffeoides Delile）- 熱帯アフリカに分布。

- Hypobathrum Blume

バングラデシュからマレー群島区系西部および中央部にかけて28種が分布。
- Hypobathrum microcarpum (Blume) Bakh.f.（シノニム: Petunga microcarpa (Blume) DC.） コツブガチンノキ - ニコバル諸島からマレー群島区系にかけて分布。
- Hypobathrum venulosum (Hook.f.) K.M.Wong（シノニム: Petunga venulosa Hook.f.） ガチンノキ - マレー半島、ボルネオに自生。

- Kraussia Harv.

4種。
- Kraussia floribunda Harv. - モザンビーク南部から南部アフリカに分布。
- Kraussia kirkii (Hook.f.) Bullock - ケニアからタンザニアにかけて分布。
- Kraussia socotrana Bridson - ソコトラ島南中央部にのみ分布。
- Kraussia speciosa Bullock - ケニア南東部からタンザニアにかけて分布。

- Lamprothamnus Hiern

ソマリア南部からタンザニアにかけて分布する Lamprothamnus zanguebaricus Hiern 1種のみの属。
- Octotropis Bedd.

インド（ケーララ州、タミル・ナードゥ州）にのみ見られる Octotropis travancorica Bedd. 1種のみからなる属。
- Polysphaeria Hook.f. ポリスファエリア属

熱帯アフリカ、マダガスカルに24種が分布。
- Polysphaeria cleistocalyx Verdc. - ケニアからタンザニアにかけて自生。
  - Polysphaeria cleistocalyx var. clestocalyx - ケニアからタンザニアにかけて自生する基本変種。

- Polysphaeria lanceolata Hiern - ケニアからモザンビーク、コモロにかけて分布。
  - Polysphaeria lanceolata subsp. lanceolata - 南スーダンからモザンビークにかけて分布する基本亜種。

- Polysphaeria multiflora Hiern ポリスファエリア・ムルティフロラ - ソマリアからモザンビーク、コモロ、アルダブラ環礁にかけて分布。
  - Polysphaeria multiflora subsp. multiflora - ケニアからモザンビーク、コモロ、アルダブラ環礁にかけて分布する基本亜種。
  - Polysphaeria multiflora subsp. pubescens Verdc. - ソマリア南部からモザンビーク北部にかけて分布する亜種。

- Polysphaeria parvifolia Hiern - エチオピアからタンザニアにかけて分布。

- Ramosmania Tirveng. & Verdc.

2種。
- Ramosmania heterophylla (Balf.f.) Tirveng. & Verdc. - ロドリゲス島にのみ見られたが、1938年を最後に確認されていない。
- Ramosmania rodriguesii Tirveng. カフェマロン - ロドリゲス島のLubin山固有種。

#### tribe Pavetteae (ギョクシンカ連)

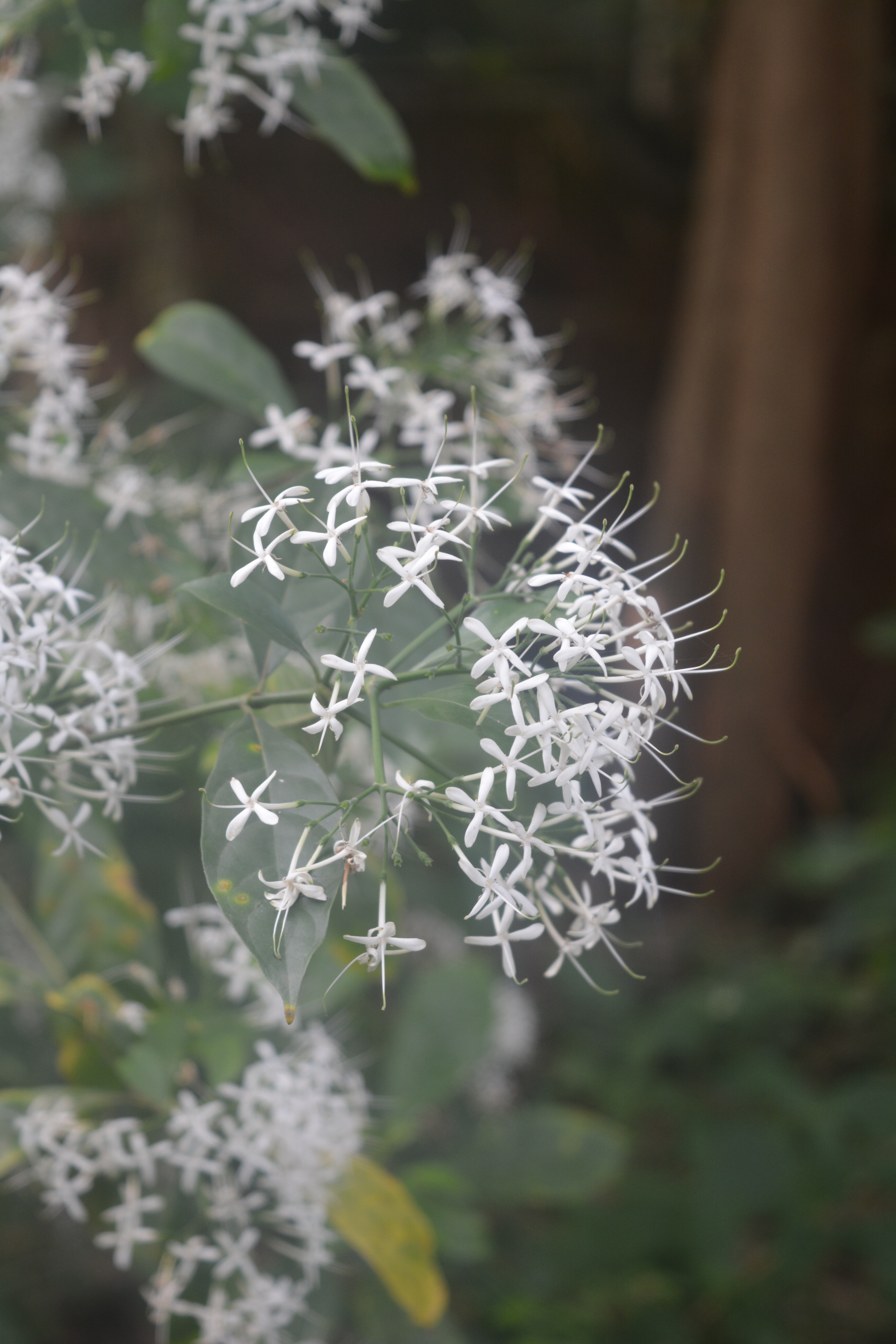
コブハテマリ（ギョクシンカ連）

ギョクシンカ連（Pavetteae）。葉にバクテリアを含むこぶが見られる場合がある。単系統群 'Coffeae alliance' の一つ。
- Cladoceras Bremek.
  - ケニア東部からタンザニア東部にかけて自生する Cladoceras subcapitatum (K.Schum. & K.Krause) Bremek. 1種のみからなる属。
- Coptosperma Hook.f.

ジブチから南部アフリカ、インド洋地域西部、アラビア半島南西部にかけて19種が分布。
- Coptosperma graveolens (S.Moore) Degreef（シノニム: Tarenna graveolens (S.Moore) Bremek.）- ジブチ-コンゴ民主共和国南部にかけて、アラビア半島に分布。
  - Coptosperma graveolens var. graveolens - ジブチからコンゴ民主共和国にかけて分布する基本変種。
  - Coptosperma graveolens var. impolitum (Bridson) Degreef（シノニム: Tarenna graveolens var. impolita Bridson）- ウガンダからケニアにかけて分布する変種。

- Coptosperma kibuwae (Bridson) Degreef（シノニム: Tarenna kibuwae Bridson）- ケニア北部産。
- Coptosperma littorale (Hiern) Degreef（シノニム: Tarenna littoralis (Hiern) Bridson）- ケニアから南アフリカ共和国クワズール・ナタール州にかけて分布。
- Coptosperma nigrescens Hook.f.（シノニム: Tarenna nigrescens (Hook.f.) Hiern）- ソマリア南部-エスワティニ、コモロ、マダガスカルに分布。
- Coptosperma supra-axillare (Hemsl.) Degreef（シノニム: Tarenna supra-axillaris (Hemsl.) Bremek.）- ケニア-南部アフリカ、コモロ、セーシェル領アルダブラ環礁、マダガスカルに分布。
- Coptosperma wajirense (Bridson) Degreef（シノニム: Tarenna wajirensis Bridson）- ケニア北部産。

- Exallosperma De Block
  - 2018年に新種記載されたマダガスカル産の Exallosperma longiflora De Block のみの属[49]。
- Helictosperma De Block

2018年に新設された属。次の2種からなり、いずれもマダガスカル産。
- Helictosperma malacophyllum (Drake) De Block
- Helictosperma poissonianum Homolle ex De Block

- Homollea Arènes

5種、いずれもマダガスカル産。
- Homollea furtiva De Block
- Homollea leandrii Arènes
- Homollea longiflora Arènes
- Homollea perrieri Arènes
- Homollea septentrionalis De Block

- Kindia Cheek

- 2018年に新種記載されたギニア産の Kindia gangan Cheek 1種のみの属。

- Leptactina Hook.f.

熱帯アフリカおよび南部アフリカに27種が分布。
- Leptactina platyphylla (Hiern) Wernham(Wikispecies) - カメルーンから南スーダンおよび熱帯アフリカ南部にかけて分布。
- Leptactina senegambica Hook.f.(Wikispecies) - 西熱帯アフリカのギニア、ギニアビサウ、マリ、シエラレオネに自生。

- Nichallea Bridson

- 熱帯アフリカ西部および西中央部にかけて分布する Nichallea soyauxii (Hiern) Bridson 1種のみの属。

- Pachystylus K.Schum.

ニューギニア方面産の2種からなる属。
- Pachystylus henningsianus Warb.(Wikispecies) - アルー諸島産。
- Pachystylus zippelianus (Miq.) Bremek.

- Paracephaelis Baill.

5種。
- Paracephaelis cinerea (A.Rich. ex DC.) De Block - マダガスカルにのみ見られる。
- Paracephaelis saxatilis (Scott Elliot) De Block - マダガスカルに分布するが、かつてはレユニオン島にも見られた。
- Paracephaelis sericea (Arènes) De Block - コモロ、マダガスカル中央部および東中央部に分布。
- Paracephaelis tiliacea Baill. - マダガスカルにのみ見られる。
- Paracephaelis trichantha (Baker) De Block（シノニム: Tarenna trichantha (Baker) Bremek.）- ケニア-モザンビーク、インド洋地域西部に分布。

- Pavetta L. キダチハナカンザシ属[52]

旧世界の熱帯および亜熱帯地域から太平洋地域南部にかけて330種以上が分布。詳細は該当記事を、種の一覧はキダチハナカンザシ属の種の一覧を参照。
- Pseudocoptosperma De Block

- 2018年に新種記載されたマダガスカル産の Pseudocoptosperma manabense Capuron ex De Block 1種のみの属。

- Robbrechtia De Block

2種、いずれもマダガスカル産で2003年に記載されたもの。
- Robbrechtia grandifolia De Block
- Robbrechtia milleri De Block

- Rutidea DC.

熱帯アフリカに21種が分布。
- Rutidea fuscescens Hiern - ケニアからジンバブエ東部にかけて分布。
  - Rutidea fuscescens subsp. bracteata Bridson - コンゴ民主共和国東部からケニア南西部にかけて分布する亜種。
  - Rutidea fuscescens subsp. fuscescens - ケニアからジンバブエ東部にかけて分布する基本亜種。

- Rutidea orientalis Bridson - ケニアから熱帯アフリカ南部にかけて分布。
- Rutidea smithii Hiern - 熱帯アフリカに分布する。
  - Rutidea smithii subsp. smithii - 熱帯アフリカに分布する亜種。

- Schizenterospermum Homolle ex Arènes

4種、全てマダガスカル産。
- Schizenterospermum analamerense Arènes
- Schizenterospermum grevei Homolle ex Arènes
- Schizenterospermum majungense Homolle ex Arènes
- Schizenterospermum rotundifolium Homolle ex Arènes

- Tarenna Gaertn. ギョクシンカ属[8]

旧世界の熱帯および亜熱帯地域から太平洋地域にかけて分布。
- Tarenna drummondii Bridson - ケニア南東部からタンザニア東部および南中央部にかけて分布。
- Tarenna kotoensis - ギョクシンカ
- Tarenna pavettoides (Harv.) Sim - 熱帯アフリカおよび南部アフリカに分布。
  - Tarenna pavettoides subsp. friesiorum (K.Krause) Bridson - ケニア中央部および南東部に分布する亜種。

- Tarenna pulchra (Ridl.) Ridl. タレナ - タイ南西部からマレー半島、ボルネオにかけて分布。
- Tarenna sambucina (G.Forst.) T.Durand. ex Drake(Wikispecies) ナンヨウギョクシンカ - スラウェシから太平洋地域にかけて分布。
  - Tarenna sambucina var. glabra (Merr.) Fosberg & Sachet(Wikispecies)（シノニム: T. glabra Merr.）マリアナギョクシンカ - マリアナ諸島にのみ見られる。

- Tarenna subsessilis (A.Gray) T.Itô(Wikispecies) シマギョクシンカ - 小笠原諸島にのみ見られる。

- Tennantia Verdc.

- ソマリアからタンザニアにかけて分布する Tennantia sennii (Chiov.) Verdc. & Bridson 1種のみの属。

- Triflorensia S.T.Reynolds

2005年に新設された属で、次の3種からなる。
- Triflorensia australis (Benth.) S.T.Reynolds - オーストラリアのノーザンテリトリー北部からクイーンズランド州北部にかけて分布。
- Triflorensia cameronii (C.T.White) S.T.Reynolds - クイーンズランド州南東部からニューサウスウェールズ州北東部にかけて分布。
- Triflorensia ixoroides (F.Muell.) S.T.Reynolds - クイーンズランド州東部産。

- Tulearia De Block

2018年に新種記載されたマダガスカル産の2種からなる属。
- Tulearia capsaintemariensis De Block
- Tulearia splendida De Block

#### tribe Scyphiphoreae (ミツバヒルギ連)

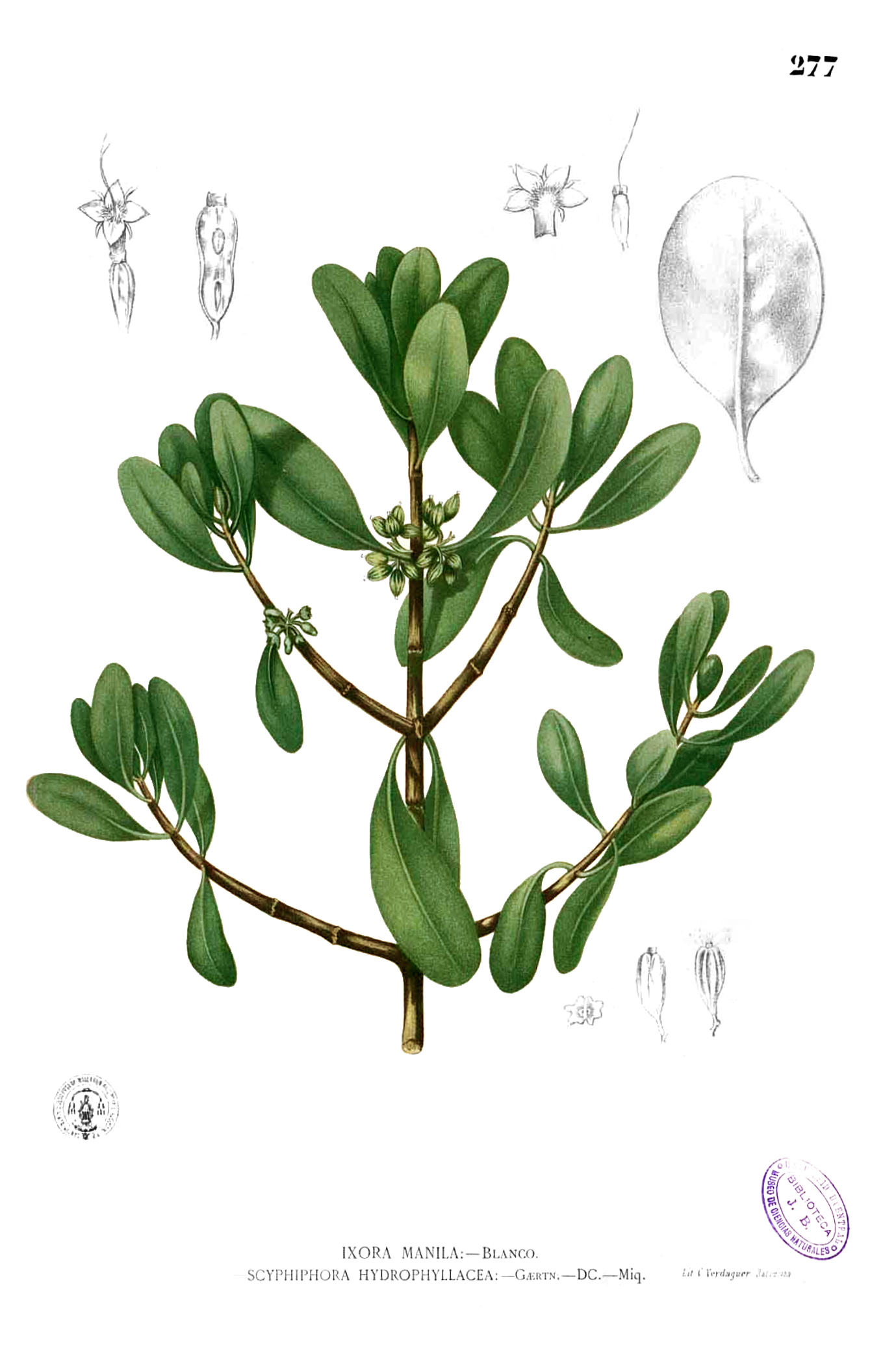
ミズバヒルギ（ミツバヒルギ連）

ミツバヒルギ連（Scyphiphoreae）。単系統群 'Vanguerieae alliance' の一つ。
- Scyphiphora C.F.Gaertn. ミツバヒルギ属[7]

マダガスカル、熱帯アジアから太平洋西部にかけて自生する Scyphiphora hydrophylacea C.F.Gaertn. ミズバヒルギ（別名: ウミマサキ）1種のみからなる属。

#### tribe Sherbournieae
Sherbournieae。単系統群 'Coffeae alliance' の一つ。以下の4属がここに含まれる。

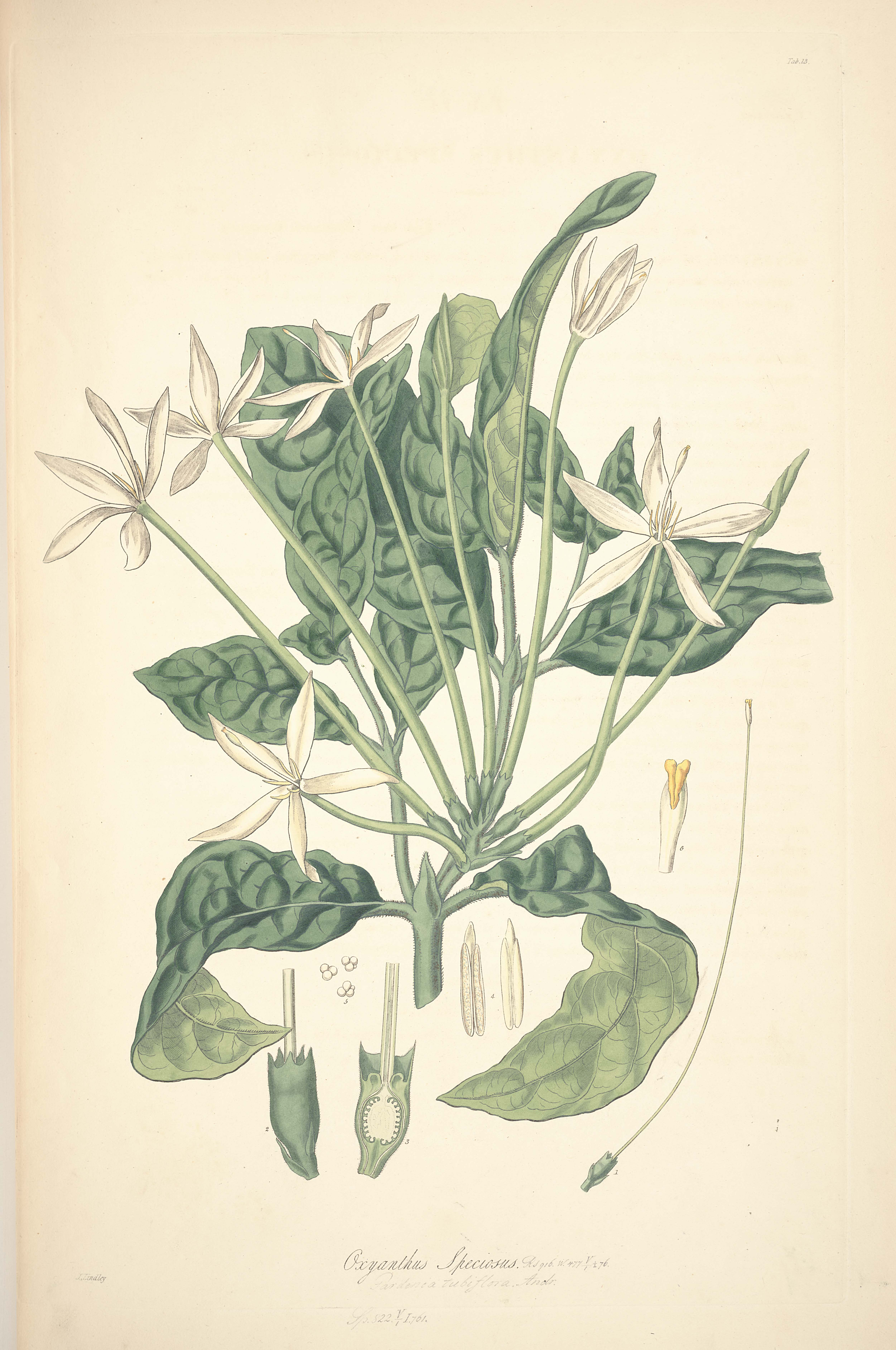
sp.（af か sv; Sherbournieae）

- Atractogyne Pierre

2種。
- Atractogyne bracteata (Wernham) Hutch. & Dalziel - 熱帯アフリカ西部および西中央部に分布。
- Atractogyne gabonii Pierre - 熱帯アフリカ西中央部からアンゴラ北部にかけて分布。

- Mitriostigma Hochst.

5種。
- Mitriostigma axillare Hochst. - モザンビークから南アフリカ共和国旧ケープ州北東部にかけて分布。
- Mitriostigma barteri Hook.f. ex Hiern - ビオコ島からカメルーン西部にかけて自生。
- Mitriostigma greenwayi Bridson - ケニア南東部にのみ見られる。
- Mitriostigma monocaule Sonké & Dessein - カメルーンにのみ見られる。
- Mitriostigma usambarense Verdc. - タンザニア北部にのみ見られる。

- Oxyanthus DC.

熱帯アフリカおよび南部アフリカに38種が分布する。
- Oxyanthus speciosus DC. - 熱帯アフリカおよび南部アフリカに分布する。
- Oxyanthus tubiflorus (Andrews) DC（シノニム: O. speciosus W.T.Aiton, nom. illeg.; Gardenia tubiflora Andrews）- シエラレオネにのみ見られる。

- Sherbournia G.Don

熱帯アフリカに13種が分布する。
- Sherbournia calycina (G.Don) Hua シェルボウルニア・カリキナ - 熱帯アフリカ西部から中央アフリカ共和国にかけて分布。

#### tribe Sipaneeae
Sipaneeae。

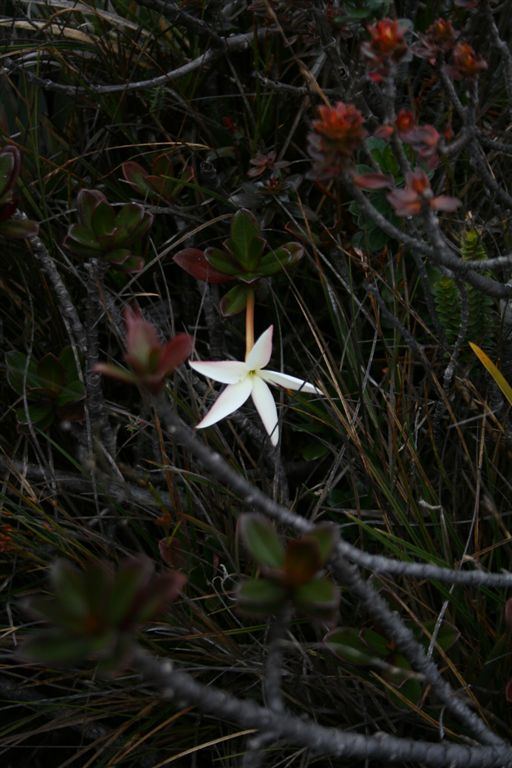
マグイレオタムヌス・スペキオスス（Sipaneeae）

- Maguireothamnus Steyerm. マグイレオタムヌス属

ギアナ高地に2種が自生。
- Maguireothamnus speciosus (N.E.Br.) Steyerm. マグイレオタムヌス・スペキオスス - ベネズエラ（ボリバル州）からガイアナにかけて自生。
- Maguireothamnus tatei (Standl.) Steyerm. - ベネズエラのアマソナス州にのみ見られる。

#### tribe Trailliaedoxeae
Trailliaedoxeae。単系統群 'Vanguerieae alliance' の一つ。次の1属のみからなる連。
- Trailliaedoxa W.W.Sm. & Forrest

中国（四川省南部、雲南省）にのみ見られる Trailliaedoxa gracilis W.W.Sm. & Forrest 1種のみの属。

#### tribe Vanguerieae (コーヒーダマシ連)

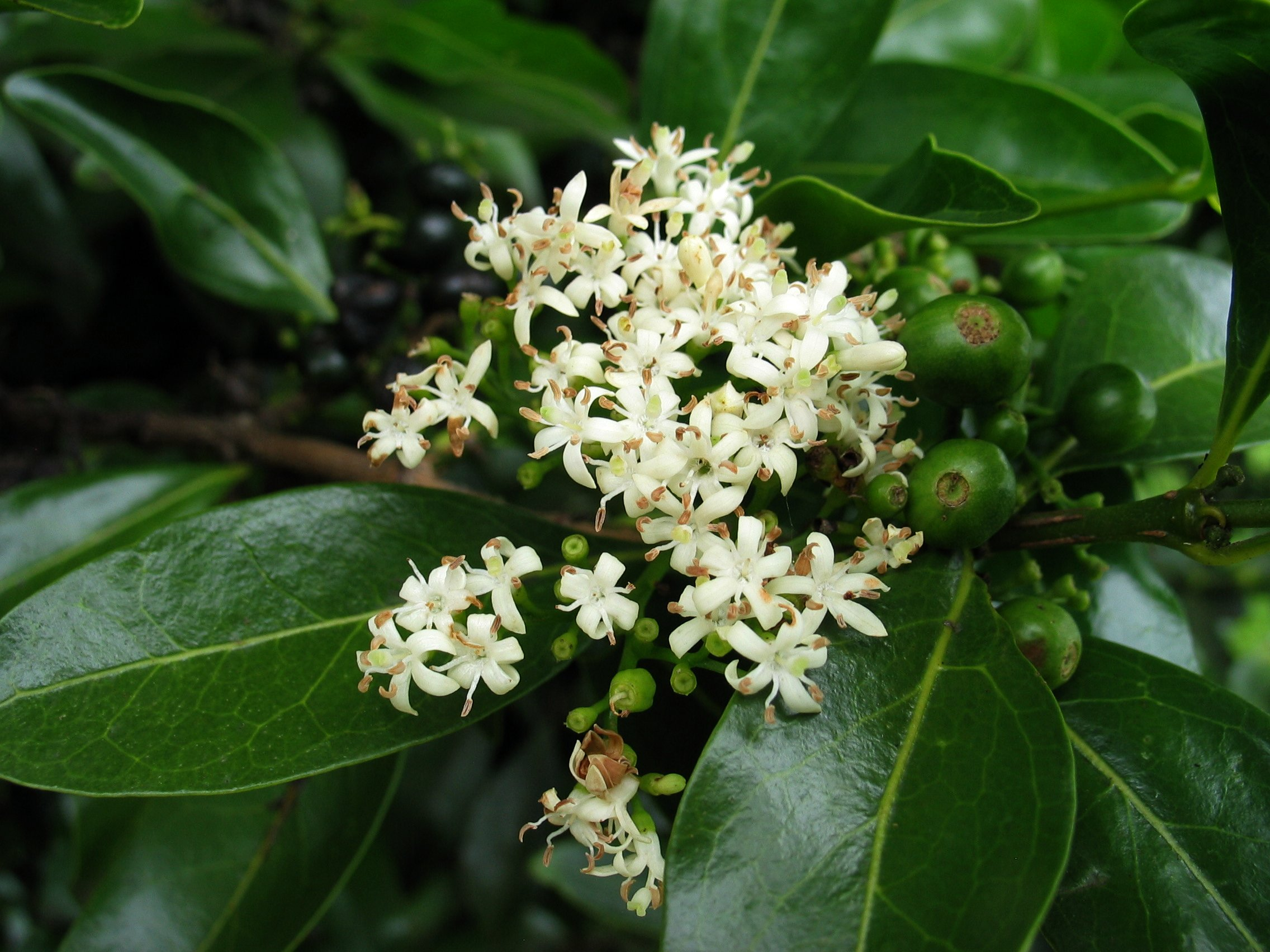
コバミサオノキ（コーヒーダマシ連）

コーヒーダマシ連（Vanguerieae）。単系統群 'Vanguerieae alliance' の一つ。
- Afrocanthium (Bridson) Lantz & B.Bremer

エチオピアから南部アフリカにかけて17種が分布。
- Afrocanthium keniense (Bullock) Lantz（シノニム: Canthium keniense Bullock）- ケニアに見られる。
- Afrocanthium kilifiense (Bridson) Lantz（シノニム: Canthium kilifiense Bridson）- ケニアに見られる。
- Afrocanthium lactescens (Hiern) Lantz（シノニム: Canthium lactescens Hiern）- エチオピアから熱帯アフリカ南部にかけて分布。
- Afrocanthium pseudoverticillatum (S.Moore) Lantz（シノニム: Canthium pseudoverticillatum S.Moore）- ソマリアからモザンビークにかけて分布。

- Bullockia (Bridson) Razafim., Lantz & B.Bremer

エチオピアから南部アフリカにかけて6種が分布。
- Bullockia dyscritos (Bullock) Razafim., Lantz & B.Bremer（シノニム: Canthium dyscriton Bullock）- ケニアからタンザニアにかけて自生。
- Bullockia fadenii (Bridson) Razafim., Lantz & B.Bremer（シノニム: Canthium fadenii Bridson）- ケニアにのみ見られる。
- Bullockia impressinerva (Bridson) Razafim., Lantz & B.Bremer - タンザニアでのみ確認されている。
- Bullockia mombazensis (Baill.) Razafim., Lantz & B.Bremer（シノニム: Canthium mombazense Baill.）- ソマリア南部からモザンビークにかけて分布。
- Bullockia pseudosetiflora (Bridson) Razafim., Lantz & B.Bremer（シノニム: Canthium pseudosetiflorum Bridson）- エチオピアから熱帯アフリカ東部にかけて分布。
- Bullockia setiflora (Hiern) Razafim., Lantz & B.Bremer（シノニム: Canthium setiflorum subsp. telidosma (K.Schum.) Bridson）- ケニアから南部アフリカにかけて分布。

- Canthium Lam.

熱帯アフリカおよび南部アフリカ、熱帯アジアおよび亜熱帯アジアから太平洋地域西部にかけて79種が分布。
- Canthium glaucum Hiern - ソマリアからボツワナにかけて分布。
  - Canthium glaucum subsp. glaucum - ソマリアからケニア東部にかけて分布する基本亜種。

- Canthium horridum Blume(Wikispecies) ネコノツメ - 中国南部からマレー群島区系西部および中央部にかけて分布。
- Canthium oblongum (Valeton) Kaneh. シロミミヅモドキ - カロリン諸島のミクロネシア連邦ポンペイ島にのみ見られる。
- Canthium oligocarpum Hiern(Wikispecies) - エチオピアからモザンビーク西部にかけて分布。
  - Canthium oligocarpum subsp. friesiorum (Robyns) Bridson(Wikispecies) - ケニアにのみ見られる亜種。

- Keetia E.Phillips

熱帯アフリカおよび南部アフリカに39種が分布。
- Keetia gueinzii (Sond.) Bridson - カメルーンからエチオピアおよび南部アフリカにかけて分布。
- Keetia venosa (Oliv.) Bridson - 熱帯アフリカに分布。
- Keetia zanzibarica (Klotzsch) Bridson - 熱帯アフリカに分布。
  - Keetia zanzibarica subsp. zanzibarica - ケニア東部からモザンビーク南東部にかけて分布する基本変種。

- Meyna Roxb. ex Link

熱帯アフリカ北東部および東部、コモロ、熱帯アジアに9種が分布。
- Meyna spinosa Roxb. ex Link（シノニム: Vangueria spinosa (Roxb. ex Link) Roxb.） アルー（インド名: alu） - インド亜大陸からインドシナにかけて分布。
- Meyna tetraphylla (Schweinf. ex Hiern) Robyns - エチオピアからタンザニア、コモロに分布。
  - Meyna tetraphylla subsp. comorensis (Robyns) Verdc. - ソマリアからタンザニア、コモロに分布する亜種。
  - Meyna tetraphylla subsp. tetraphylla - 南スーダン、エチオピア南部、ウガンダ、ケニアに分布する基本亜種。

- Perakanthus Robyns ex Ridl.

2種。
- Perakanthus longipetalus Y.H.Han & S.S.Zhou - ビルマ北部にのみ見られる。
- Perakanthus velutinus(Wikispecies) Robyns ex Ridl. - マレー半島にのみ見られる。

- Psydrax Gaertn. コーヒーダマシ属[7]

熱帯および亜熱帯の旧世界から太平洋地域にかけて分布。
- Psydrax dicoccos Gaertn.（シノニム: Canthium dicoccum (Gaertn.) Merr.） コーヒーダマシ - 中国南部から熱帯アジアにかけて分布。
- Psydrax odorata (G.Forst.) A.C.Sm. & S.P.Darwin（シノニム: Canthium odoratum (G.Forst.) Seem.） コバミサオノキ - ニューギニアから太平洋地域にかけて分布。

- Pyrostria Comm. ex A.Juss.

熱帯アフリカおよび南部アフリカ、インド洋地域西部、アラビア半島に68種が分布。
- Pyrostria bibracteata (Baker) Cavaco - 熱帯アフリカ東部および南部、マダガスカル、アルダブラ環礁、セイシェルに分布。
- Pyrostria phyllanthoidea (Baill.) Bridson - エリトリアからタンザニア、アラビア半島南西部および南部にかけて分布。

- Rytigynia Blume

熱帯アフリカおよび南部アフリカ、マダガスカルに82種が分布。
- Rytigynia acuminatissima (K.Schum.) Robyns - 熱帯アフリカ東中央部および東部に分布。
- Rytigynia bugoyensis (K.Krause) Verdc. - ウガンダからマラウイにかけて分布。
  - Rytigynia bugoyensis subsp. bugoyensis - 熱帯アフリカ東中央部および東部に分布する基本亜種。

- Rytigynia celastroides (Baill.) Verdc. - ケニアから南アフリカ共和国クワズール・ナタール州にかけて分布。
- Rytigynia eickii (K.Schum. & K.Krause) Bullock - ケニア南東部からタンザニア東部にかけて分布。
- Rytigynia mrimaensis Verdc. - ケニア南東部にのみ見られる。
- Rytigynia neglecta (Hiern) Robyns - カメルーンからエチオピアおよびケニアにかけて分布。
- Rytigynia parvifolia Verdc. - ソマリア南部からケニア東部にかけて分布。
- Rytigynia uhligii (K.Schum. & K.Krause) Verdc. - ケニアから熱帯アフリカ南部にかけて分布。

- Vangueria Juss.

熱帯アフリカおよび南部アフリカ、マダガスカルに58種が分布。
- Vangueria apiculata K.Schum. - エチオピアから熱帯アフリカ南部にかけて分布。
- Vangueria gillettii (Tennant) Lantz（シノニム: Pachystigma gillettii (Tennant) Verdc.）- ソマリア南部からケニア北部にかけて分布。
- Vangueria induta (Bullock) Lantz（シノニム: Rytigynia induta (Bullock) Verdc. & Bridson）- ケニアからタンザニア北部にかけて分布。
- Vangueria infausta Burch. - カメルーンからスーダンおよび南部アフリカにかけて分布。
  - Vangueria infausta subsp. campanulata (Robyns) Verdc. - カメルーン、ケニアからザンビアにかけて分布する亜種。
  - Vangueria infausta subsp. rotundata (Robyns) Verdc. - スーダンから熱帯アフリカ南部にかけて分布する亜種。

- Vangueria loranthifolium K.Schum.（シノニム: Pachystigma loranthifolium (K.Schum.) Verdc.）- ケニアからタンザニア北東部にかけて自生。
- Vangueria madagascariensis J.F.Gmel. ボアバンガ（英: voa-vanga of Madagascar） - 熱帯アフリカおよび南部アフリカ、コモロ、マダガスカルに分布。
- Vangueria pallidiflora (Bullock) Lantz（シノニム: Lagynias pallidiflora Bullock）- ケニア南東部からタンザニア（ペンパ島を含む）にかけて自生。
- Vangueria randii S.Moore - ソマリアから南部アフリカにかけて分布。
  - Vangueria randii subsp. acuminata Verdc. - ソマリア南部からタンザニアにかけて分布。

- Vangueria volkensii K.Schum. - エチオピアから熱帯アフリカ南部にかけて分布。
  - Vangueria volkensii var. volkensii - エチオピアからジンバブエにかけて分布する基本変種。

### subfamily Rubioideae (アカネ亜科)
アカネ亜科。27連7600種を含む。このうち Craterispermeae、Gaertnereae、Mitchelleae（アリドオシ連）、Morindeae（ヤエヤマアオキ連）、Palicoureeae、Prismatomerideae、Psychotrieae（ボチョウジ連）、Schizocoleeae、Schradereae の9連は単系統群 'Psychotrieae alliance' と総称され、しばしば全体で1連と括られる。

#### tribe Anthospermeae (コケサンゴ連)

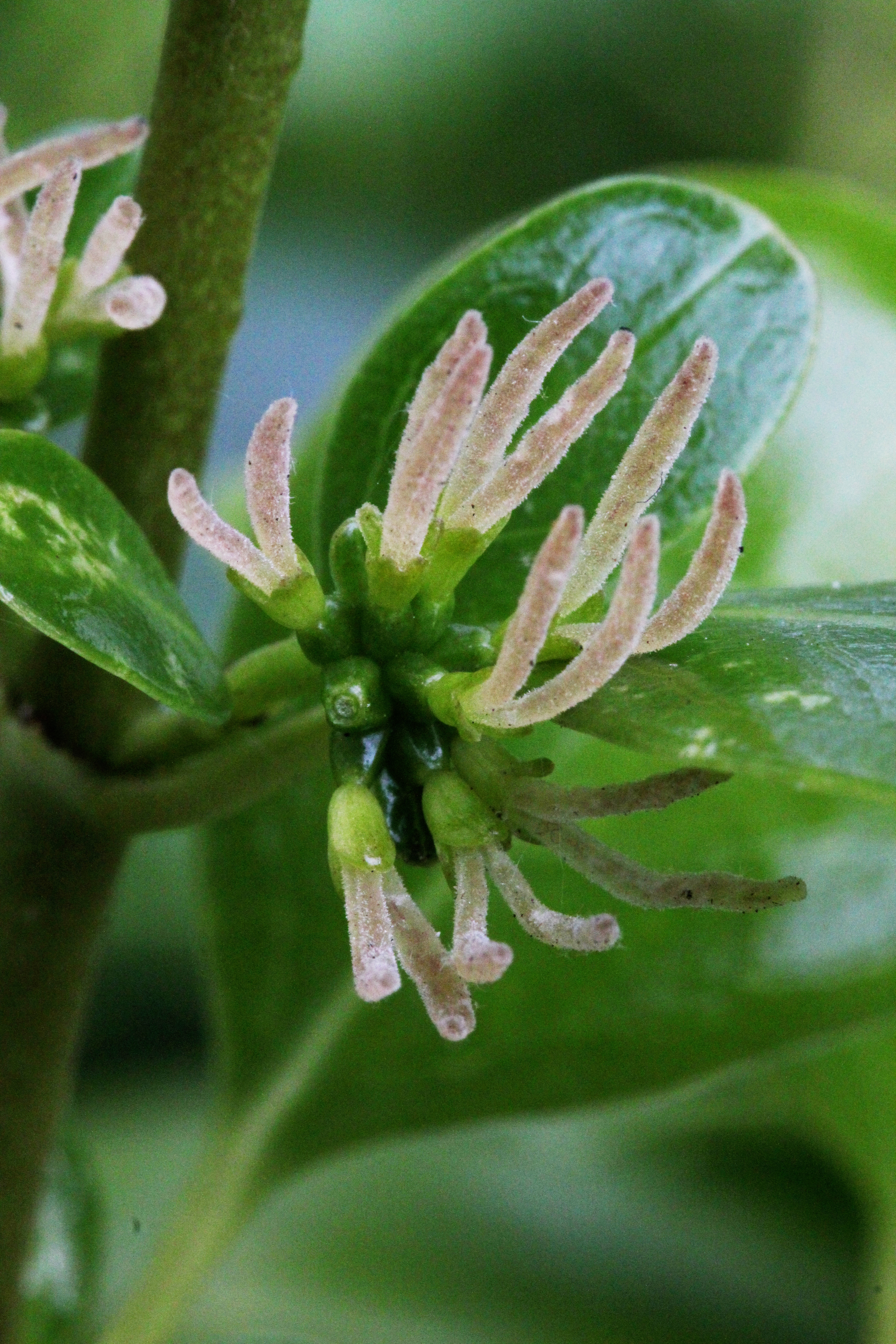
コプロスマ・レペンスの雌花（アカネ亜科コケサンゴ連）

コケサンゴ連（Anthospermeae）。山崎 (1981) ではツルアリドオシ属（Mitchella）がここに置かれており「ツルアリドオシ連」の和名が与えられていたが、Stevens (2001-) はツルアリドオシ属を Mitchelleae という連に置いている。 風媒花を咲かせ、雌雄異株の種もある。単系統群 'Spermacoceae alliance' の一つ。
- Anthospermum L.

熱帯アフリカ、南部アフリカ、マダガスカル、アラビア半島南西部に自生する39種からなる。
- Anthospermum aethiopicum L.(Wikispecies) - この属として初めて記載された南アフリカ共和国旧ケープ州産の種。
- Anthospermum palustre Puff ex Homolle(Wikispecies) - マダガスカル中央部固有種。
- Anthospermum usambarense K.Schum.(Wikispecies) - 南スーダンから熱帯アフリカ南部にかけて分布。
- Anthospermum welwitschii Hiern(Wikispecies) - ケニアから南部アフリカにかけて分布。
- Anthospermum zimbabwense Puff(Wikispecies) - ジンバブエからモザンビークにかけて自生。

- Carpacoce Sond.

旧ケープ州に7種が自生。
- Coprosma J.R.Forst. & G.Forst. コプロスマ属[43]（別名: ヘクソボチョウジ属[7]）

アカネ科としては珍しく雌雄異株かつ風媒花を持つ種が多く見られる。詳細は上記リンクを参照。
- Durringronia R.J.F.Hend. & Guymer

オーストラリアのクイーンズランド州南東部からニューサウスウェールズ州北東部にかけて自生する Durringtonia paludosa R.J.F.Hend. & Guymer 1種のみの属。
- Eleuthranthes F.Muell. ex Benth.

オーストラリア西部（Eyre、Roe）にのみ見られる Eleuthranthes liberiflora (F.Muell.) ined.（シノニム: Opercularia liberiflora F.Muell.）1種のみの属。
- Galopina Thunb.

風媒花。4種。
- Galopina aspera (Eckl. & Zeyh.) Walp. - 南アフリカ共和国リンポポ州東部から東ケープ州にかけて自生。
- Galopina circaeoides(Wikispecies) Thunb. - マラウイから南部アフリカにかけて自生。
- Galopina crocyllioides Bär. - エスワティニから南アフリカ共和国クワズール・ナタール州にかけて自生。
- Galopina tomentosa Hochst. - クワズール・ナタール州にのみ見られる。

- Leptostigma Arn.

オーストラリア南東部、ニュージーランド、アンデスに7種が分布。
- Nenax Gaertn.

南部アフリカに10種が自生。
- Nertera Banks ex Gaertn. コケサンゴ属[52][7]（別名: アリサンアワゴケ属[43]）

マダガスカル、熱帯アジア、亜熱帯アジアから太平洋、カリブ海、メキシコから南アメリカ南部、亜南極諸島にかけて10種が知られる。
- Nertera granadensis (Mutis ex L.f.) Druce コケサンゴ - マダガスカル、熱帯アジア、亜熱帯アジアから太平洋、カリブ海、メキシコから南アメリカ南部、亜南極諸島にかけて分布。
- Nertera nigricarpa Hayata アリサンアワゴケ - ベトナム、中国（福建省）、台湾に自生。

- Normandia Hook.f.

ニューカレドニアにのみ見られる Normandia caledonica Hook.f. 1種のみの属。
- Opercularia Gaertn.

オーストラリアに17種が自生。
- Phyllis L.

2種。
- Phyllis nobla L. - 大西洋のカナリア諸島、マデイラ諸島に自生。
- Phyllis viscosa Christ - カナリア諸島にのみ見られる。

- Pomax Sol. ex DC.

オーストラリアのみに見られる Pomax umbellata Sol. ex A.Rich. 1種のみの属。

#### tribe Argostemmateae (イリオモテソウ連)
イリオモテソウ連（Argostemmateae）。単系統群 'Spermacoceae alliance' の一つ。
- Argostemma Wall. イリオモテソウ属[56]

熱帯アフリカ西部および西中央部、熱帯および亜熱帯アジアに分布。
- Argostemma moultonii Ridl. アルゴステムマ・モウルトニイ - ボルネオにのみ見られる。
- Argostemma solaniflorum Elmer イリオモテソウ - 南西諸島、台湾（Lanshan山、Lan Yü）、フィリピンに自生。
- Argostemma unifolium Benn. ヒトツバグサ - マレー半島にのみ見られる。

- Leptomischus Drake

インドのアッサム地域から中国南部およびインドシナにかけて分布する8種からなる。
- Mouretia Pit.

4種。
- Mouretia inaequalis (H.S.Lo) Tange - 中国南東部からベトナム北部にかけて分布。
- Mouretia larsenii Tange - タイからラオスにかけて自生。
- Mouretia tonkinensis Pit. - ベトナム北部にのみ見られる。
- Mouretia vietnamensis Tange - ベトナム北部にのみ見られる。

- Mycetia Reinw.

中国南部から熱帯アジアおよび太平洋地域北西部にかけて分布する54種からなる。
- Neohymenopogon Bennet

3種。
- Neohymenopogon assamicus (Hook.f.) Bennet - インドのアッサム地域にのみ見られる。
- Neohymenopogon oligocarpus (H.L.Li) Bennet（中: 疎果石丁香）- 中国の雲南省西部にのみ見られる。
- Neohymenopogon parasiticus (Wall.) Bennet - ネパールから雲南省にかけて分布。

#### tribe Colletoecemateae
- Colletoecema E.M.A.Petit

3種。
- Colletoecema gabonensis Dessein & O.Lachenaud - ガボン産。
- Colletoecema magna SonkE & Dessein - カメルーン産。
- Colletoecema tortistilum (K.Schum.) Ntore & O.Lachenaud（シノニム: C. dewevrei (De Wild.) E.M.A.Petit）- 熱帯アフリカ西中央部からアンゴラ東部にかけて分布。

#### tribe Coussareeae
Coussareeae。
- Coccocypselum P.Browne

メキシコから熱帯アメリカにかけて分布。
- Cruckshanksia Hook. & Arn.

7種。
- Cruckshanksia hymenodon Hook. & Arn. - チリ北部・北中央部からアルゼンチン（サン・フアン州、メンドーサ州）にかけて見られる。
- Cruckshanksia lithiophila Ricardi - チリ中央部以北にのみ見られる。
- Cruckshanksia macrantha Phil. - チリ北部・中央部からアルゼンチン（サン・フアン州、ラ・リオハ州）にかけて見られる。
- Cruckshanksia montiana Clos - 少なくともチリ北部に分布。
- Cruckshanksia palmae Clos(Wikispecies) - チリ中央部にのみ見られる。
- Cruckshanksia pumila Clos - 少なくともチリ北部に見られる。
- Cruckshanksia verticillata Phil. - 少なくともチリ北部に見られる。

- Coussarea Aubl.(Wikispecies)

メキシコ南部から熱帯アメリカにかけて分布し、120を超す種が知られる。
- Declieuxia Kunth(Wikispecies)

熱帯アメリカに30種足らずが知られる。
- Faramea Aubl.(Wikispecies) ファラメア属

メキシコから熱帯アメリカにかけて分布。
- Faramea jasminoides (Kunth) DC.（シノニム: F. flavicans (Humb. & Bonpl. ex Roem. & Schult.) Standl.、F. killipii Standl. ファラメア・キリピイ）- パナマからベネズエラ西部およびペルーにかけて自生。

- Heterophyllaea Hook.f.

2種が知られる。
- Heterophyllaea lycioides (Rusby) Sandwith - ペルーからボリビアにかけて分布。
- Heterophyllaea pustulata Hook.f. - 少なくともボリビアからアルゼンチン北西部（トゥクマン州）にかけて分布。

- Hindsia Lindl.

ブラジル産。
- Oreopolus Schltdl.

チリ中央部・南部からアルゼンチン西中央部・南部にかけて分布する Oreopolus gracialis (Poepp.) Ricardi 1種のみが知られる属。

#### tribe Craterispermeae
単系統群 'Psychotrieae alliance' の一つ。
- Craterispermum Benth.

熱帯アフリカ、セーシェル、マダガスカルに30種が分布。
- Craterispermum schweinfurthii Hiern(Wikispecies) - 熱帯アフリカに分布。

#### tribe Cyanoneuroneae
Cyanoneuroneae。次の1属のみからなる連。
- Cyanoneuron Tange

5種。
- Cyanoneuron cyaneum (Hallier f.) Tange - ボルネオ、スラウェシに自生。
- Cyanoneuron depauperatum (Merr.) Tange - ボルネオにのみ見られる。
- Cyanoneuron grandiflorum Tange - ボルネオ（サラワク）にのみ見られる。
- Cyanoneuron pedunculatum Tange - ボルネオ（サラワク）にのみ見られる。
- Cyanoneuron pubescens (Valeton) Tange - ボルネオにのみ見られる。

#### tribe Danaideae
単系統群 'Spermacoceae alliance' の一つ。

#### tribe Dunnieae
Dunnieae。単系統群 'Spermacoceae alliance' の一つ。次の1属のみからなる連。
- Dunnia Tutcher

- 中国の広東省にのみ見られる低木 Dunnia sinensis Tutcher (中: 绣球茜草) 1種のみの属。

#### tribe Foonchewieae
Foonchewieae。次の1属のみからなる連。
- Foonchewia R.J.Wang

- 中国南東部（広東省東部、福建省南部）にのみ見られる Foonchewia coriacea (Dunn) Z.Q.Song（シノニム:  F. guangdongensis R.J.Wang & H.Z.Wen、Mycetia coriacea (Dunn) Merr.; 中: 革叶腺萼木）1種のみからなる属。

#### tribe Gaertnereae
単系統群 'Psychotrieae alliance' の一つ。

#### tribe Knoxieae (シソノミグサ連)

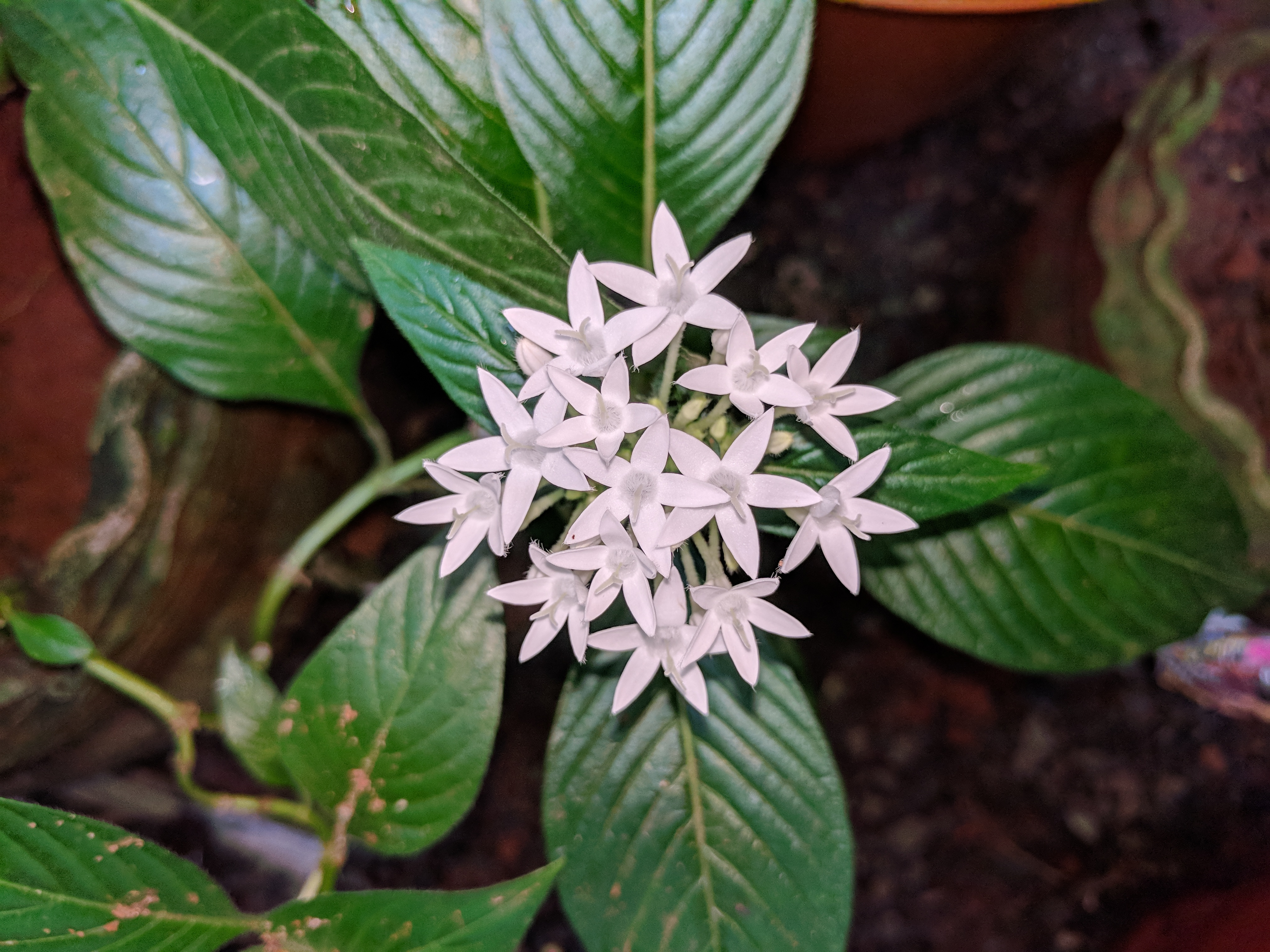
クササンタンカ（アカネ亜科シソノミグサ連）

シソノミグサ連（Knoxieae）。単系統群 'Spermacoceae alliance' の一つ。
- Dirichletia Klotzsch

5種。
- Dirichletia glaucescens Hiern（シノニム: Carphalea glaucescens (Hiern) Verdc.）- エチオピアからタンザニアにかけて分布。
- Dirichletia obovata Balf.f. - イエメン領ソコトラ島にのみ見られる。
- Dirichletia pubescens Klotzsch - 熱帯アフリカ南部からナミビアにかけて分布。
- Dirichletia somaliensis (Puff) Kårehed & B.Bremer - ソマリア北東部にのみ見られる。
- Dirichletia virgata (Balf.f.) Kårehed & B.Bremer - ソコトラ島にのみ見られる。

- Knoxia L. シソノミグサ属[56]

熱帯アフリカ西部および西中央部、西インド洋地域、熱帯アジアおよび亜熱帯アジアからオーストラリア北部にかけて13種が分布。
- Knoxia sumatrensis (Retz.) DC.（シノニム: K. corymbosa Willd.） シソノミグサ - 熱帯アジアおよび亜熱帯アジア（日本の南西諸島を含む）から豪州クイーンズランド州にかけて分布。
- Knoxia zeylanica L. - スリランカにのみ見られる。リンネの『植物の種』(1753年) で記載された種の一つ。

- Pentas Benth. ペンタス属[12][43]（別名: クササンタンカ属）

熱帯アフリカおよび南部アフリカ、コモロ、マダガスカル、アラビア半島に16種が分布。
- Pentas lanceolata (Forssk.) Deflers クササンタンカ（別名: クササンダンカ） - エチオピアからモザンビーク、コモロ、アラビア半島にかけて分布。

- Rhodopentas Kårehed & B.Bremer

2種。
- Rhodopentas bussei (K.Krause) Kårehed & B.Bremer（シノニム: Pentas bussei K.Krause、Pentas coccinea Stapf） アカバナペンタス - ソマリア南部からザンビアにかけて分布。
- Rhodopentas parvifolia (Hiern) Kårehed & B.Bremer - エチオピア南部から熱帯アフリカ東部にかけて分布。

#### tribe Lasiantheae (ルリミノキ連)
ルリミノキ連（Lasiantheae）。
- Lasianthus Jack ルリミノキ属[8]

詳細は上記リンク先を参照。

#### tribe Mitchelleae (アリドオシ連)
アリドオシ連（Mitchelleae）。刺を持つ低木から匍匐性草本で、胚珠は湾生。単系統群 'Psychotrieae alliance' の一つ。
- Damnacanthus C.F.Gaertn. アリドオシ属[8]

インドのアッサム州から温帯東アジアにかけて分布する12種が含まれる。
- Damnacanthus indicus C.F.Gaertn. アリドオシ - アッサムから温帯東アジアにかけて分布。

- Mitchella L. ツルアリドオシ属

2種。詳細は上記リンク先を参照。

#### tribe Morindeae (ヤエヤマアオキ連)

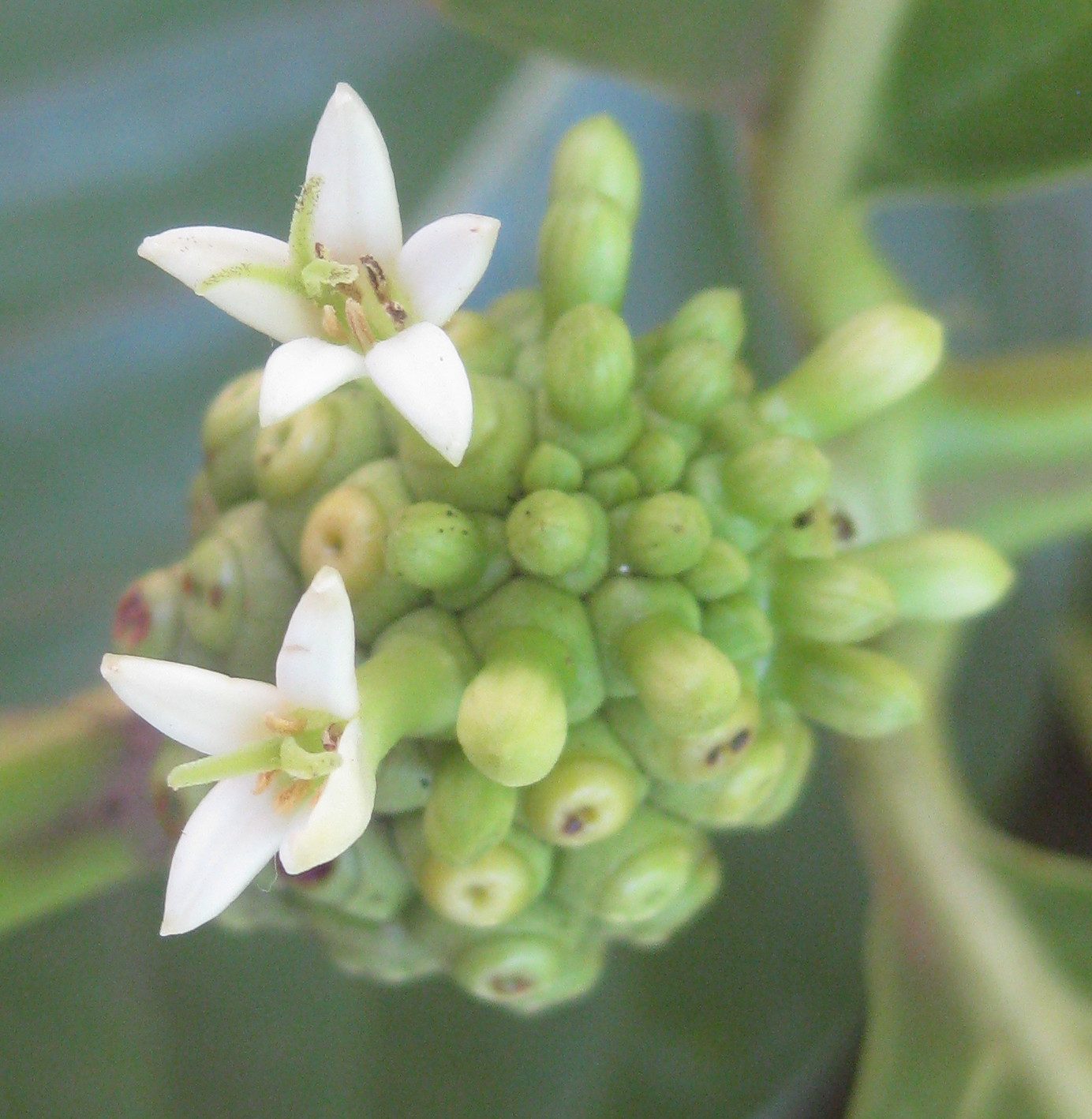
ヤエヤマアオキ（アカネ科ヤエヤマアオキ連）

ヤエヤマアオキ連（Morindeae）。単系統群 'Psychotrieae alliance' の一つ。
- Appunia Hook.f.

メキシコ南部から熱帯アメリカ南部にかけて分布し、10種以上が知られる。
- Coelospermum Blume

中国南部からインドシナおよび太平洋地域西部にかけて11種が知られる。
- Coelospermum salomoniense (Engl.) J.T.Johanss. オオツルハナガサ - モルッカ諸島からカロリン諸島（ポンペイ島）にかけて分布。

- Gynochthodes Blume ハナガサノキ属（クロバカズラ属）[7]

マダガスカル、熱帯アジアおよび亜熱帯アジアから太平洋地域にかけて98種が分布する。
- Gynochthodes boninensis (Ohwi) E.Oguri & T.Sugaw.（シノニム: Morinda umbellata subsp. boninensis (Ohwi) T.Yamaz.） ムニンハナガサノキ - 小笠原諸島にのみ見られる。
- Gynochthodes coriacea Blume（シノニム: G. sublanceolata Miq.） ギムノクトーデ - インドシナ南部からマレー群島区系西部にかけて分布。
- Gynochthodes epiphytica (Rech.) A.C.Sm. & S.P.Darwin（シノニム: G. ovalifolia (Valeton) Kaneh.） クロバカズラ - 太平洋地域西部に分布。
- Gynochthodes myrtifolia (A.Gray) Razafim. & B.Bremer（シノニム: Morinda glandulosa Merr.） マリアナハナガサカズラ - 太平洋地域西部および南部に分布。
- Gynochthodes officinalis (F.C.How) Razafim. & B.Bremer ハゲキテン（中: 巴戟天） - 中国海南省から南東部にかけて自生。
- Gynochthodes parvifolia (Bartl. ex DC.) Razafim. & B.Bremer（シノニム: Morinda parvifolia Bartl. ex DC.） アカダマカヅラ - 中国南東部からベトナム、台湾、フィリピンにかけて分布。
- Gynochthodes umbellata (L.) Razafim. & B.Bremer（シノニム: Morinda umbellata ） ハナガサノキ - 熱帯アジアおよび亜熱帯アジアから太平洋地域西部にかけて分布。

- Morinda ヤエヤマアオキ属[8]

熱帯および亜熱帯に44種が分布する。
- Morinda citrifolia L. ヤエヤマアオキ - 熱帯アジアおよび亜熱帯アジアからオーストラリア北部にかけて分布。
- Morinda coreia Buch.-Ham. (シノニム: M. tinctoria Roxb.) - スリランカ、インドからインドシナ、ジャワにかけて分布。
- Morinda elliptica (Hook.f.) Ridl. コヤエヤマアオキ - ビルマからマレー半島にかけて分布。
- Morinda latibractea Valeton パラオハナガサノキ - カロリン諸島のパラオにのみ見られる。
- Morinda pedunculata Valeton ナガエハナガサ - パラオにのみ見られる。

#### tribe Ophiorrhizeae (サツマイナモリ連)

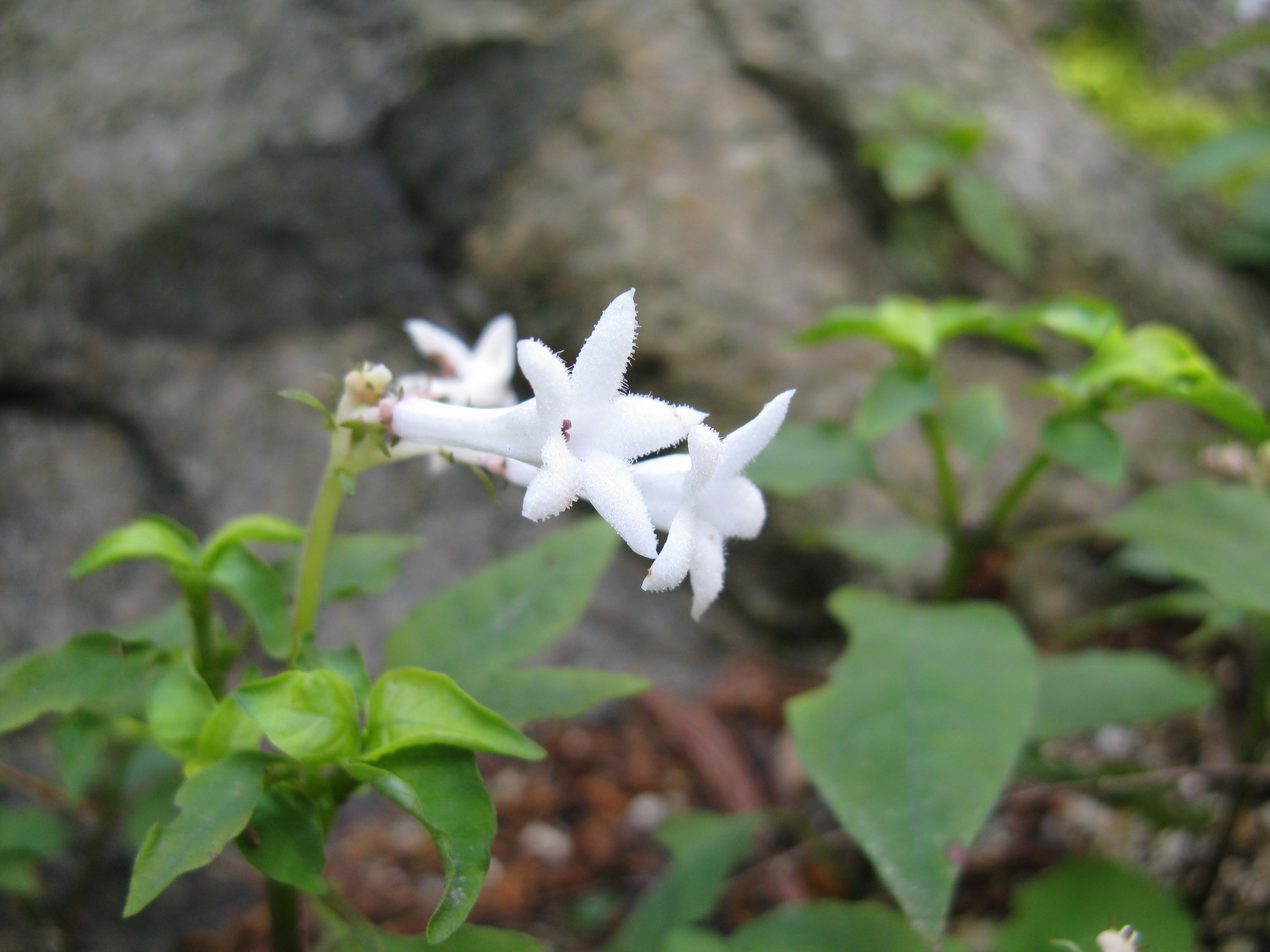
サツマイナモリ（アカネ亜科、Ophiorrhizeae）

サツマイナモリ連（Ophiorrhizeae）。
- Lerchea L.

中国南部からマレー群島区系西部にかけて分布する10種からなる。
- Ophiorrhiza L. サツマイナモリ属[56]

熱帯および亜熱帯アジアから太平洋にかけて分布する。
- Ophiorrhiza communis Ridl. ナンヨウイナモリ - マレー半島、ボルネオに自生。
- Ophiorrhiza japonica Blume サツマイナモリ - 中華人民共和国南部からベトナム、日本から台湾にかけて自生。
- Ophiorrhiza mungos L. コプラグサ - インドからマレー群島区系西部にかけて分布する。サツマイナモリ属の種としては最初に記載されたものである。
- Ophiorrhiza pumila Champ. ex Benth. チャボイナモリ - 中華人民共和国南部、日本の南西諸島、台湾などに分布。

- Xanthophytum Reinw. ex Blume

熱帯アジアおよび亜熱帯アジアから太平洋地域南西部にかけて分布する32種からなる。

#### tribe Paederieae (ヤイトバナ連)

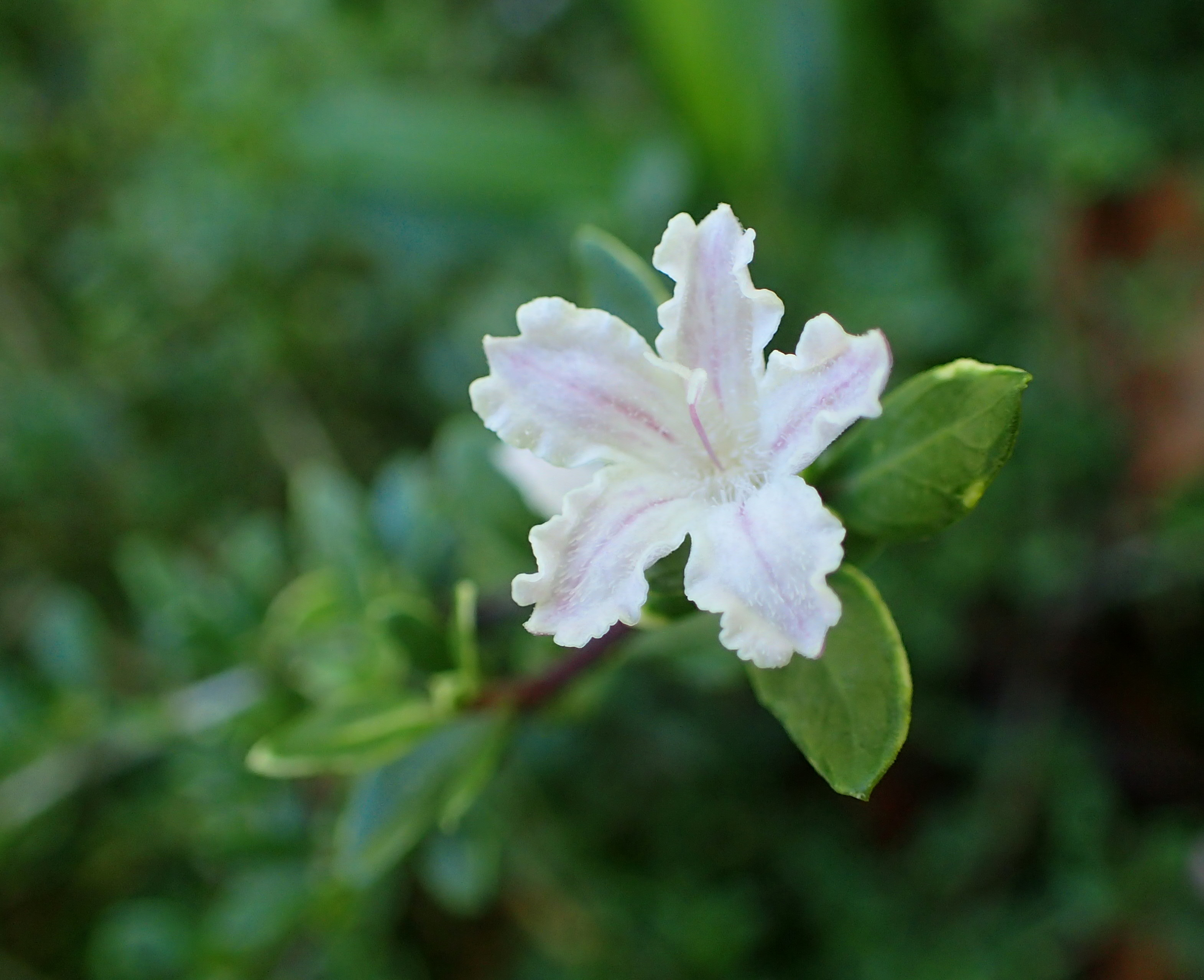
ハクチョウゲ（アカネ亜科ヤイトバナ連）

ヤイトバナ連（別名: ヘクソカズラ連; Paederieae）。単系統群 'Spermacoceae alliance' の一つ。
- Kelloggia Torr. ex Benth.

2種。
- Kelloggia chinensis Franch. - ブータンから中国（雲南省、四川省）にかけて分布。
- Kelloggia galioides Torr. - 米国西部から同国ニューメキシコ州にかけて分布。

- Leptodermis Wall. シチョウゲ属[8]

アフガニスタンから南日本およびインドシナにかけて47種が分布。
- Leptodermis pulchella Yatabe シチョウゲ

- Paederia L. ヘクソカズラ属（別名: ヤイトバナ属[8]）

熱帯および亜熱帯に33種が分布。
- Paederia foetida L.（シノニム: P. scandens  など） ヘクソカズラ - ネパール東部から日本およびマレー群島区系にかけて分布。
- Paederia lanata Puff パエデリア・ラナタ - マダガスカル北部にのみ見られる。
- Paederia pospischilii K.Schum. - エチオピア南部からケニアにかけて分布。

- Pseudopyxis Miq. イナモリソウ属

3種。
- Pseudopyxis depressa Miq. イナモリソウ - 日本の南中央部および南部にのみ見られる。
- Pseudopyxis heterophylla (Miq.) Maxim. シロバナイナモリソウ（別名: シロイナモリサウ）- 日本（関東西部から近畿にかけて）にのみ見られる。
- Pseudopyxis monilirhizoma Tao Chen（中: 胀节假盖果草）- 中国浙江省にのみ見られる。

- Saprosma Blume

中国南部から熱帯アジアにかけて44種が分布。
- Serissa Comm. ex A.Juss. ハクチョウゲ属[8]

Serissa japonica (Thunb.) Thunb. ハクチョウゲ 1種のみの属。
- Spermadictyon Roxb.

インド亜大陸原産の Spermadictyon suaveolens Roxb. 1種のみの属。

#### tribe Palicoureeae

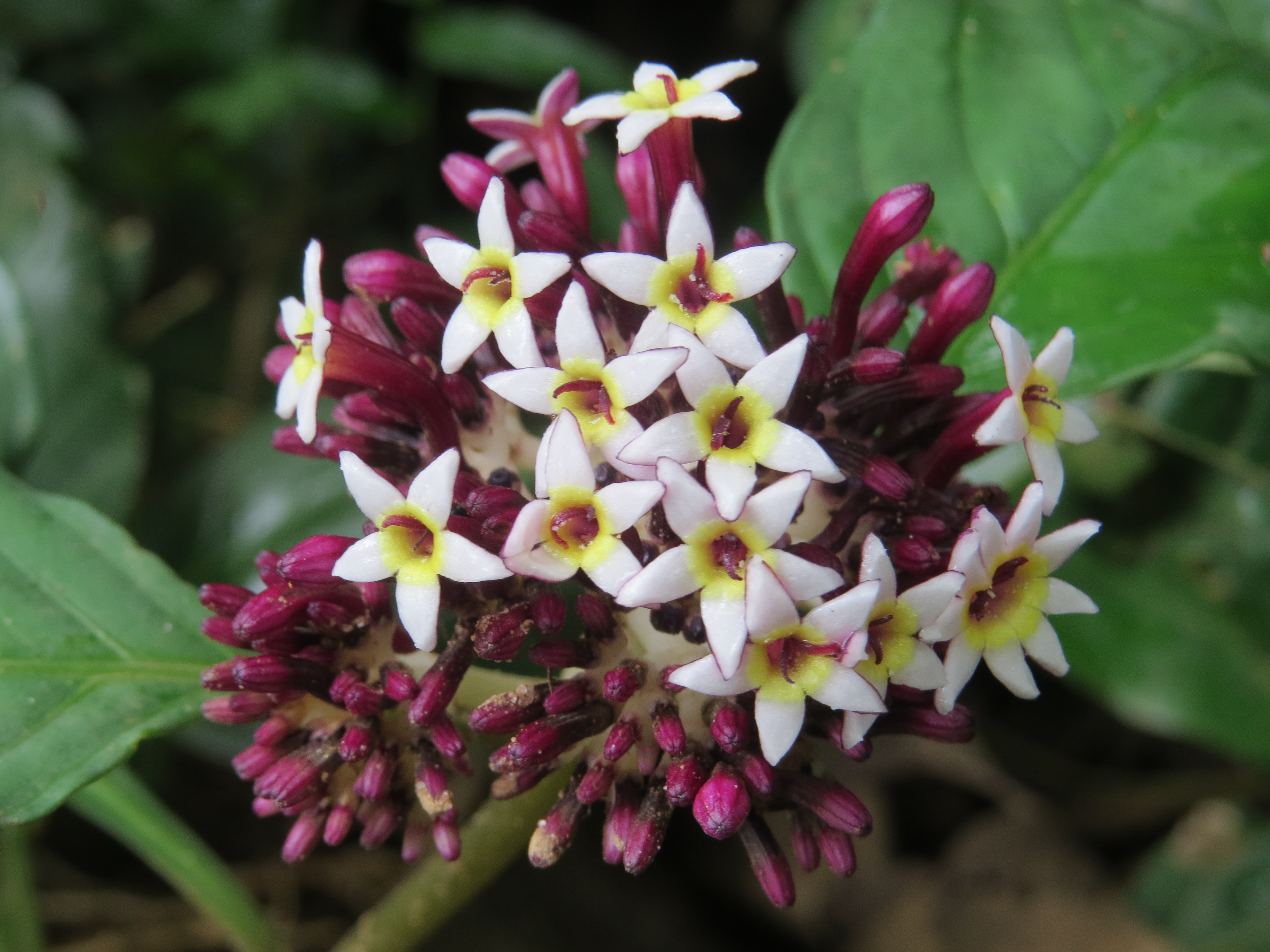
ホソバアカクダタマ（アカネ亜科、Palicoureeae）

Palicoureeae。単系統群 'Psychotrieae alliance' の一つ。
- Carapichea Aubl.

熱帯アメリカ中央部および南部原産の24種が知られる。
- Carapichea ipecacuanha (Brot.) L.Andersson（シノニム: Cephaelis ipecacuanha  など） トコン - ニカラグア南東部からブラジルにかけてが原産。

- Chassalia Comm. ex Poir.

熱帯アフリカから熱帯アジアおよび亜熱帯アジアにかけて108種が分布。
- Chassalia boryana DC. カッサリア・ボリアナ - モーリシャス固有種。
- Chassalia cristata (Hiern) Bremek. - 熱帯アフリカに分布。
- Chassalia curviflora (Wall.) Thwaites ホソバアカクダタマ（シノニム: C. chartacea Craib アカクダタマ）- インド亜大陸から中国南部およびマレー群島区系西部および中央部にかけて分布。
- Chassalia discolor K.Schum. - ケニアからタンザニアにかけて自生。
  - Chassalia discolor subsp. taitensis Verdc. - ケニアにのみ見られる亜種。

- Chassalia kenyensis Verdc. - ケニアからタンザニアにかけて自生。
- Chassalia parvifolia K.Schum. - ケニアからモザンビーク西部にかけて分布。
- Chassalia subochreata (De Wild.) Robyns - コンゴ民主共和国東部から熱帯アフリカ東部にかけて分布。
- Chassalia umbraticola Vatke - ケニアからモザンビークにかけて分布。

- Geophila D.Don, nom. cons.

熱帯および亜熱帯に29種が知られる。
- Geophila herbacea (Jacq.) K.Schum. アオイゴケモドキ（別名: アフヒモドキ）- 熱帯および亜熱帯旧世界から太平洋にかけて分布。
- Geophila humifusa King & Gamble ヒメアオイゴケモドキ - マレーシアのペラ州にのみ見られる。
- Geophila melanocarpa Ridl. スミレバアオイゴケモドキ - マレー半島にのみ見られる。
- Geophila pilosa H.Pearson ケアオイゴケモドキ - マレー半島およびボルネオに見られる。
- Geophila repens (L.) I.M.Johnst. - メキシコ南部から熱帯アメリカにかけて分布。コーナー & 渡辺 (1969:687) の時点では G. herbacea（アオイゴケモドキ）のシノニム扱いで、1988年から2015年にかけては逆に G. herbacea が G. repens のシノニム扱いとされていた。しかし2019年には G. herbacea を再び独立種として扱う動きが見られた。

- Notopleura (Hook.f.) Bremek.

メキシコから熱帯アメリカにかけて分布し、100種前後が知られる。
- Palicourea Aubl.

メキシコから熱帯アメリカにかけて692種が分布。
- Palicourea elata (Sw.) Borhidi（シノニム: Psychotria elata (Sw.) Hammel）- メキシコ中央部からエクアドル、ジャマイカにかけて分布。
- Palicourea tomentosa (Aubl.) Borhidi（シノニム: Psychotria poeppigiana Müll.Arg. サイコトリア・ペピギアナ）- メキシコ南部から熱帯アメリカにかけて分布。

#### tribe Prismatomerideae
Prismatomerideae。単系統群 'Psychotrieae alliance' の一つ。
- Prismatomeris Thwaites

中国南部から熱帯アジアにかけて分布。
- Prismatomeris khoonmengiana Y.W.Low マライコーヒー - マレー半島西部および南部のみに自生。従来 Coffea malayana Ridl. として知られていたが、Low (2015:135) でこの学名が提唱され、Govaerts (2021) もこれを認めている。
- Prismatomeris tetrandra (Roxb.) K.Schum. - インド亜大陸から中国南部およびフィリピンにかけて分布。
  - P. tetrandra subsp. malayana (Ridl.) J.T.Johanss.（シノニム: P. malayana Ridl.）プリスマトメリス - インド南西部、スリランカ、インドシナ南部からマレー半島、ボルネオ（Kep. Anambas）にかけて分布。

#### tribe Psychotrieae (ボチョウジ連)

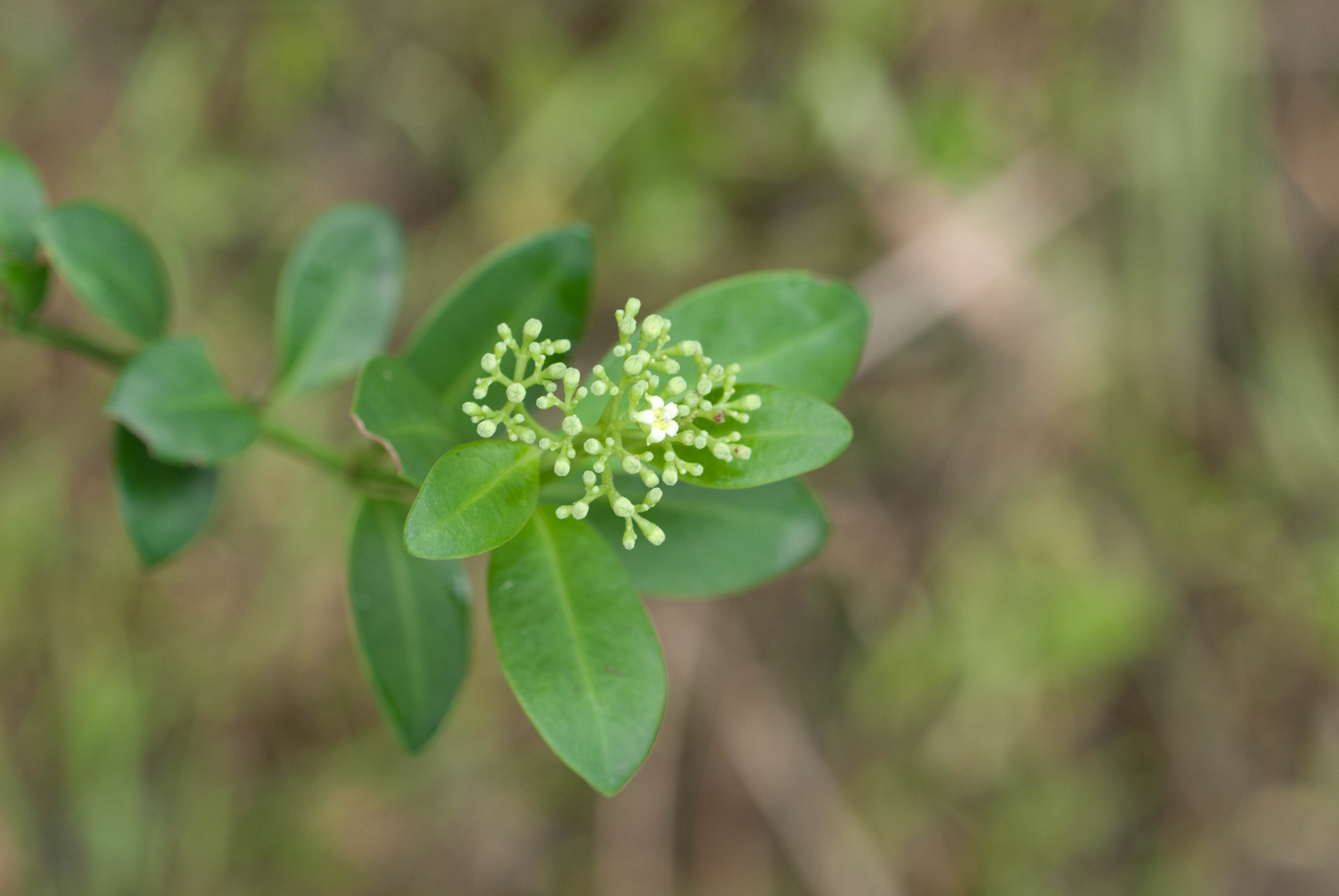
シラタマカズラ（アカネ亜科ボチョウジ連）

ボチョウジ連（Psychotrieae）。葉にバクテリアを含むこぶが見られる場合がある。単系統群 'Psychotrieae alliance' の一つ。
- (Eumachia DC.)[注 17]

熱帯および亜熱帯に分布。
- Eumachia abrupta (Hiern) J.H.Kirkbr.（シノニム: Chazaliella abrupta (Hiern) E.M.A.Petit & Verdc.）- エチオピアから熱帯アフリカ南部にかけて自生。

- (Hydnophytum Jack アリノスダマ属[1][7]/ヒドノフィツム属[68])[注 17]

インドシナから太平洋地域西部にかけて分布。
- Hydnophytum formicarum Jack アリノスダマ - インドシナからニューギニア（ワイゲオ島）にかけて分布。
- Hydnophytum moseleyanum Becc.（シノニム: Hydnophytum papuanum Becc. ヒドノフィツム・パプアナム）通称: 蟻の巣玉 - フィリピンからパプアシア（Papuasia）にかけて分布。

- (Myrmecodia Jack アリノトリデ属[1])[注 17]

ベトナムからオーストラリア北部にかけて分布。
- Myrmecodia aureospina Huxley & Jebb ミルメコディア・アウレオスピナ - ニューギニアにのみ見られる。
- Myrmecodia beccarii Hook.f. ミルメコディア・ベッカリー（通称: 蟻の砦） - オーストラリアのクイーンズランド州（Cook）にのみ見られる。
- Myrmecodia tuberosa Jack アリノトリデ - インドシナ南部からソロモン諸島にかけて分布。

- Psychotria L. ボチョウジ属[8]

熱帯および亜熱帯に分布。詳細は上記リンクを参照。

#### tribe Putorieae

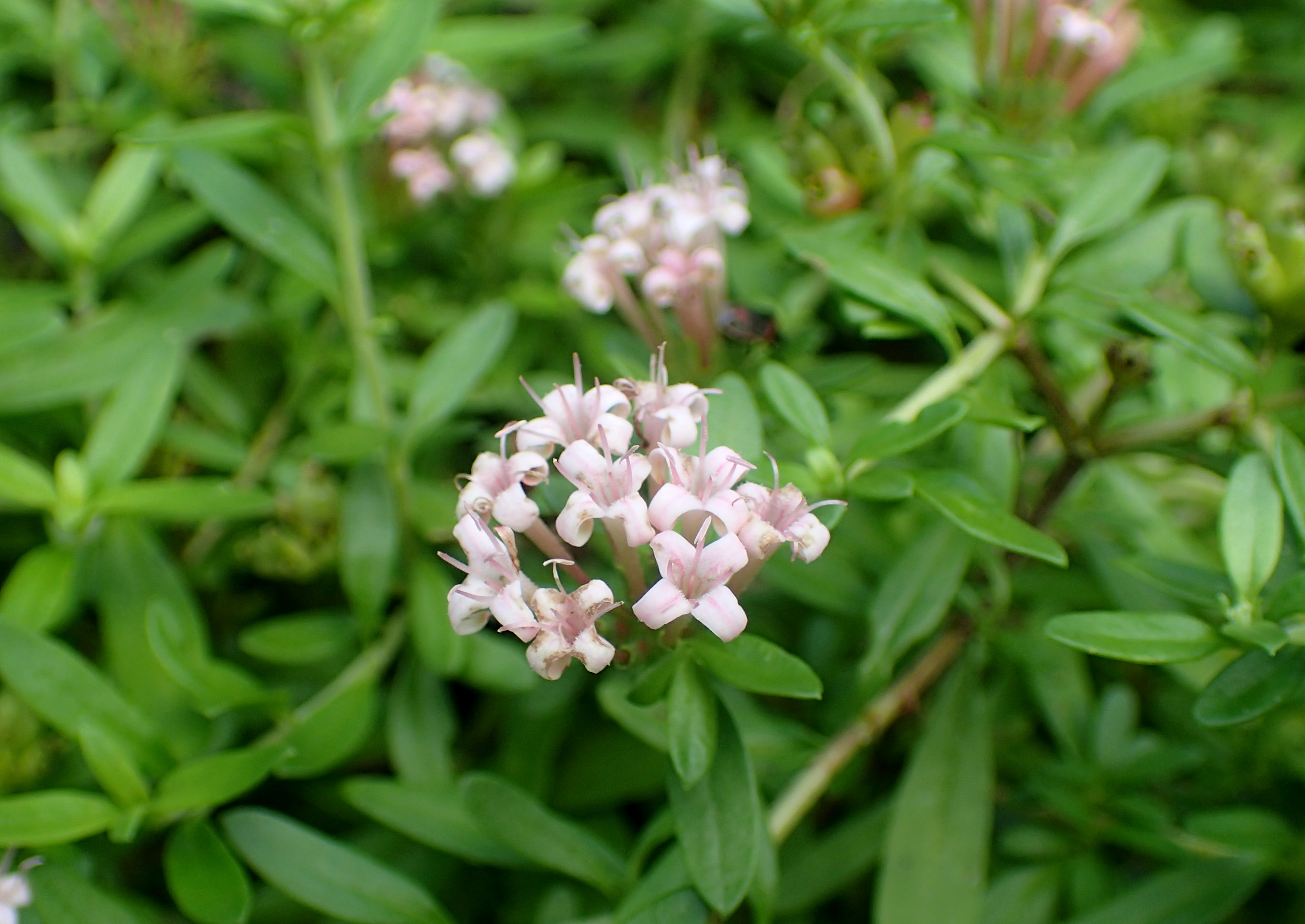
プトリア・カラブリカ（アカネ亜科、Putorieae）

Putorieae。単系統群 'Spermacoceae alliance' の一つ。
- Plocama Aiton（シノニム: Putoria Pers.）

カナリー諸島からインド北西部にかけて37種が分布。
- Plocama calabrica (L.f.) M.Backlund & Thulin（シノニム: Putoria calabrica (L.f.) DC. プトリア・カラブリカ）- 地中海地域からイラクにかけて分布。

#### tribe Rubieae (アカネ連)

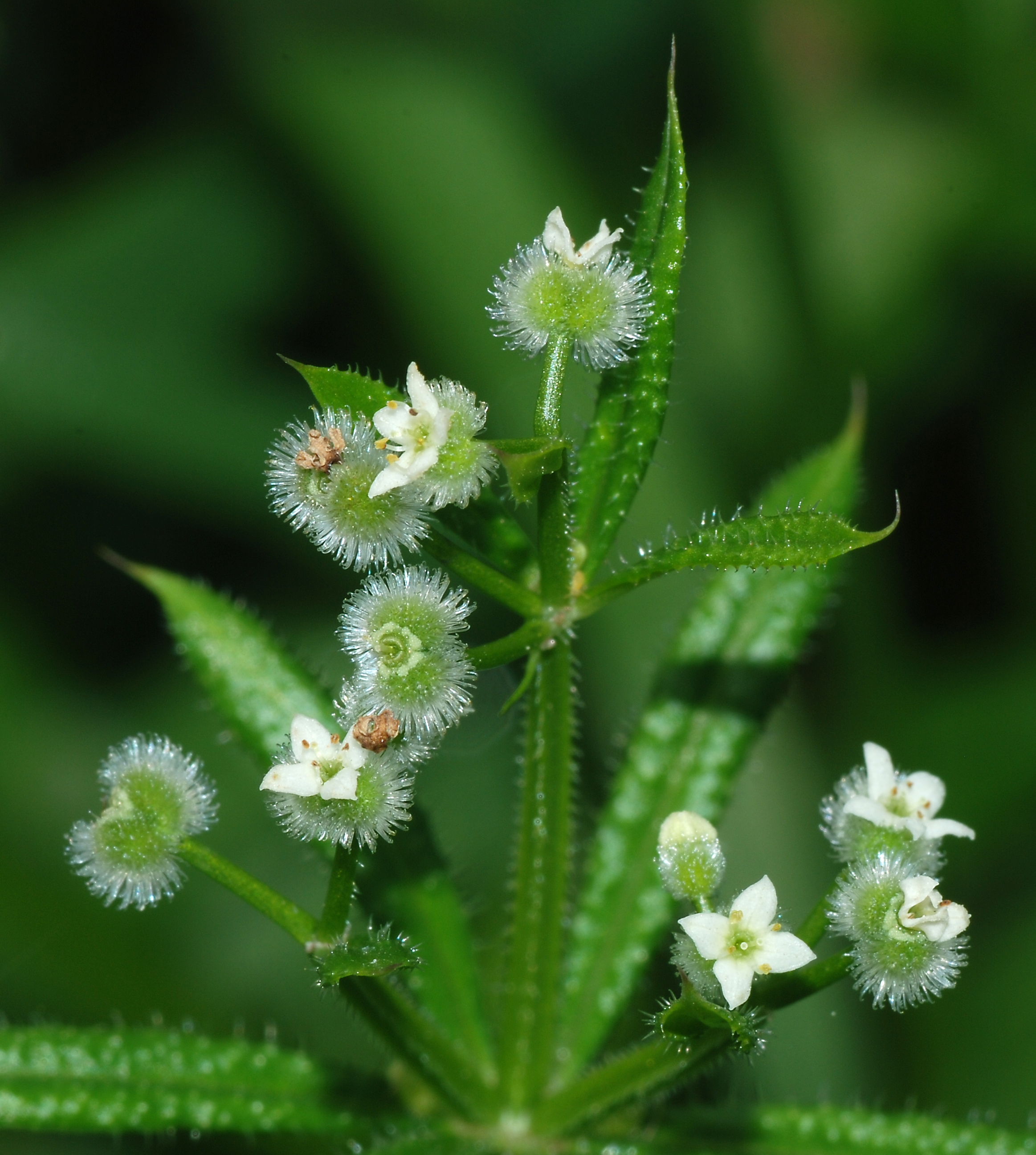
シラホシムグラ（アカネ亜科アカネ連）

アカネ連（Rubieae）。15属200種程度を含む。単系統群 'Spermacoceae alliance' の一つ。
- Asperula
- Callipeltis
- Crucianella (31 sp)
- Cruciata  (8 sp)

- Cruciata laevipes  クルキアタ・ラエウィペス

- Didymaea Hook.f. (8 sp)
- Galiasperula Ronniger (1 sp)
- Galium L. (631 sp)
- Mericarpaea Boiss. (1 sp)
- Microphysa Schrenk.

中央アジアから新疆にかけて分布する Microphysa elongata (Schrenk.) Pobed. 1種のみの属である。
- Phuopsis  フオプシス属[29]

Phuopsis stylosa (Trin.)  フオプシス・スティロサ 1種のみの属である。
- Pseudogalium  L.E Yang, Z.L.Nie & H.Sun (1 sp)
- Rubia L. アカネ属

83種程度が知られる。
- -     -       - R. alata（シノニム: R. lanceolata） ナガバアカネ[15]
      - R. argyi アカネ[56]
      - R. chinensis オオキヌタソウ
      - R. cordifolia インドアカネ[11]
      - R. hexaphylla オオアカネ[56]
      - R. jesoensis アカネムグラ[56]
      - R. tinctorum セイヨウアカネ[62]
- Sherardia L. ハナヤエムグラ属[56]

Sherardia arvensis  ハナヤエムグラ1種のみの属。
- Valantia L. (7 sp)

#### tribe Schizocoleeae
単系統群 'Psychotrieae alliance' の一つ。

#### tribe Schradereae
Schradereae。頭状花序のものも存在し、胚珠は湾生。単系統群 'Psychotrieae alliance' の一つ。
- Lecananthus Jack

3種。
- Lecananthus erubescens Jack - マレー群島区系西部に自生。
- Lecananthus peduncularis Puff - ボルネオ（マレーシア領サラワク州）にのみ見られる。
- Lecananthus pentander (Merr.) Puff - ボルネオ（インドネシア領カリマンタン）にのみ見られる。

- Leucocodon Gardner

スリランカ中央部および西南部にのみ見られる着生植物 Leucocodon reticulatum Gardner 1種のみの属。
- Schradera Vahl, nom. cons.

熱帯アメリカ、タイの半島部からニューギニアにかけて58種が分布。

#### tribe Spermacoceae (ハリフタバ連)

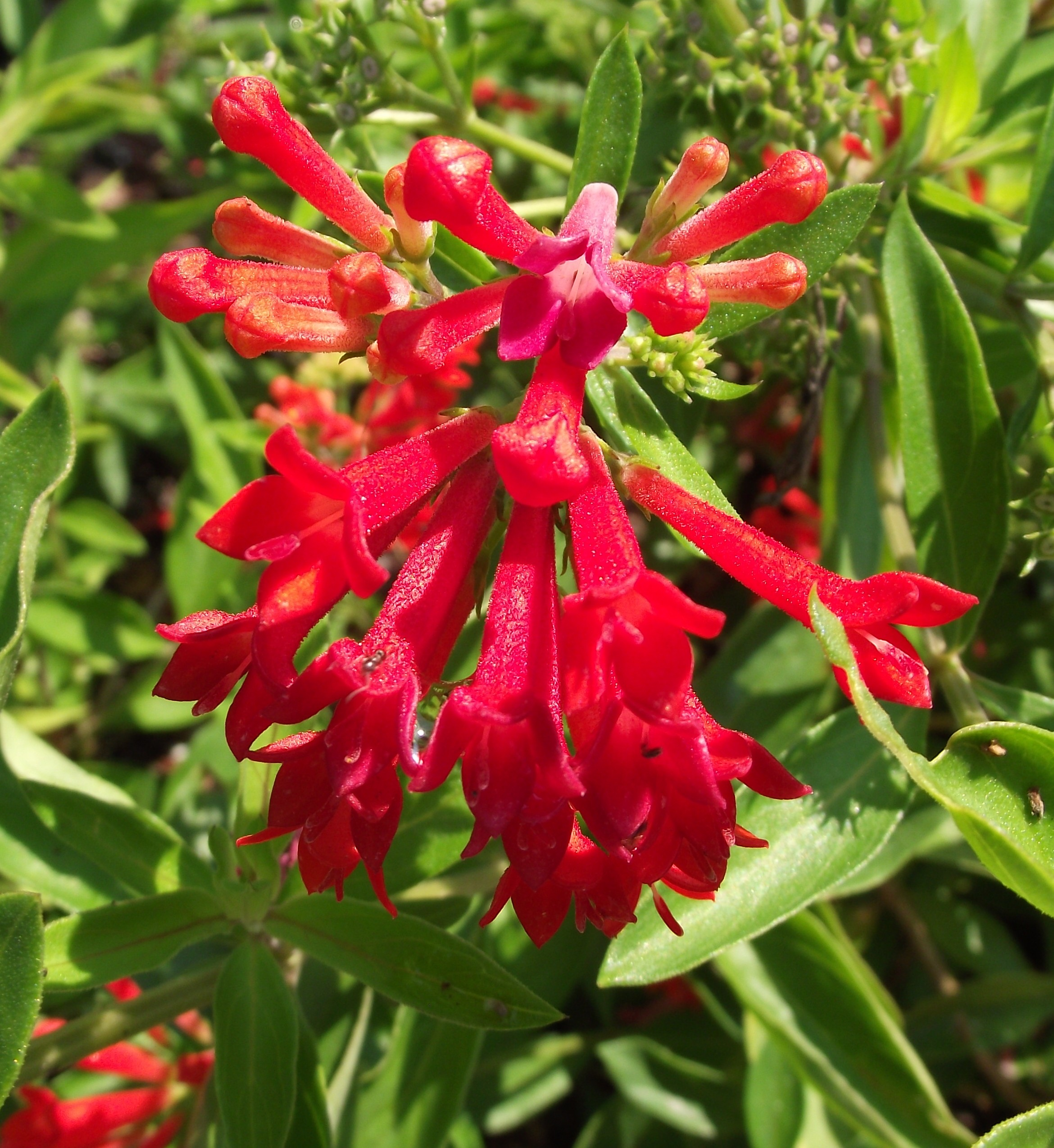
ミツバカンチョウジ（アカネ亜科ハリフタバ連）

Spermacoceae ハリフタバ連。
- Bouvardia Salisb. カンチョウジ属[43]

アメリカ合衆国南部から中央アメリカにかけて分布。
- Bouvardia leiantha Benth. カンチョウジ - メキシコ南部から中央アメリカにかけて自生。
- Bouvardia longiflora (Cav.) Kunth ナガバナカンチョウジ - メキシコに自生。
- Bouvardia ternifolia (Cav.) Schltdl. ミツバカンチョウジ - 米国アリゾナ州南東部からテキサス州南西部およびホンジュラスにかけて自生。

- Dentella J.R.Forst. & G.Forst.

熱帯および亜熱帯アジアから太平洋西部にかけて8種が分布。
- Dentella repens (L.) J.R.Forst. & G.Forst. シマミゾハコベ

- （Dimetia (Wight & Arn.) Meisn.）[注 18]

インド亜大陸から中華人民共和国南部およびマレー群島区系西部および中央部に8種が分布する。
- Dimetia capitellata (Wall. ex G.Don) Neupane & N.Wikstr.（シノニム: Hedyotis capitellata Wall. ex G.Don） スクタンニオイグサ - インドのアッサム州からフィリピンにかけて自生。

- Diodia L. - 山崎 (1981) や近田 (2003) ではオオフタバムグラが Diodia teres Walter としてここに置かれており「オオフタバムグラ属」の和名が与えられていた。しかし Govaerts (2021) は Hexasepalum teres (Walter) J.H.Kirkbr. を正名としている。

アメリカ合衆国中央部および東部から熱帯アメリカ、熱帯アフリカにかけて18種が分布。
- Diodia virginiana L. メリケンムグラ - アメリカ合衆国中央部および東部からメキシコ中央部、キューバにかけて自生。

- Exallage Bremek. ヤエヤマハシカグサ属[72]

熱帯および亜熱帯アジアから太平洋西部にかけて22種が分布。
- Exallage auricularia (L.) Bremek.（シノニム: Hedyotis auricularia L.） ヤエヤマハシカグサ - 熱帯および亜熱帯アジアからカロリン諸島にかけて分布。
- Exallage chrysotricha (Palib.) Neupane & N.Wikstr.（シノニム: Hedyotis chrysotricha (Palib.) Merr.） コバンムグラ - 中華人民共和国南部から海南省、韓国全羅南道の霊岩郡、日本（九州西部）にかけて自生。
- Exallage cristata (Willd.) Nandikar & K.C.Kishor（シノニム: E. costata (Roxb.) Bremek.、Hedyotis costata (Roxb.) Kurz, nom. illeg.） アラゲニオイグサ - ヒマラヤからマレー群島区系西部および中央部にかけて分布。
- Exallage insularis (Spreng.) Neupane & N.Wikstr.（シノニム: Hedyotis glabra R.Br. ex Wall., nom. superfl.） ホソバニオイグサ - インドのアッサム州からマレー半島にかけて自生。

- Hedyotis L. フタバムグラ属[8]/ニオイグサ属[7][注 19] - この属は Groeninckx et al. (2009) などで多系統であることが指摘されており、2016年10月までに Debia、Dentella、Dimetia、Edrastima、ヤエヤマハシカグサ属（Exallage）、狭義のフタバムグラ属（Hedyotis）、Involucrella、Kadua、Kohautia、シマザクラ属（Leptopetalum）、ハシカグサ属（Neanotis）、Oldenlandia、Scleromitrion の13属に細分された[73]。

熱帯および亜熱帯アジアから太平洋北西部にかけて分布。
- Hedyotis philippensis (Willd. ex Spreng.) Merr. ex C.B.Rob. セイタカニオイグサ - 中華人民共和国（海南省）、フィリピンに自生。
- Hedyotis prostrata Blume（シノニム: H. congesta R.Br. [in Wall. Cat. no. 844] ex G.Don） ムラサキニオイグサ - インドシナからマレー群島区系西部および中央部にかけて分布。
- Hedyotis uncinella Hook. & Arn. ニオイグサ - シッキムから中華人民共和国南部およびインドシナ、台湾にかけて自生。

- Hexasepalum Bartl. ex DC. オオフタバムグラ属[7]

アメリカ合衆国から熱帯アメリカ、熱帯アフリカにかけて15種が分布。 
- Hexasepalum teres (Walter) J.H.Kirkbr.（シノニム: Diodia teres Walter） オオフタバムグラ

- Houstonia L. ヒナソウ属[75]

北アメリカに24種が自生。
- Houstonia caerulea L. ヒナソウ（別名: トキワナズナ） - カナダ東部からアメリカ合衆国東部にかけて自生。

- Kadua Cham. & Schltdl.

これまでに太平洋地域で30種が記載・受容されている。
- Kadua degeneri(Wikispecies) (Fosberg) W.L.Wagner & Lorence - ハワイ諸島オアフ島のワイアナエ山脈（Waiʻanae Range）にのみ見られる。
- Kadua foliosa(Wikispecies) Hillebr. - ハワイ諸島マウイ島の東部で採取されたが既に絶滅してしまっている。
- Kadua romanzoffiensis(Wikispecies) Cham. & Schltdl. - 太平洋南部に自生。

- Leptopetalum Hook. & Arn. シマザクラ属[73]

- Leptopetalum biflorum (L.) Neupane & N.Wikstr. シマソナレムグラ
- Leptopetalum coreanum(Wikispecies) (H.Lév.) Naiki & Ohi-Toma（シノニム: H. strigulosa var. coreana (H.Lév.) T.Yamaz.）
  - Leptopetalum coreanum var. coreanum（シノニム: Hedyotis biflora var. parvifolia Hook. & Arn.） ソナレムグラ

- Leptopetalum grayi (Hook.f.) Hatus.（シノニム: Hedyotis grayi、H. leptopetala） シマザクラ
- Leptopetalum mexicanum Hook. & Arn.（シノニム: Hedyotis mexicana (Hook. & Arn.) Hatus., nom. illeg.、H. hookeri (K.Schum.) Fosberg） マルバシマザクラ
- Leptopetalum pachyphyllum (Tuyama) Naiki & Ohi-Toma アツバシマザクラ - 従来 Hedyotis pachyphylla Tuyama とされてきたがNaiki et al. (2016) でこの学名に組み替えられ、Govaerts et al. (2021) もこれを受容している。
- Leptopetalum racemosum (Lam.) Shih H.Chen & M.J.Wu（シノニム: Hedyotis racemosa Lam.）

- Manettia Mutis ex L. カエンソウ属[43][7]

メキシコから熱帯アメリカにかけて分布。
- Manettia cordifolia Mart.（シノニム: M. ignita (Vell.) K.Schum.）カエンソウ - 熱帯アメリカ南部に分布。
- Manettia paraguariensis Chodat（シノニム: M. inflata Sprague）アラゲカエンソウ - ブラジル南東部および南部からアルゼンチン（ミシオネス州）にかけて自生。

- Mitracarpus Zucc. ハリフタバモドキ属[77]

メキシコから熱帯アメリカにかけて分布。
- Mitracarpus hirtus (L.) DC. ハリフタバモドキ - メキシコから熱帯アメリカにかけて分布。

- Neanotis W.H.Lewis ハシカグサ属[78]

熱帯および亜熱帯アジアに34種が分布。
- Neanotis hirsuta (L.f.) W.H.Lewis（シノニム: Hedyotis lindleyana var. hirsuta） ハシカグサ - 熱帯および亜熱帯アジア（日本を含む）に分布。

- Pentanopsis

- Pentanopsis fragrans Rendle - エチオピア南東部からケニア北部にかけて分布。

#### tribe Theligoneae (ヤマトグサ連)

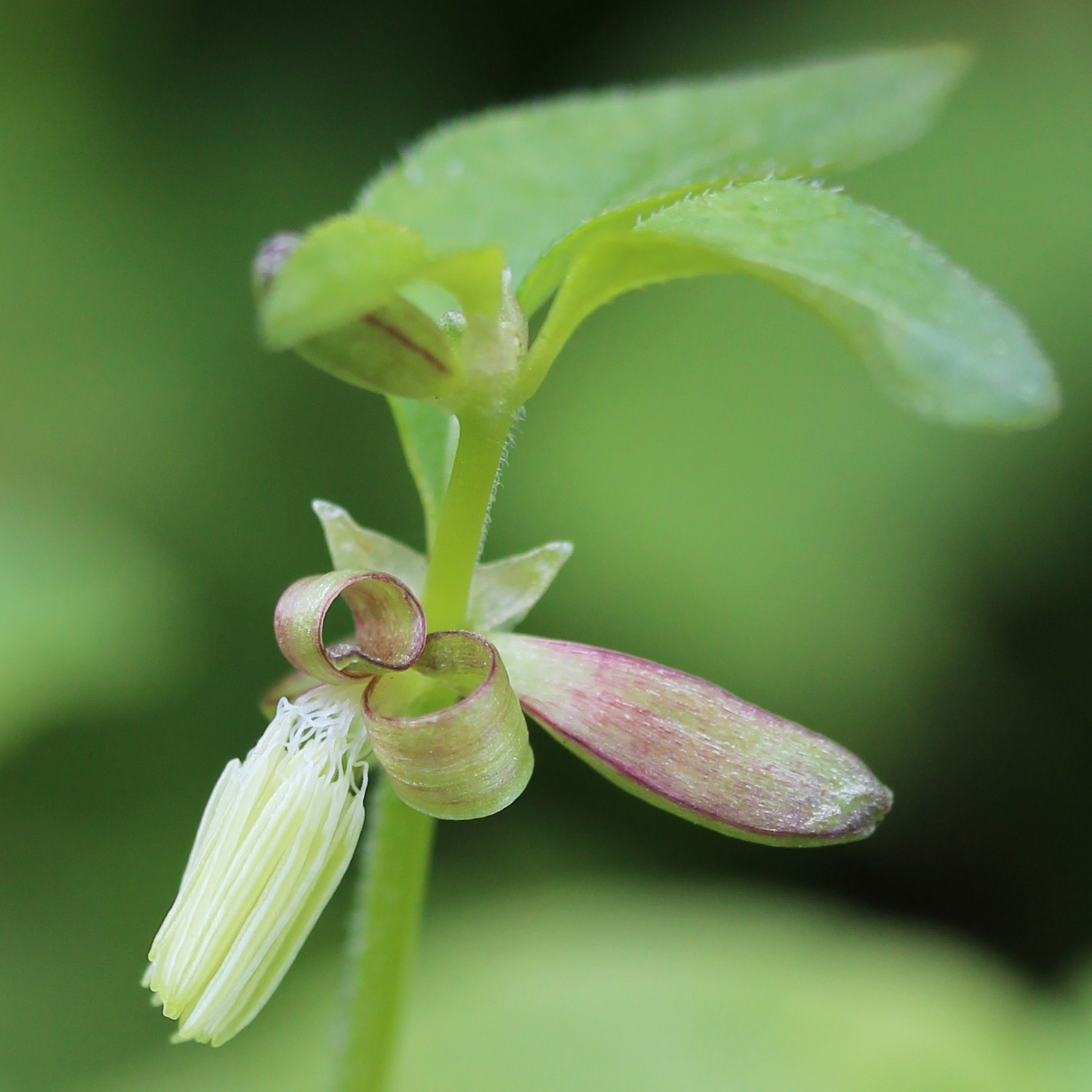
ヤマトグサ（アカネ亜科、Theligoneae）

ヤマトグサ連（Theligoneae）は草本のみで雌雄同株、風媒花を咲かせ、胚珠は湾生。単系統群 'Spermacoceae alliance' の一つ。次の1属のみからなる。
- Theligonum L. ヤマトグサ属

マカロネシアから地中海地方、中国から温帯東アジアにかけて4種が分布。詳細は上記リンク先を参照。

#### tribe Urophylleae
Urophylleae。
- Pauridiantha Hook.f.

熱帯アフリカ、マダガスカルに51種が分布。
- Pauridiantha paucinervis (Hiern) Bremek.（シノニム: P. paucinervis subsp. holstii (K.Schum.) Verdc.）- ナイジェリアからケニアおよび熱帯アフリカ南部、マダガスカルにかけて分布。

- Praravinia Korth. プララウィニア属

マレー群島区系のボルネオ、フィリピン、スラウェシに50種が自生する。
- Praravinia suberosa (Merr.) Bremek. プララウィニア・スベロサ - ボルネオのマレーシア領サバ州部分にのみ自生。

- Urophyllum Wall.

中華人民共和国南部から熱帯アジアにかけて分布。
- Urophyllum griffithianum (Wight) Hook.f. オレンジウロフィルム - マレー群島区系西部に自生。
- Urophyllum villosum Wall. ケウロフィルム - ベトナムおよびマレー半島北部に自生。

#### 独立連?
Clarkella Hook.f.
インドのウッタラーカンド州、中国南部からタイ南部にかけて分布する Clarkella nana (Edgew.) Hook.f. 1種のみからなる属。

### 亜科階級なし

#### tribe Coptosapelteae (ヒョウタンカズラ連)
Coptosapelteae ヒョウタンカズラ連は2属からなる。
- Acranthera Arn. ex Meisn.

インドから中華人民共和国南中央部およびマレー群島区系中央部にかけて42種が分布する。
- Coptosapelta Korth. ヒョウタンカズラ属[8]

熱帯および亜熱帯アジアに16種が分布する。
- Coptosapelta diffusa (Champ. ex Benth.) Steenis ヒョウタンカズラ[8] - 中華人民共和国南部、台湾、日本の南西諸島に分布する。

#### tribe Luculieae (ニオイザクラ連)

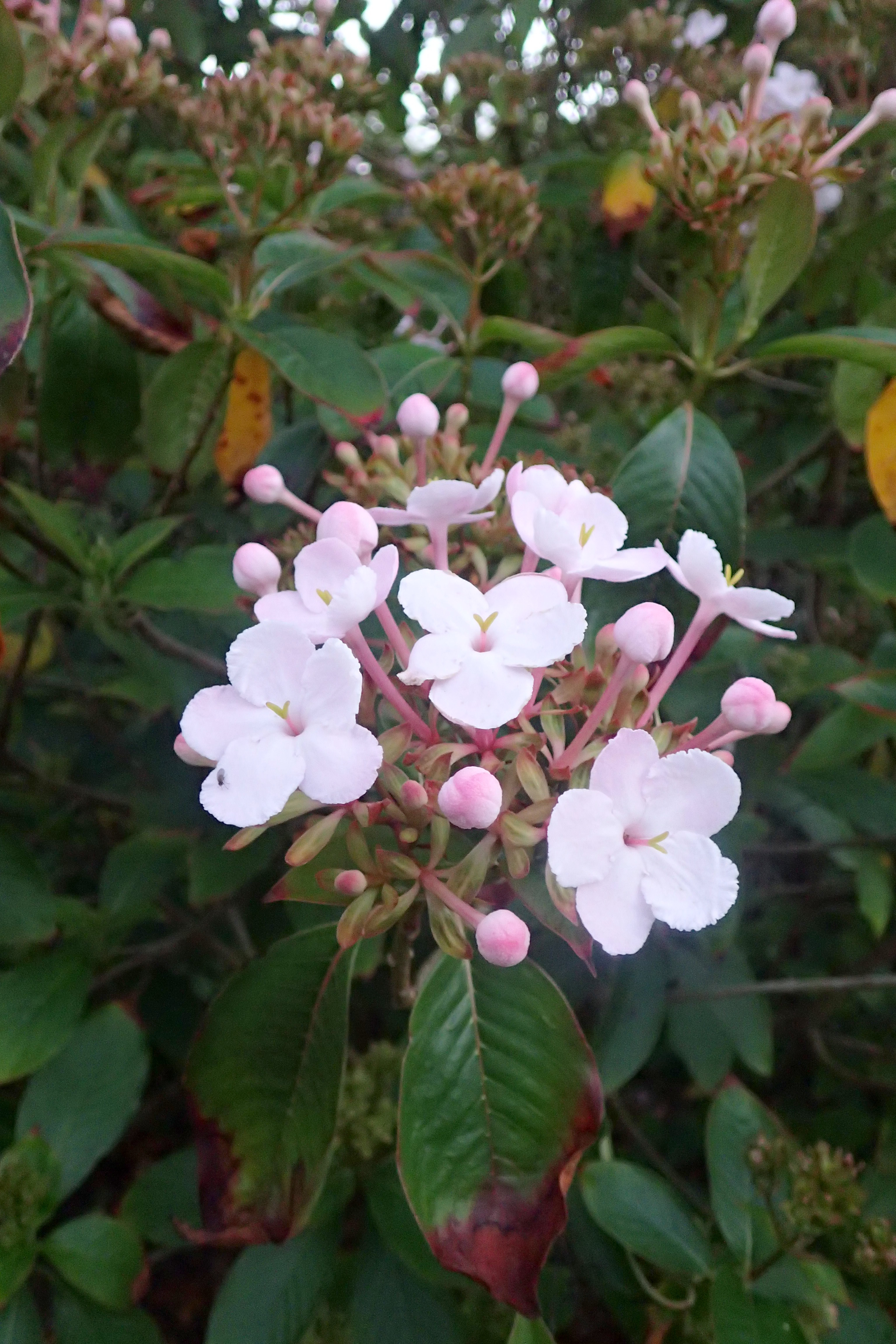
アッサムニオイザクラ

Luculieae ニオイザクラ連
- Luculia Sweet ルクリア属[12][43]（別名: ニオイザクラ属[7]）

4種。
- Luculia grandifolia Ghose ルクリア・グランディフォリア[43] - ヒマラヤ東部に自生。
- Luculia gratissima (Wall.) Sweet ルクリア・グラティッシマ[79][43] - ヒマラヤ中央部からインドシナ北部にかけて自生。
- Luculia pinceana Hook. アッサムニオイザクラ（別名: ニオイザクラ、ルクリア）[80] - ネパールから中華人民共和国南部にかけて自生。
- Luculia yunnanensis S.Y.Hu - 中華人民共和国（雲南省）からベトナムにかけて自生。

## 主な種
代表的な種には次のようなものがある。
- アカネ、セイヨウアカネ（Rubia tinctorum）: アカネ色素の原料。
- コーヒーノキ
- ノニ（ヤエヤマアオキ）: ポリネシアで果樹として利用するが沖縄にも分布する。
- クチナシ：観賞用、また果実の色素を食品の着色料として用いる。
- キナノキ属：マラリア特効薬キニーネの原料。
- トコン（吐根）: エメチン（アメーバ赤痢治療薬）などを含む。
- カエンソウ属（Manettia; 通称: マネッティア）、カンチョウジ属（Bouvardia; 通称: ブヴァルディア）、コケサンゴ（Nertera granadensis）、コプロスマ属、コンロンカ属（Mussaenda）、サンタンカ、バーチェリア・ブバリナ（Burchellia bubalina）、ハクチョウゲ、プトリア・カラブリカ（Plocama calabrica; シノニム: Putoria calabrica）、ベニマツリ（Rondeletia odorata）、クササンタンカ属（Pentas）、ヤマタマガサ属（Cephalanthus; 通称: セファランサス）、ルクリア属（Luculia）、ロスマニア属（Rothmannia）等：観賞用[43]。基本的には花を観るものであるが、コケサンゴは花は目立たず実に[81]、コプロスマ属は葉に観賞価値がある[82]。
- ヤエムグラ、ヘクソカズラ等：雑草。
- クルマバソウ（Galium odoratum）: ハーブ[83]。
- デガメ（Calycophyllum candidissimum; 別名: レモンウッド）、アブラ（Mitragyna ledermannii）: 木材[31]。
- ショウジョウトラノオ

## 主な分類群
- Rubioideae アカネ亜科[8]
  - Colletoecemateae

- - Danaideae
- Spermacoceae

- -     - Oldenlandia[注 20]
      - O. brachypoda フタバムグラ[74]
      - O. corymbosa タマザキフタバムグラ[74]（別名: タマザキフタバ[15]）
      - Oldenlandia paniculata L.（シノニム: H. paniculata (L.) Lam.）

    - Richardia ハシカグサモドキ属[75]
      - R. brasiliensis ブラジルハシカグサモドキ[75]
      - R. scabra ハシカグサモドキ[75]

    - Scleromitrion 
      - S. tenelliflorum （シノニム: Hedyotis tenelliflora） ケニオイグサ[56]
      - Scleromitrion verticillatum (L.) R.J.Wang（シノニム: Hedyotis hispida Retz.、Hedyotis verticillata (L.) Lam.） ヒロハケニオイグサ[56]（別名: アカグキニオイグサ[11]）- 熱帯および亜熱帯アジアから太平洋西中央部にかけて分布。

    - Spermacoce ハリフタバ属[75]
      - S. alata（シノニム: S. latifolia） ヒロハフタバムグラ[75]
      - S. articularis（シノニム: Borreria articularis） ハリフタバ[56]
      - S. glabra アメリカハリフタバ（別名: アメリカムグラ）[75]
      - S. prostrata マルバフタバムグラ[75]
      - S. remota（シノニム: S. assurgens） ナガバハリフタバ[74]
      - S. tenuior アメリカムグラ[74]

- - Rubieae アカネ連[56]
    - Asperula[注 21]
      - A. orientalis タマクルマバソウ[43]

- -     - Galium ヤエムグラ属[56]
      - G. aparine[注 22] シラホシムグラ[74]
      - G. bungei var. trachyspermum（シノニム: G. trachyspermum） ヨツバムグラ
      - G. divaricatum コメツブヤエムグラ（別名: ヒメヤエムグラ）[75]
      - G. echinocarpum シマヨツバムグラ[15]
      - G. japonicum Makino クルマムグラ[56]
      - G. kikumugura（シノニム: G. brachypodum） キクムグラ[62][56]
      - G. kinuta（シノニム: G. japonicum Makino & Nakai） キヌタソウ[62][56]
      - G. mollugo トゲナシムグラ（別名: カスミムグラ）[75]
      - G. nakaii ミヤマキヌタソウ[56]
      - G. odoratum（シノニム: Asperula odorata） クルマバソウ[62][56]
      - G. paradoxum ミヤマムグラ[56]
      - G. pseudoasprellum オオバノヤエムグラ[56]
      - G. spurium ヤエムグラ
      - G. tokyoense ハナムグラ[62]
      - G. tricornutum ミナトムグラ[75]
      - G. trifidum
        - G. t. subsp. columbianum（シノニム: G. t. var. brevipedunculatum） ホソバノヨツバムグラ[56]

      - G. trifloriforme オククルマムグラ[56]
      - G. triflorum ヤツガタケムグラ[56]
      - G. verum カワラマツバ[62]

- - Schizocoleeae

- - Gaertnereae

- Cinchonoideae キナノキ亜科[8]

- - Chiococceae

- - Henriquezieae
  - Posoquerieae
  - Isertieae

- - Sabiceeae
  - Steenisieae
  - Retiniphylleae

- - Aleisanthieae

- - Bertiereae